# Lista conducătorilor de stat în anul 2023
Lista conducătorilor de stat în anul 2023 se bazează pe Lista statelor lumii și pe Lista de teritorii dependente, așa cum sunt ele cunoscute de la 1 ianuarie pâna la 31 decembrie 2023. 
Lista principală numără, în anul 2023, 193 state membre în cadrul ONU. Listele adiționale conțin:  State independente recunoscute parțial de comunitatea internațională, State independente nerecunoscute, Entități cu statut apropiat de cel de stat, Territorii nesuverane, autonome sau cu administrație specială și Guverne alternative și / sau în exil.
Șefii executivului statelor suverane sunt în principal șefii de stat și șefii de guvern:
- Un șef de stat este o persoană fizică, uneori  juridică, care reprezintă simbolic continuitatea și legitimitatea statului. Lui îi sunt rezervate în mod tradițional diverse funcții: reprezentarea externă, promulgarea legilor, nominalizarea titularilor unor funcții publice la nivel înalt. În funcție de stat el poate fi cel mai important deținător al puterii executive sau doar să personalizeze puterea supremă exercitată în numele lui de alte personalități politice.
- Un șef de guvern este o persoană fizică care deține primul sau al doilea rol executiv (conform tipului de regim politic) și se află în fruntea guvernului adică a  totalității miniștrilor sau secretarilor de stat însărcinați cu responsabilități executive.

În cazul teritoriilor autonome și a altor colectivități nesuverane, adică dependente de un stat suveran, titlurile șefului executiv local sunt diferite: prefect, bailiff, guvernator, președinte, etc.

## State independente recunoscute cvasigeneral
| Statul                                                                               | Funcția                                                                 | Numele                                                                                                  | Începând cu                         |
| ------------------------------------------------------------------------------------ | ----------------------------------------------------------------------- | --- | ----------------------------------- |
| Afganistan (vezi și : §14)                                                           | Conducător al Emiratului                                                | mawlawi Hibatullah Akhundzada Emir (comandant al credincioșilor) al talibanilor] (șef de stat de facto) | 15 august 2021                      |
| Afganistan (vezi și : §14)                                                           | Prim-miniștri                                                           | mawlawi Abdul Kabir (interimar) (interimar)                                                             | 17 mai 2023 -17 iulie 2023          |
| Afganistan (vezi și : §14)                                                           | Prim-miniștri                                                           | mullah Mohammad Hassan Akhund (interimar)                                                               | 7 septembrie 2021                   |
| Africa de Sud · (vezi și : §12)                                                      | Președinte al Republicii                                                | Cyril Ramaphosa                                                                                         | 14 februarie 2018                   |
| Albania                                                                              | Președinte al Republicii                                                | Bajram Begaj                                                                                            | 24 iulie 2022                       |
| Albania                                                                              | Prim-ministru                                                           | Edi Rama                                                                                                | 15 septembrie 2013                  |
| Algeria                                                                              | Președinte al Republicii                                                | Abdelmadjid Tebboune ,                                                                                  | 19 decembrie 2019                   |
| Algeria                                                                              | Prim-miniștri (succesivi)                                               | Nadir Larbaoui                                                                                          | 11 noiembrie 2023                   |
| Algeria                                                                              | Prim-miniștri (succesivi)                                               | Aymen Benabderrahmane                                                                                   | 30 iunie 2021                       |
| Andorra                                                                              | Coprinț episcopal                                                       | Joan Enric Vives Sicília                                                                                | 12 mai 2003                         |
| Andorra                                                                              | Coprinț francez                                                         | Emmanuel Macron                                                                                         | 14 mai 2017                         |
| Andorra                                                                              | Reprezentanți personali ai coprințului episcopal (succesivi)            | Eduard Ibáñez i Pulido                                                                                  | 27 noiembrie 2023                   |
| Andorra                                                                              | Reprezentanți personali ai coprințului episcopal (succesivi)            | Josep Maria Mauri                                                                                       | 20 iulie 2012                       |
| Andorra                                                                              | Reprezentant personal al coprințului francez                            | Patrick Strzoda                                                                                         | 15 mai 2017                         |
| Andorra                                                                              | Șefi ai guvernului (succesivi)                                          | Xavier Espot Zamora                                                                                     | 15 mai 2023                         |
| Andorra                                                                              | Șefi ai guvernului (succesivi)                                          | Jordi Gallardo Fernàndez (interimar)                                                                    | 26 aprilie 2023                     |
| Andorra                                                                              | Șefi ai guvernului (succesivi)                                          | Xavier Espot Zamora                                                                                     | 19 mai 2019                         |
| Angola                                                                               | Președinte al Republicii                                                | João Lourenço                                                                                           | 26 septembrie 2017                  |
| Antigua și Barbuda · (vezi și:§12)                                                   | Rege                                                                    | Charles al III-lea                                                                                      | 8 septembrie 2022                   |
| Antigua și Barbuda · (vezi și:§12)                                                   | Guvernator general                                                      | sir Rodney Williams                                                                                     | 14 august 2014                      |
| Antigua și Barbuda · (vezi și:§12)                                                   | Prim-ministru                                                           | Gaston Browne                                                                                           | 13 iunie 2014                       |
| Arabia Saudită                                                                       | Rege                                                                    | Salman                                                                                                  | 23 ianuarie 2015                    |
| Arabia Saudită                                                                       | Președinte al Consiliului de Miniștri                                   | Salman                                                                                                  | 23 ianuarie 2015                    |
| Arabia Saudită                                                                       | Prim ministru                                                           | Mohammad bin Salman Al Saud                                                                             | 27 septembrie 2022                  |
| Argentina · (vezi și: §12)                                                           | Președinți ai Națiunii (succesivi)                                      | Javier Milei                                                                                            | 10 decembrie 2023                   |
| Argentina · (vezi și: §12)                                                           | Președinți ai Națiunii (succesivi)                                      | Alberto Fernández                                                                                       | 10 decembrie 2019                   |
| Argentina · (vezi și: §12)                                                           | Șefi ai cabinetului (succesivi)                                         | Nicolás Posse                                                                                           | 10 decembrie 2023                   |
| Argentina · (vezi și: §12)                                                           | Șefi ai cabinetului (succesivi)                                         | Agustín Rossi                                                                                           | 15 februarie 2023                   |
| Argentina · (vezi și: §12)                                                           | Șefi ai cabinetului (succesivi)                                         | Juan Luis Manzur                                                                                        | 20 septembrie 2021                  |
| Armenia                                                                              | Președinte al Republicii                                                | Vahagn Khachaturyan                                                                                     | 13 martie 2022                      |
| Armenia                                                                              | Prim-minstru                                                            | Nikol Pashinyan ,                                                                                       | 8 mai 2018                          |
| Australia · (vezi și: §5)                                                            | Rege                                                                    | Charles al III-lea                                                                                      | 8 septembrie 2022                   |
| Australia · (vezi și: §5)                                                            | Guvernator general                                                      | David Hurley                                                                                            | 1 iulie 2019                        |
| Australia · (vezi și: §5)                                                            | Prim-ministru                                                           | Anthony Albanese                                                                                        | 23 mai 2022                         |
| Austria                                                                              | Președinte federal al Republicii                                        | Alexander Van der Bellen                                                                                | 26 ianuarie 2017                    |
| Austria                                                                              | Cancelar federal                                                        | Karl Nehammer                                                                                           | 6 decembrie 2021                    |
| Azerbaidjan · (vezi și: §3 și §12)                                                   | Președinte al Republicii                                                | Ilham Aliyev ,                                                                                          | 15 octombrie 2003                   |
| Azerbaidjan · (vezi și: §3 și §12)                                                   | Prim-ministru                                                           | Ali Asadov                                                                                              | 8 octombrie 2019                    |
| Bahamas                                                                              | Rege                                                                    | Charles al III-lea                                                                                      | 8 septembrie 2022                   |
| Bahamas                                                                              | Guvernatori generali (succesivi)                                        | Cynthia A. Pratt                                                                                        | 1 septembrie 2023                   |
| Bahamas                                                                              | Guvernatori generali (succesivi)                                        | sir Cornelius A. Smith                                                                                  | 28 iunie 2019                       |
| Bahamas                                                                              | Prim-ministru                                                           | Philip Davis                                                                                            | 17 septembrie 2021                  |
| Bahrain                                                                              | Rege                                                                    | șeic Hamad bin Isa al Khalifa                                                                           | 6 martie 1999                       |
| Bahrain                                                                              | Prim-ministru (ministru președinte)                                     | șeic Salman bin Hamad al Khalifa                                                                        | 11 noiembrie 2020                   |
| Bangladesh                                                                           | Președinți ai Republicii (succesivi)                                    | Mohammed Shahabuddin Chuppu                                                                             | 24 aprilie 2023                     |
| Bangladesh                                                                           | Președinți ai Republicii (succesivi)                                    | Abdul Hamid                                                                                             | 20 martie 2013                      |
| Bangladesh                                                                           | Prim-ministru                                                           | șeica Hasina Wazed ,                                                                                    | 6 ianuarie 2009                     |
| Barbados                                                                             | Președintă                                                              | dame Sandra Mason                                                                                       | 30 noiembrie 2021                   |
| Barbados                                                                             | Prim-ministru                                                           | Mia Mottley                                                                                             | 25 mai 2018                         |
| Belarus (vezi și : §14)                                                              | Președinte                                                              | Aleksandr Lukașenko                                                                                     | 20 iulie 1994                       |
| Belarus (vezi și : §14)                                                              | Prim-ministru                                                           | Roman Golovchenko                                                                                       | 4 iunie 2020                        |
| Belgia                                                                               | Rege (al belgienilor)                                                   | Filip                                                                                                   | 21 iulie 2013                       |
| Belgia                                                                               | Prim-ministru                                                           | Alexander De Croo                                                                                       | 1 octombrie 2020                    |
| Belize                                                                               | Rege                                                                    | Charles al III-lea                                                                                      | 8 septembrie 2022                   |
| Belize                                                                               | Guvernatoare generalǎ                                                   | dame Froyla Tzalam                                                                                      | 27 mai 2021                         |
| Belize                                                                               | Prim-ministru                                                           | Johnny Briceño                                                                                          | 12 noiembrie 2020                   |
| Benin                                                                                | Președinte al Republicii                                                | Patrice Talon                                                                                           | 6 aprilie 2016                      |
| Bhutan                                                                               | Rege                                                                    | Jigme Khesar Namgyel Wangchuck                                                                          | 14 decembrie 2006                   |
| Bhutan                                                                               | Prim-miniștri (lyonchen) (succesivi)                                    | lyonpo Chogyal Dago Rigdzin (Consilier Șel al guvernului interimar)                                     | 1 noiembrie 2023                    |
| Bhutan                                                                               | Prim-miniștri (lyonchen) (succesivi)                                    | lyonchen Lotay Tshering                                                                                 | 7 noiembrie 2018                    |
| Birmania · (vezi și : §14)                                                           | Președinte al Consiliului Administrativ al Statului                     | Min Aung Hlaing ,                                                                                       | 2 februarie 2021                    |
| Birmania · (vezi și : §14)                                                           | Președinte al Republicii                                                | Myint Swe , (interimar) (corevendicator ȋncepȃnd cu 2 martie 2021)                                      | 1 februarie 2021                    |
| Birmania · (vezi și : §14)                                                           | Prim-ministru                                                           | Min Aung Hlaing , (corevendicator ȋncepȃnd cu 1 august 2021)                                            | 1 august 2021                       |
| Bolivia                                                                              | Președinte constituțional al statului plurinațional                     | Luis Arce                                                                                               | 8 noiembrie 2020                    |
| Bosnia și Herzegovina                                                                | Președinți ai Consiliului Prezidențial (succesivi)                      | Željko Komšić                                                                                           | 16 iulie 2023                       |
| Bosnia și Herzegovina                                                                | Președinți ai Consiliului Prezidențial (succesivi)                      | Željka Cvijanović                                                                                       | 16 noiembrie 2022                   |
| Bosnia și Herzegovina                                                                | Președinți ai Consiliului de Miniștri (succesivi)                       | Borjana Krišto                                                                                          | 25 ianuarie 2023                    |
| Bosnia și Herzegovina                                                                | Președinți ai Consiliului de Miniștri (succesivi)                       | Zoran Tegeltija                                                                                         | 5 decembrie 2019                    |
| Bosnia și Herzegovina                                                                | Înalt reprezentant internațional                                        | Christian Schmidt (Germania)                                                                            | 1 august 2021                       |
| Botswana                                                                             | Președinte al Republicii                                                | Mokgweetsi Masisi                                                                                       | 1 aprilie 2018                      |
| Brazilia · (vezi și : §12)                                                           | Președinte al Republicii federale                                       | Luiz Inácio Lula da Silva                                                                               | 1 ianuarie 2023                     |
| Brunei                                                                               | Sultan [și suveran (Yang Di Pertuan)]                                   | sir Hassanal Bolkiah                                                                                    | 5 octombrie 1967                    |
| Brunei                                                                               | Prim-ministru                                                           | sir Hassanal Bolkiah                                                                                    | 1 ianuarie 1984                     |
| Bulgaria                                                                             | Președinte al Republicii                                                | Rumen Radev                                                                                             | 22 ianuarie 2017                    |
| Bulgaria                                                                             | Prim-miniștri (miniștri președinți) (succesivi)                         | Nikolai Denkov                                                                                          | 6 iunie 2023                        |
| Bulgaria                                                                             | Prim-miniștri (miniștri președinți) (succesivi)                         | Galab Donev (interimar)                                                                                 | 2 august 2022                       |
| Burkina Faso                                                                         | Președinte al Mișcării Patriotice pentru Salvare și Restaurare          | Ibrahim Traoré , (corevendicator din 30 septembrie 2022 până în 2 octombrie 2022)                       | 30 septembrie 2022                  |
| Președinte al Faso (Republicii)                                                      | Ibrahim Traoré , (de tranziție)                                         | 5 octombrie 2022                                                                                        |                                     |
| Prim-ministru                                                                        | Apollinaire Joachim Kyélem de Tambèla (de tranziție)                    | 21 octombrie 2022                                                                                       |                                     |
| Burundi                                                                              | Președinte al Republicii                                                | Évariste Ndayishimiye                                                                                   | 18 iunie 2020                       |
| Burundi                                                                              | Prim-ministru                                                           | Gervais Ndirakobuca                                                                                     | 7 septembrie 2022                   |
| Cambodgia                                                                            | Rege                                                                    | Norodom Sihamoni                                                                                        | 29 octombrie 2004                   |
| Cambodgia                                                                            | Prim-miniștri (succesivi)                                               | samdech Hun Manet                                                                                       | 22 august 2023                      |
| Cambodgia                                                                            | Prim-miniștri (succesivi)                                               | samdech Hun Sen                                                                                         | 31 decembrie 1984                   |
| Camerun                                                                              | Președinte al Republicii                                                | Paul Biya                                                                                               | 6 noiembrie 1982                    |
| Camerun                                                                              | Prim-ministru                                                           | Joseph Dion Ngute                                                                                       | 4 ianuarie 2019                     |
| Canada                                                                               | Rege                                                                    | Charles al III-lea                                                                                      | 8 septembrie 2022                   |
| Canada                                                                               | Guvernatoare generalǎ                                                   | Mary Simon                                                                                              | 26 iulie 2021                       |
| Canada                                                                               | Prim-ministru                                                           | Justin Trudeau                                                                                          | 4 noiembrie 2015                    |
| Capul Verde                                                                          | Președinte al Republicii                                                | José Maria Neves                                                                                        | 6 noiembrie 2021                    |
| Capul Verde                                                                          | Prim-ministru                                                           | Ulisses Correia e Silva                                                                                 | 22 aprilie 2016                     |
| Cehia                                                                                | Președinți ai Republicii (succesivi)                                    | Petr Pavel                                                                                              | 9 martie 2023                       |
| Cehia                                                                                | Președinți ai Republicii (succesivi)                                    | Miloš Zeman                                                                                             | 7 martie 2013                       |
| Cehia                                                                                | Prim-ministru (președinte al Guvernului)                                | Petr Fiala                                                                                              | 17 decembrie 2021                   |
| Centrafricană, Republica                                                             | Președinte al Republicii                                                | Faustin-Archange Touadéra                                                                               | 30 martie 2016                      |
| Centrafricană, Republica                                                             | Prim-ministru                                                           | Félix Moloua                                                                                            | 9 februarie 2022                    |
| Chile · (vezi și : §12)                                                              | Președinte al Republicii                                                | Gabriel Boric                                                                                           | 11 martie 2022                      |
| China (vezi și : §2, §12 și §14)                                                     | Secretar general al Partidului Comunist Chinez                          | Xi Jinping                                                                                              | 15 noiembrie 2012                   |
| China (vezi și : §2, §12 și §14)                                                     | Președinte al Republicii                                                | Xi Jinping                                                                                              | 14 martie 2013                      |
| China (vezi și : §2, §12 și §14)                                                     | Premieri ai Consiliului de stat (succesivi)                             | Li Qiang                                                                                                | 11 martie 2023                      |
| China (vezi și : §2, §12 și §14)                                                     | Premieri ai Consiliului de stat (succesivi)                             | Li Keqiang                                                                                              | 16 martie 2013                      |
| Ciad                                                                                 | Președinte al Republicii                                                | Mahamat Déby Itno , (de tranziție)                                                                      | 21 aprilie 2021                     |
| Ciad                                                                                 | Prim-ministru                                                           | Saleh Kebzabo (de tranziție)                                                                            | 13 octombrie 2022                   |
| Cipru · (vezi și : §2)                                                               | Președinți ai Republicii (succesivi)                                    | Nikos Christodoulides                                                                                   | 28 februarie 2023                   |
| Cipru · (vezi și : §2)                                                               | Președinți ai Republicii (succesivi)                                    | Nicos Anastasiades                                                                                      | 28 februarie 2013                   |
| Coasta de Fildeș                                                                     | Președinte al Republicii                                                | Alassane Ouattara ,                                                                                     | 4 decembrie 2010                    |
| Coasta de Fildeș                                                                     | Prim-miniștri (succesivi)                                               | Robert Beugré Mambé                                                                                     | 17 octombrie 2023                   |
| Coasta de Fildeș                                                                     | Prim-miniștri (succesivi)                                               | Patrick Achi                                                                                            | 8 martie 2021                       |
| Columbia · (vezi și: §12)                                                            | Președinte al Republicii                                                | Gustavo Petro                                                                                           | 7 august 2022                       |
| Comore                                                                               | Președinte al Uniunii                                                   | Azali Assoumani ,                                                                                       | 26 mai 2016                         |
| Congo, Republica                                                                     | Președinte al Republicii                                                | Denis Sassou-Nguesso ,                                                                                  | 25 octombrie 1997                   |
| Congo, Republica                                                                     | Prim-ministru                                                           | Anatole Collinet Makosso                                                                                | 18 mai 2021                         |
| Congo, Republica Democrată                                                           | Președinte al Republicii                                                | Félix Tshisekedi                                                                                        | 24 ianuarie 2019                    |
| Congo, Republica Democrată                                                           | Prim-ministru                                                           | Jean-Michel Sama Lukonde                                                                                | 27 aprilie 2021                     |
| Coreea, Republica                                                                    | Președinte al Republicii                                                | Yoon Suk-yeol                                                                                           | 10 mai 2022                         |
| Coreea, Republica                                                                    | Prim-ministru                                                           | Han Duck-soo                                                                                            | 21 mai 2022                         |
| Coreeană, R.P.D.                                                                     | Lider suprem                                                            | Kim Jong-un ,                                                                                           | 29 decembrie 2011                   |
| Coreeană, R.P.D.                                                                     | Secretar general al Partidului Muncii din Coreea                        | Kim Jong-un ,                                                                                           | 10 ianuarie 2021                    |
| Coreeană, R.P.D.                                                                     | Președinte al Afacerilor de Stat ,                                      | Kim Jong-un , .                                                                                         | februarie 2021                      |
| Coreeană, R.P.D.                                                                     | Președinte al Comitetului Permanent al Adunării Populare Supreme ,      | Choe Ryong-hae                                                                                          | februarie 2021                      |
| Coreeană, R.P.D.                                                                     | Premier al Cabinetului                                                  | Kim Tok-hun                                                                                             | 13 august 2020                      |
| Costa Rica                                                                           | Președinte al Republicii                                                | Rodrigo Chaves Robles                                                                                   | 8 mai 2022                          |
| Croația                                                                              | Președinte al Republicii                                                | Zoran Milanović                                                                                         | 18 februarie 2020                   |
| Croația                                                                              | Prim-ministru (președinte al Guvernului)                                | Andrej Plenković                                                                                        | 19 octombrie 2016                   |
| Cuba                                                                                 | Prim secretar al Partidului Comunist Cubanez                            | Miguel Díaz-Canel                                                                                       | 19 aprilie 2021                     |
| Cuba                                                                                 | Președinte al Republicii                                                | Miguel Díaz-Canel ,                                                                                     | 10 octombrie 2019                   |
| Cuba                                                                                 | Prim-ministru                                                           | Manuel Marrero Cruz                                                                                     | 21 decembrie 2019                   |
| Danemarca · (vezi și : §12)                                                          | Monarhi                                                                 | Frederic (regent)                                                                                       | 21 februarie 2023 - 15 aprilie 2023 |
| Danemarca · (vezi și : §12)                                                          | Monarhi                                                                 | Margareta a II-a , (regină)                                                                             | 14 ianuarie 1972                    |
| Danemarca · (vezi și : §12)                                                          | Prim-ministru (ministru de stat)                                        | Mette Frederiksen                                                                                       | 27 iunie 2019                       |
| Djibouti                                                                             | Președinte al Republicii                                                | Ismail Omar Guelleh                                                                                     | 8 mai 1999                          |
| Djibouti                                                                             | Prim-ministru                                                           | Abdoulkader Kamil Mohamed                                                                               | 1 aprilie 2013                      |
| Dominica                                                                             | Președinți ai Commonwealth-ului (succesivi)                             | Sylvanie Burton                                                                                         | 2 octombrie 2023                    |
| Dominica                                                                             | Președinți ai Commonwealth-ului (succesivi)                             | Charles Savarin                                                                                         | 2 septembrie 2013                   |
| Dominica                                                                             | Prim-ministru                                                           | Roosevelt Skerrit                                                                                       | 8 ianuarie 2004                     |
| Dominicană, Republica                                                                | Președinte al Republicii                                                | Luis Abinader                                                                                           | 16 august 2020                      |
| Ecuador · (vezi și §12)                                                              | Președinți constituționali ai Republicii (succesivi)                    | Daniel Noboa                                                                                            | 23 noiembrie 2023                   |
| Ecuador · (vezi și §12)                                                              | Președinți constituționali ai Republicii (succesivi)                    | Guillermo Lasso                                                                                         | 24 mai 2021                         |
| Egipt                                                                                | Președinte al Republicii                                                | Abdel Fattah el-Sisi                                                                                    | 8 iulie 2014                        |
| Egipt                                                                                | Prim-ministru (președinte al Consiliului de Miniștri)                   | Moustafa Madbouly ,                                                                                     | 7 iunie 2018                        |
| El Salvador                                                                          | Președinți ai Republicii                                                | Claudia Rodríguez de Guevara (interimară)                                                               | 1 decembrie 2023                    |
| El Salvador                                                                          | Președinți ai Republicii                                                | Nayib Bukele                                                                                            | 1 iunie 2019                        |
| Elveția                                                                              | Președinte al Confederației                                             | Alain Berset                                                                                            | 1 ianuarie 2023                     |
| Emiratele Arabe Unite                                                                | Președinte                                                              | șeic Mohammed bin Zayed al Nahyan                                                                       | 14 mai 2022                         |
| Emiratele Arabe Unite                                                                | Prim-ministru (președinte al Consiliului de Miniștri)                   | șeic Mohammed ben Rachid Al Maktoum ,                                                                   | 5 ianuarie 2006                     |
| Eritreea                                                                             | Președinte al Statului                                                  | Issayas Afewerki                                                                                        | 24 mai 1993                         |
| Estonia · (vezi și : §14)                                                            | Președinte al Republicii                                                | Alar Karis                                                                                              | 11 octombrie 2021                   |
| Estonia · (vezi și : §14)                                                            | Prim-ministru (ministru șef)                                            | Kaja Kallas                                                                                             | 26 ianuarie 2021                    |
| Eswatini                                                                             | Șef al statului [rege (iNgwenyama)]                                     | Mswati al III-lea                                                                                       | 25 aprilie 1986                     |
| Eswatini                                                                             | Prim-miniștri (Ndvunankhulu) (succesivi)                                | Russell Dlamini                                                                                         | 6 noiembrie 2023                    |
| Eswatini                                                                             | Prim-miniștri (Ndvunankhulu) (succesivi)                                | Mgwagwa Gamedze (interimar)                                                                             | 28 septembrie 2023                  |
| Eswatini                                                                             | Prim-miniștri (Ndvunankhulu) (succesivi)                                | Cleopas Dlamini                                                                                         | 16 iulie 2021                       |
| Etiopia                                                                              | Președintă a Republicii                                                 | Sahlework Zewde                                                                                         | 25 octombrie 2018                   |
| Etiopia                                                                              | Prim-ministru                                                           | Abiy Ahmed Ali                                                                                          | 2 aprilie 2018                      |
| Fiji                                                                                 | Președinte al Republicii                                                | ratu Wiliame Katonivere                                                                                 | 12 noiembrie 2021                   |
| Fiji                                                                                 | Prim-ministru                                                           | Sitiveni Rabuka                                                                                         | 24 decembrie 2022                   |
| Filipine · (vezi și : §12)                                                           | Președinte al Republicii                                                | Bongbong Marcos                                                                                         | 30 iunie 2022                       |
| Finlanda · (vezi și : §12)                                                           | Președinte al Republicii                                                | Sauli Niinistö                                                                                          | 1 martie 2012                       |
| Finlanda · (vezi și : §12)                                                           | Prim miniștri (miniștri șefi) (succesivi)                               | Petteri Orpo                                                                                            | 20 iunie 2023                       |
| Finlanda · (vezi și : §12)                                                           | Prim miniștri (miniștri șefi) (succesivi)                               | Sanna Marin                                                                                             | 10 decembrie 2019                   |
| Franța · (vezi și : §7)                                                              | Președinte al Republicii                                                | Emmanuel Macron                                                                                         | 14 mai 2017                         |
| Franța · (vezi și : §7)                                                              | Prim-ministru                                                           | Élisabeth Borne                                                                                         | 16 mai 2022                         |
| Gabon                                                                                | Președinte al Comitetului de Tranziție și de Restaurare a Instituțiilor | Brice Clotaire Oligui Nguema                                                                            | 30 august 2023                      |
| Gabon                                                                                | Președinți ai Republicii (succesivi)                                    | Brice Clotaire Oligui Nguema (de tranziție)                                                             | 4 septembrie 2023                   |
| Gabon                                                                                | Președinți ai Republicii (succesivi)                                    | Ali Bongo Ondimba ,                                                                                     | 16 octombrie 2009 - 30 august 2023  |
| Gabon                                                                                | Prim-miniștri (succesivi)                                               | Raymond Ndong Sima (interimar)                                                                          | 8 septembrie 2023                   |
| Gabon                                                                                | Prim-miniștri (succesivi)                                               | funcție vacantă                                                                                         | 30 august 2023                      |
| Gabon                                                                                | Prim-miniștri (succesivi)                                               | Alain Claude Bilie By Nze                                                                               | 10 ianuarie 2023                    |
| Gabon                                                                                | Prim-miniștri (succesivi)                                               | Rose Christiane Raponda                                                                                 | 16 iulie 2020                       |
| Gambia                                                                               | Președinte al Republicii                                                | Adama Barrow ,                                                                                          | 19 ianuarie 2017                    |
| Georgia · (vezi și : §2, §12 și §14)                                                 | Președintǎ                                                              | Salome Zurabishvili                                                                                     | 16 decembrie 2018                   |
| Georgia · (vezi și : §2, §12 și §14)                                                 | Prim-ministru                                                           | Irakli Garibashvili                                                                                     | 22 februarie 2021                   |
| Germania                                                                             | Președinte federal                                                      | Frank-Walter Steinmeier                                                                                 | 19 martie 2017                      |
| Germania                                                                             | Cancelar federal                                                        | Olaf Scholz                                                                                             | 8 decembrie 2021                    |
| Ghana                                                                                | Președinte al Republicii                                                | Nana Akufo-Addo                                                                                         | 7 ianuarue 2017                     |
| Grecia · (vezi și : §12)                                                             | Președintǎ a Republicii                                                 | Ekaterini Sakellaropoulou                                                                               | 13 martie 2020                      |
| Grecia · (vezi și : §12)                                                             | Prim-miniștri (succesivi)                                               | Kyriakos Mitsotakis ,                                                                                   | 26 iunie 2023                       |
| Grecia · (vezi și : §12)                                                             | Prim-miniștri (succesivi)                                               | Ioannis Sarmas (interimar)                                                                              | 25 mai 2023                         |
| Grecia · (vezi și : §12)                                                             | Prim-miniștri (succesivi)                                               | Kyriakos Mitsotakis                                                                                     | 8 iulie 2019                        |
| Grenada · (vezi și : §12)                                                            | Rege                                                                    | Charles al III-lea                                                                                      | 8 septembrie 2022                   |
| Grenada · (vezi și : §12)                                                            | Guvernatoare generală                                                   | dame Cécile La Grenade                                                                                  | 7 aprilie 2013                      |
| Grenada · (vezi și : §12)                                                            | Prim-ministru                                                           | Dickon Mitchell                                                                                         | 24 iunie 2022                       |
| Guatemala                                                                            | Președinte al Republicii                                                | Alejandro Giammattei                                                                                    | 14 ianuarie 2020                    |
| Guineea                                                                              | Președinte al Comitetului Național pentru Reconciliere și Dezvoltare    | Mamady Doumbouya                                                                                        | 5 septembrie 2021                   |
| Guineea                                                                              | Președinte al Republicii                                                | Mamady Doumbouya (interimar)                                                                            | 17 septembrie 2021                  |
| Guineea                                                                              | Prim-ministru                                                           | Bernard Goumou                                                                                          | 16 iulie 2022                       |
| Guineea-Bissau                                                                       | Președinte al Republicii                                                | Umaro Sissoco Embaló ,                                                                                  | 27 februarie 2020                   |
| Guineea-Bissau                                                                       | Prim-miniștri (succesivi)                                               | Rui Duarte de Barros                                                                                    | 20 decembrie 2023                   |
| Guineea-Bissau                                                                       | Prim-miniștri (succesivi)                                               | Geraldo Martins                                                                                         | 7 august 2023                       |
| Guineea-Bissau                                                                       | Prim-miniștri (succesivi)                                               | Nuno Gomes Nabiam                                                                                       | 28 februarie 2020                   |
| Guineea Ecuatorială                                                                  | Președinte al Republicii                                                | Teodoro Obiang Nguema Mbasogo , .                                                                       | 3 august 1979                       |
| Guineea Ecuatorială                                                                  | Prim-miniștri (succesivi)                                               | Manuela Roka Botey                                                                                      | 1 februarie 2023                    |
| Guineea Ecuatorială                                                                  | Prim-miniștri (succesivi)                                               | Francisco Pascual Obama Asue                                                                            | 23 iunie 2016                       |
| Guyana                                                                               | Președinte al Republicii                                                | Irfaan Ali                                                                                              | 2 august 2020                       |
| Guyana                                                                               | Prim-ministru                                                           | Mark Phillips                                                                                           | 2 august 2020                       |
| Haiti                                                                                | Președinte al Republicii                                                | Ariel Henry , (interimar)                                                                               | 20 iulie 2021                       |
| Haiti                                                                                | Prim-ministru                                                           | Ariel Henry , (interimar)                                                                               | 9 iulie 2021                        |
| Honduras                                                                             | Președintǎ a Republicii                                                 | Xiomara Castro                                                                                          | 27 ianuarie 2022                    |
| India · (vezi și : §2)                                                               | Președintă a Republicii                                                 | Droupadi Murmu                                                                                          | 25 iulie 2022                       |
| India · (vezi și : §2)                                                               | Prim-ministru                                                           | Narendra Modi                                                                                           | 26 mai 2014                         |
| Indonezia · (vezi și : §14)                                                          | Președinte al Republicii                                                | Joko Widodo                                                                                             | 20 octombrie 2014                   |
| Iordania                                                                             | Rege                                                                    | Abdullah al II-lea                                                                                      | 7 februarie 1999                    |
| Iordania                                                                             | Prim-ministru (ministru președinte)                                     | Bisher Al-Khasawneh                                                                                     | 20 octombrie 2020                   |
| Irak · (vezi și : §12)                                                               | Președinte al Republicii                                                | Abdul Latif Rașid                                                                                       | 13 octombrie 2022                   |
| Irak · (vezi și : §12)                                                               | Prim-ministru (ministru președinte)                                     | Mohammed Șia al-Sudani                                                                                  | 27 octombrie 2022                   |
| Iran                                                                                 | Lider suprem                                                            | ayatollah Ali Khamenei                                                                                  | 4 iunie 1989                        |
| Iran                                                                                 | Președinte al Republicii                                                | sayyid Ebrahim Raisi                                                                                    | 3 august 2021                       |
| Irlanda                                                                              | Președinte                                                              | Michael D. Higgins                                                                                      | 11 noiembrie 2011                   |
| Irlanda                                                                              | Prim-ministru (Taoiseach)                                               | Leo Varadkar                                                                                            | 17 decembrie 2022                   |
| Islanda                                                                              | Președinte                                                              | Guðni Th. Jóhannesson                                                                                   | 1 august 2016                       |
| Islanda                                                                              | Prim-ministru (ministru președinte)                                     | Katrín Jakobsdóttir                                                                                     | 30 noiembrie 2017                   |
| Israel · (vezi și : §2)                                                              | Președinte al Statului                                                  | Itzhak Herzog                                                                                           | 7 iulie 2021                        |
| Israel · (vezi și : §2)                                                              | Prim-ministru (șef al guvernului)                                       | Benjamin Netanyahu                                                                                      | 26 decembrie 2022                   |
| Italia                                                                               | Președinte al Republicii                                                | Sergio Mattarella                                                                                       | 3 februarie 2015                    |
| Italia                                                                               | Președintǎ a Consiliului de Miniștri                                    | Giorgia Meloni                                                                                          | 22 octombrie 2022                   |
| Jamaica                                                                              | Rege                                                                    | Charles al III-lea                                                                                      | 8 septembrie 2022                   |
| Jamaica                                                                              | Guvernator general                                                      | sir Patrick Allen                                                                                       | 26 februarie 2009                   |
| Jamaica                                                                              | Prim-ministru                                                           | Andrew Holness                                                                                          | 3 martie 2016                       |
| Japonia                                                                              | Împărat                                                                 | Naruhito                                                                                                | 1 mai 2019                          |
| Japonia                                                                              | Prim-ministru                                                           | Fumio Kishida                                                                                           | 4 octombrie 2021                    |
| Kazahstan                                                                            | Președinte al Republicii                                                | Kassym-Jomart Tokayev                                                                                   | 20 martie 2019                      |
| Kazahstan                                                                            | Prim-ministru                                                           | Alihan Smaiylov                                                                                         | 5 ianuarie 2022                     |
| Kârgâzstan                                                                           | Președinte al Republicii                                                | Sadâr Japarov                                                                                           | 27 ianuarie 2021                    |
| Kârgâzstan                                                                           | Președinte al Cabinetului de miniștri                                   | Adîlbek Japarov                                                                                         | 12 octombrie 2021                   |
| Kenya                                                                                | Președinte al Republicii                                                | William Ruto                                                                                            | 13 septembrie 2022                  |
| Kenya                                                                                | Prim secretar al Cabinetului                                            | Musalia Mudavadi                                                                                        | 27 octombrie 2022                   |
| Kiribati                                                                             | Președinte al Republicii                                                | Taneti Maamau                                                                                           | 11 martie 2016                      |
| Kuweit                                                                               | Emiri (succesivi)                                                       | șeic Mishal Al-Ahmad Al-Jaber Al-Sabah                                                                  | 16 decembrie 2023                   |
| Kuweit                                                                               | Emiri (succesivi)                                                       | șeic Nawaf Al-Ahmad Al-Jaber Al-Sabah                                                                   | 30 septembriee 2020                 |
| Kuweit                                                                               | Prim-ministru (ministru președinte)                                     | șeic Ahmad Al-Nawaf Al-Ahmad Al-Jaber Al-Sabah                                                          | 24 iulie 2022                       |
| Laos                                                                                 | Secretar general al Partidului Popular Revoluționar Laoțian             | Thongloun Sisoulith                                                                                     | 15 ianuarie 2021                    |
| Laos                                                                                 | Președinte al Republicii                                                | Thongloun Sisoulith ,                                                                                   | 22 martie 2021                      |
| Laos                                                                                 | Prim-ministru                                                           | Sonexay Siphandone                                                                                      | 30 decembrie 2022                   |
| Lesotho                                                                              | Rege (Marena)                                                           | Letsie al III-lea                                                                                       | 7 februarie 1996                    |
| Lesotho                                                                              | Prim-ministru (Tona-Kholo)                                              | Sam Matekane                                                                                            | 20 octombrie 2022                   |
| Letonia                                                                              | Președinți ai Republicii (succesivi)                                    | Edgars Rinkēvičs                                                                                        | 8 iulie 2023                        |
| Letonia                                                                              | Președinți ai Republicii (succesivi)                                    | Egils Levits                                                                                            | 8 iulie 2019                        |
| Letonia                                                                              | Prim-miniștri (miniștri președinți) (succesivi)                         | Evika Siliņa                                                                                            | 15 septembrie 2023                  |
| Letonia                                                                              | Prim-miniștri (miniștri președinți) (succesivi)                         | Arturs Krišjānis Kariņš                                                                                 | 23 ianuarie 2019                    |
| Liban                                                                                | Președinte al Republicii                                                | Najib Mikati , (interimar)                                                                              | 31 octombrie 2022                   |
| Liban                                                                                | Președinte al Consiliului de Miniștri                                   | Najib Mikati , m (interimar)                                                                            | 10 septembrie 2021                  |
| Liberia                                                                              | Președinte al Republicii                                                | George Weah                                                                                             | 22 ianuarie 2018                    |
| Libia · (vezi și : §14)                                                              | Președinte al Consiliului Prezidențial                                  | Mohammed Al-Menfi                                                                                       | 10 martie 2021                      |
| Libia · (vezi și : §14)                                                              | Prim-ministru (ministru președinte)                                     | Abdul Hamid Dbeibeh (Guvernul de Unitate Națională) (corevendicator ȋncepȃnd cu 3 martie 2022)          | 15 martie 2021                      |
| Liechtenstein                                                                        | Prinți suverani                                                         | Alois (regent)                                                                                          | 15 august 2004                      |
| Liechtenstein                                                                        | Prinți suverani                                                         | Hans Adam al II-lea . (prinț suveran)                                                                   | 13 noiembrie 1989                   |
| Liechtenstein                                                                        | Șef al guvernului                                                       | Daniel Risch                                                                                            | 25 martie 2021                      |
| Lituania                                                                             | Președinte al Republicii                                                | Gitanas Nausėda                                                                                         | 12 iulie 2019                       |
| Lituania                                                                             | Prim-ministru (ministru președinte)                                     | Ingrida Šimonytė                                                                                        | 11 decembrie 2020                   |
| Luxemburg                                                                            | Mare duce                                                               | Henric                                                                                                  | 7 octombrie 2000                    |
| Luxemburg                                                                            | Prim-miniștri (succesivi)                                               | Luc Frieden                                                                                             | 17 noiembrie 2023                   |
| Luxemburg                                                                            | Prim-miniștri (succesivi)                                               | Xavier Bettel                                                                                           | 4 decembrie 2013                    |
| Macedonia de Nord                                                                    | Președinte al Republicii                                                | Stevo Pendarovski                                                                                       | 12 mai 2019                         |
| Macedonia de Nord                                                                    | Prim-ministru (președinte al guvernului)                                | Dimitar Kovačevski                                                                                      | 16 ianuarie 2022                    |
| Madagascar                                                                           | Președinți ai Republicii (succesivi)                                    | Andry Rajoelina <                                                                                       | 16 decembrie 2023                   |
| Madagascar                                                                           | Președinți ai Republicii (succesivi)                                    | Richard Ravalomanana (interimar)                                                                        | 27 octombrie 2023                   |
| Madagascar                                                                           | Președinți ai Republicii (succesivi)                                    | Christian Ntsay (interimar)                                                                             | 9 septembrie 2023                   |
| Madagascar                                                                           | Președinți ai Republicii (succesivi)                                    | Andry Rajoelina                                                                                         | 18 ianuarie 2019                    |
| Madagascar                                                                           | Prim-ministru                                                           | Christian Ntsay                                                                                         | 6 iunie 2018                        |
| Malaezia                                                                             | Șef de stat (Yang di-Pertuan Agong)                                     | Abdullah Shah                                                                                           | 31 ianuarie 2019                    |
| Malaezia                                                                             | Prim-ministru                                                           | dato' seri Anwar Ibrahim                                                                                | 24 noiembrie 2022                   |
| Malawi                                                                               | Președinte al Republicii                                                | Lazarus Chakwera                                                                                        | 28 iunie 2020                       |
| Maldive                                                                              | Președinți ai Republicii (succesivi)                                    | Mohamed Muizzu                                                                                          | 17 noiembrie 2023                   |
| Maldive                                                                              | Președinți ai Republicii (succesivi)                                    | Ibrahim Mohamed Solih                                                                                   | 17 noiembrie 2018                   |
| Mali                                                                                 | Președinte al Republicii                                                | Assimi Goïta , (de tranziție)                                                                           | 25 mai 2021                         |
| Mali                                                                                 | Prim-ministru (ministru șef)                                            | Choguel Kokalla Maïga (de tranziție)                                                                    | 7 iunie 2021                        |
| Malta                                                                                | Președinte al Republicii                                                | George Vella                                                                                            | 4 aprilie 2019                      |
| Malta                                                                                | Prim-ministru                                                           | Robert Abela                                                                                            | 13 ianuarie 2020                    |
| Maroc · (vezi și : §2)                                                               | Rege                                                                    | Mohammed al VI-lea                                                                                      | 23 iulie 1999                       |
| Maroc · (vezi și : §2)                                                               | Șef al guvernului                                                       | Aziz Akhannouch                                                                                         | 7 octombrie 2021                    |
| Marshall, Insulele                                                                   | Președinte al Republicii                                                | David Kabua                                                                                             | 13 ianuarie 2020                    |
| Mauritania                                                                           | Președinte al Republicii                                                | Mohamed Ould Ghazouani                                                                                  | 1 august 2019                       |
| Mauritania                                                                           | Prim-ministru                                                           | Mohamed Ould Bilal                                                                                      | 8 august 2020                       |
| Mauritius · (vezi și : §12)                                                          | Președinte al Republicii                                                | Pritvirajsing Roopun                                                                                    | 2 decembrie 2019                    |
| Mauritius · (vezi și : §12)                                                          | Prim-ministru                                                           | Pravind Jugnauth                                                                                        | 23 ianuarie 2017                    |
| Mexic                                                                                | Președinte al Statelor Unite Mexicane                                   | Andrés Manuel López Obrador                                                                             | 1 decembrie 2018                    |
| Micronezia                                                                           | Președinți ai Republicii (și șefi ai Guvernului) (succesivi)            | Wesley Simina                                                                                           | 11 mai 2023                         |
| Micronezia                                                                           | Președinți ai Republicii (și șefi ai Guvernului) (succesivi)            | David W. Panuelo                                                                                        | 11 mai 2019                         |
| Moldova, Republica (vezi și: §3 și §12)                                              | Președintǎ a Republicii                                                 | Maia Sandu                                                                                              | 24 decembrie 2020                   |
| Moldova, Republica (vezi și: §3 și §12)                                              | Prim-miniștri (succesivi)                                               | Dorin Recean                                                                                            | 16 februarie 2023                   |
| Moldova, Republica (vezi și: §3 și §12)                                              | Prim-miniștri (succesivi)                                               | Natalia Gavrilița                                                                                       | 6 august 2021                       |
| Monaco                                                                               | Prinț suveran                                                           | Albert al II-lea                                                                                        | 6 aprilie 2005                      |
| Monaco                                                                               | Ministru de stat (prim-ministru)                                        | Pierre Dartout                                                                                          | 1 septembrie 2020                   |
| Mongolia                                                                             | Președinte al Republicii                                                | Ukhnaagiin Khürelsükh                                                                                   | 25 iunie 2021                       |
| Mongolia                                                                             | Prim-ministru                                                           | Luvsannamsrain Oyun-Erdene                                                                              | 29 ianuarie 2021                    |
| Mozambic                                                                             | Președinte al Republicii                                                | Filipe Nyusi                                                                                            | 15 ianuarie 2015                    |
| Mozambic                                                                             | Prim-ministru                                                           | Adriano Maleiane                                                                                        | 3 martie 2022                       |
| Muntenegru                                                                           | Președinți (succesivi)                                                  | Jakov Milatović                                                                                         | 20 mai 2023                         |
| Muntenegru                                                                           | Președinți (succesivi)                                                  | Milo Đukanović                                                                                          | 20 mai 2018                         |
| Muntenegru                                                                           | Prim-miniștri (premieri) (succesivi)                                    | Milojko Spajić                                                                                          | 31 octombrie 2023                   |
| Muntenegru                                                                           | Prim-miniștri (premieri) (succesivi)                                    | Dritan Abazović                                                                                         | 28 aprilie 2022                     |
| Namibia                                                                              | Președinte al Republicii                                                | Hage Geingob                                                                                            | 21 martie 2015                      |
| Namibia                                                                              | Prim-ministru                                                           | Saara Kuugongelwa                                                                                       | 21 martie 2015                      |
| Nauru                                                                                | Președinți ai Republicii (succesivi)                                    | David Adeang                                                                                            | 30 octombrie 2023                   |
| Nauru                                                                                | Președinți ai Republicii (succesivi)                                    | Martin Hunt (interimar)                                                                                 | 25 octombrie 2023                   |
| Nauru                                                                                | Președinți ai Republicii (succesivi)                                    | Russ Kun                                                                                                | 28 septembrie 2022                  |
| Nepal                                                                                | Președinți (succesivi)                                                  | Ram Sahaya Yadav (interimar)                                                                            | 16 aprilie 2023 - 30 aprilie 2023   |
| Nepal                                                                                | Președinți (succesivi)                                                  | Ram Chandra Poudel                                                                                      | 13 martie 2023                      |
| Nepal                                                                                | Președinți (succesivi)                                                  | Bidhya Devi Bhandari                                                                                    | 29 octombrie 2015                   |
| Nepal                                                                                | Prim-ministru                                                           | Pushpa Kamal Dahal                                                                                      | 26 decembrie 2022                   |
| Nicaragua                                                                            | Președinte al Republicii                                                | Daniel Ortega                                                                                           | 10 ianuarie 2007                    |
| Niger                                                                                | Șefi de stat (succesivi)                                                | Abdourahamane Tchiani (președintele Consiliului Național pentru Salvarea Patriei)                       | 28 iulie 2023                       |
| Niger                                                                                | Șefi de stat (succesivi)                                                | Consiliul Național pentru Salvarea Patriei                                                              | 26 iulie 2023                       |
| Niger                                                                                | Șefi de stat (succesivi)                                                | Mohamed Bazoum (președinte)                                                                             | 2 aprilie 2021                      |
| Niger                                                                                | Prim-miniștri (succesivi)                                               | Ali Lamine Zène                                                                                         | 7 august 2023                       |
| Niger                                                                                | Prim-miniștri (succesivi)                                               | funcție vacantă                                                                                         | 26 iunie 2023                       |
| Niger                                                                                | Prim-miniștri (succesivi)                                               | Ouhoumoudou Mahamadou                                                                                   | 3 aprilie 2021                      |
| Nigeria                                                                              | Președinți ai Republicii (succesivi)                                    | Bola Tinubu                                                                                             | 29 mai 2023                         |
| Nigeria                                                                              | Președinți ai Republicii (succesivi)                                    | Muhammadu Buhari ,                                                                                      | 29 mai 2015                         |
| Norvegia · (vezi și : §8)                                                            | Rege                                                                    | Harald al V-lea,                                                                                        | 17 ianuarie 1991                    |
| Norvegia · (vezi și : §8)                                                            | Prim-ministru (ministru de stat)                                        | Jonas Gahr Støre                                                                                        | 14 octombrie 2021                   |
| Noua Zeelandă · (vezi și : §9)                                                       | Rege                                                                    | Charles al III-lea                                                                                      | 8 septembrie 2022                   |
| Noua Zeelandă · (vezi și : §9)                                                       | Guvernatoare generalǎ                                                   | dame Cindy Kiro                                                                                         | 21 octombrie 2021                   |
| Noua Zeelandă · (vezi și : §9)                                                       | Prim-miniștri (succesivi)                                               | Christopher Luxon                                                                                       | 27 noiembrie 2023                   |
| Noua Zeelandă · (vezi și : §9)                                                       | Prim-miniștri (succesivi)                                               | Chris Hipkins                                                                                           | 25 ianuarie 2023                    |
| Noua Zeelandă · (vezi și : §9)                                                       | Prim-miniștri (succesivi)                                               | Jacinda Ardern                                                                                          | 20 octombrie 2017                   |
| Oman                                                                                 | Sultan                                                                  | Haitham bin Tariq Al Said                                                                               | 11 ianuarie 2020                    |
| Oman                                                                                 | Prim-ministru                                                           | Haitham bin Tariq Al Said                                                                               | 11 ianuarie 2020                    |
| Pakistan · (vezi și : §2 și §12)                                                     | Președinte al Republicii                                                | Arif Alvi                                                                                               | 9 septembrie 2018                   |
| Pakistan · (vezi și : §2 și §12)                                                     | Prim-miniștri (mari viziri) (succesivi)                                 | Anwar ul Haq Kakar (interimar)                                                                          | 14 august 2023                      |
| Pakistan · (vezi și : §2 și §12)                                                     | Prim-miniștri (mari viziri) (succesivi)                                 | Shehbaz Sharif                                                                                          | 11 aprilie 2022                     |
| Palau                                                                                | Președinte al Republicii                                                | Surangel Whipps junior                                                                                  | 21 ianuarie 2021                    |
| Panama                                                                               | Președinte al Republicii                                                | Laurentino Cortizo                                                                                      | 1 iulie 2019                        |
| Papua Noua Guinee · (vezi și : §12)                                                  | Rege                                                                    | Charles al III-lea                                                                                      | 8 septembrie 2022                   |
| Papua Noua Guinee · (vezi și : §12)                                                  | Guvernatori generali (succesivi)                                        | sir Bob Dadae                                                                                           | 15 martie 2023                      |
| Papua Noua Guinee · (vezi și : §12)                                                  | Guvernatori generali (succesivi)                                        | Job Pomat (interimar)                                                                                   | 28 februarie 2023                   |
| Papua Noua Guinee · (vezi și : §12)                                                  | Guvernatori generali (succesivi)                                        | sir Bob Dadae                                                                                           | 28 februarie 2017                   |
| Papua Noua Guinee · (vezi și : §12)                                                  | Prim-ministru                                                           | James Marape                                                                                            | 30 mai 2019                         |
| Paraguay                                                                             | Președinți ai Republicii (succesivi)                                    | Santiago Peña                                                                                           | 15 august 2023                      |
| Paraguay                                                                             | Președinți ai Republicii (succesivi)                                    | Mario Abdo Benítez                                                                                      | 15 august 2018                      |
| Peru                                                                                 | Președintǎ a Republicii                                                 | Dina Boluarte (interimară)                                                                              | 7 decembrie 2022                    |
| Peru                                                                                 | Președinte al Consiliului de Miniștri                                   | Alberto Otárola                                                                                         | 21 decembrie 2022                   |
| Polonia                                                                              | Președinte al Republicii                                                | Andrzej Duda                                                                                            | 6 august 2015                       |
| Polonia                                                                              | Prim-miniștri (președinți ai Consiliului de Miniștri) (succesivi)       | Donald Tusk                                                                                             | 13 decembrie 2023                   |
| Polonia                                                                              | Prim-miniștri (președinți ai Consiliului de Miniștri) (succesivi)       | Mateusz Morawiecki                                                                                      | 11 decembrie 2017                   |
| Portugalia · (vezi și : §12)                                                         | Președinte al Republicii                                                | Marcelo Rebelo de Sousa                                                                                 | 9 martie 2016                       |
| Portugalia · (vezi și : §12)                                                         | Prim-ministru                                                           | António Costa                                                                                           | 26 noiembrie 2015                   |
| Qatar                                                                                | Emir                                                                    | șeic Tamim bin Hamad Al Thani                                                                           | 25 iunie 2013                       |
| Qatar                                                                                | Prim-miniștri (miniștri președinți) (succesivi)                         | șeic Mohammed bin Abdulrahman Al Than                                                                   | 7 martie 2023                       |
| Qatar                                                                                | Prim-miniștri (miniștri președinți) (succesivi)                         | șeic Khalid ibn Khalifa ibn Abdulaziz Al Thani                                                          | 28 ianuarie 2020                    |
| Regatul Unit (vezi și : §6)                                                          | Rege                                                                    | Charles al III-lea                                                                                      | 8 septembrie 2022                   |
| Regatul Unit (vezi și : §6)                                                          | Prim-ministru                                                           | Rishi Sunak                                                                                             | 25 octombrie 2022                   |
| România                                                                              | Președinte                                                              | Klaus Iohannis                                                                                          | 21 decembrie 2014                   |
| România                                                                              | Prim-miniștri (succesivi)                                               | Marcel Ciolacu                                                                                          | 15 iunie 2023                       |
| România                                                                              | Prim-miniștri (succesivi)                                               | Cătălin Predoiu (interimar)                                                                             | 12 iunie 2023                       |
| România                                                                              | Prim-miniștri (succesivi)                                               | Nicolae Ciucă                                                                                           | 24 noiembrie 2021                   |
| Rusia                                                                                | Președinte al Federației                                                | Vladimir Putin                                                                                          | 7 mai 2012                          |
| Rusia                                                                                | Prim-ministru (președinte al Guvernului)                                | Mihail Mishustin                                                                                        | 16 ianuarie 2020                    |
| Rwanda                                                                               | Președinte al Republicii                                                | Paul Kagame                                                                                             | 24 martie 2000                      |
| Rwanda                                                                               | Prim-ministru                                                           | Edouard Ngirente                                                                                        | 30 aigust 2017                      |
| Samoa                                                                                | Șef al statului (O le Ao o le Malo)                                     | afioga tuimaleali'ifano Va'aletoa Sualauvi al II-lea                                                    | 20 iunie 2017                       |
| Samoa                                                                                | Prim-ministru (Palemia o le Malo)                                       | fiamē Naomi Mataʻafa .                                                                                  | 24 mai 2021                         |
| San Marino                                                                           | Căpitani regenți (succesivi)                                            | Filippo Tamagnini și Gaetano Troina                                                                     | 1 octombrie 2023                    |
| San Marino                                                                           | Căpitani regenți (succesivi)                                            | Alessandro Scarano și Adele Tonnini                                                                     | 1 aprilie 2023                      |
| San Marino                                                                           | Căpitani regenți (succesivi)                                            | Maria Luisa Berti și Manuel Ciavatta                                                                    | 1 octombrie 2022                    |
| São Tomé și Príncipe · (vezi și : §12)                                               | Președinte al Republicii                                                | Carlos Vila Nova                                                                                        | 2 octombrie 2021                    |
| São Tomé și Príncipe · (vezi și : §12)                                               | Prim-ministru                                                           | Patrice Trovoada ,                                                                                      | 11 noiembrie 2022                   |
| Senegal                                                                              | Președinte al Republicii                                                | Macky Sall                                                                                              | 2 aprilie 2012                      |
| Senegal                                                                              | Prim-ministru                                                           | Amadou Ba                                                                                               | 17 septembrie 2022                  |
| Serbia · (vezi și : §2 și §14)                                                       | Președinte al Republicii                                                | Aleksandar Vučić                                                                                        | 31 mai 2017                         |
| Serbia · (vezi și : §2 și §14)                                                       | Prim-ministru (președintǎ a Guvernului)                                 | Ana Brnabić                                                                                             | 29 iunie 2017                       |
| Seychelles                                                                           | Președinte al Republicii                                                | Wavel Ramkalawan                                                                                        | 26 octombrie 2020                   |
| Sfânta Lucia · (Saint Lucia)                                                         | Rege                                                                    | Charles al III-lea                                                                                      | 8 septembrie 2022                   |
| Sfânta Lucia · (Saint Lucia)                                                         | Guvernator general                                                      | Errol Charles , (interimar)                                                                             | 11 noiembrie 2021                   |
| Sfânta Lucia · (Saint Lucia)                                                         | Prim-ministru                                                           | Philip Pierre                                                                                           | 28 iulie 2021                       |
| Sfântul Cristofor și Nevis · [Saint Kitts (Christopher) and Nevis] · (vezi și : §12) | Rege                                                                    | Charles al III-lea                                                                                      | 8 septembrie 2022                   |
| Sfântul Cristofor și Nevis · [Saint Kitts (Christopher) and Nevis] · (vezi și : §12) | Guvernatori generali (succesivi)                                        | dame Marcella Liburd                                                                                    | 2 februarie 2023                    |
| Sfântul Cristofor și Nevis · [Saint Kitts (Christopher) and Nevis] · (vezi și : §12) | Guvernatori generali (succesivi)                                        | sir Samuel Weymouth Tapley Seaton                                                                       | 20 mai 2015                         |
| Sfântul Cristofor și Nevis · [Saint Kitts (Christopher) and Nevis] · (vezi și : §12) | Prim-ministru                                                           | Terrance Drew                                                                                           | 6 august 2022                       |
| Sfântul Vincențiu și Grenadinele (Saint Vincent and the Grenadines)                  | Rege                                                                    | Charles al III-lea                                                                                      | 8 septembrie 2022                   |
| Sfântul Vincențiu și Grenadinele (Saint Vincent and the Grenadines)                  | Guvernator general                                                      | dame Susan Dougan                                                                                       | 1 august 2019                       |
| Sfântul Vincențiu și Grenadinele (Saint Vincent and the Grenadines)                  | Prim-ministru                                                           | Ralph Gonsalves                                                                                         | 29 martie 2001                      |
| Sierra Leone                                                                         | Președinte al Republicii                                                | Julius Maada Bio                                                                                        | 4 aprilie 2018                      |
| Sierra Leone                                                                         | Miniștri Șefi (succesivi)                                               | David Moinina Sengeh                                                                                    | 10 iulie 2023                       |
| Sierra Leone                                                                         | Miniștri Șefi (succesivi)                                               | Jacob Jusu Saffa                                                                                        | 30 aprilie 2021                     |
| Singapore                                                                            | Președinți ai Republicii (succesivi)                                    | Tharman Shanmugaratnam                                                                                  | 14 septembrie 2023                  |
| Singapore                                                                            | Președinți ai Republicii (succesivi)                                    | Halimah Yacob                                                                                           | 14 septembrie 2017                  |
| Singapore                                                                            | Prim-ministru                                                           | Lee Hsien Loong ,                                                                                       | 12 august 2004                      |
| Siria · (vezi și : §14)                                                              | Președinte al Republicii                                                | Bashar al-Assad                                                                                         | 17 iulie 2000                       |
| Siria · (vezi și : §14)                                                              | Prim-ministru (ministru președinte)                                     | Hussein Arnous                                                                                          | 11 iunie 2020                       |
| Slovacia                                                                             | Președintǎ a Republicii                                                 | Zuzana Čaputová                                                                                         | 15 iunie 2019                       |
| Slovacia                                                                             | Prim-miniștri (președinți ai guvernului) (succesivi)                    | Robert Fico                                                                                             | 25 octombrie 2023                   |
| Slovacia                                                                             | Prim-miniștri (președinți ai guvernului) (succesivi)                    | Ludovít Ódor                                                                                            | 15 mai 2023                         |
| Slovacia                                                                             | Prim-miniștri (președinți ai guvernului) (succesivi)                    | Eduard Heger                                                                                            | 1 aprilie 2021                      |
| Slovenia                                                                             | Președintǎ a Republicii                                                 | Nataša Pirc Musar                                                                                       | 23 decembrie 2022                   |
| Slovenia                                                                             | Prim-ministru (președinte al guvernului)                                | Robert Golob                                                                                            | 1 iunie 2022                        |
| \| Solomon, Insulele                                                                 | Rege                                                                    | Charles al III-lea                                                                                      | 8 septembrie 2022                   |
| \| Solomon, Insulele                                                                 | Guvernator general                                                      | sir Frank Kabui                                                                                         | 7 iulie 2009                        |
| \| Solomon, Insulele                                                                 | Prim-ministru                                                           | Manasseh Sogavare                                                                                       | 24 aprilie 2019                     |
| Somalia · (vezi și : §3, §12 și §14)                                                 | Președinte al Republicii federale                                       | Hassan Sheikh Mohamud                                                                                   | 23 mai 2022                         |
| Somalia · (vezi și : §3, §12 și §14)                                                 | Prim-ministru                                                           | Hamza Abdi Barre                                                                                        | 26 iulie 2022                       |
| Spania · (vezi și : §12)                                                             | Rege                                                                    | Felipe al VI-lea                                                                                        | 17 iunie 2014                       |
| Spania · (vezi și : §12)                                                             | Președinte al Guvernului                                                | Pedro Sánchez                                                                                           | 2 iunie 2018                        |
| Sri Lanka                                                                            | Președinte al Republicii                                                | Ranil Wickremesinghe                                                                                    | 13 iulie 2022                       |
| Sri Lanka                                                                            | Prim-ministru                                                           | Dinesh Gunawardena                                                                                      | 22 iulie 2022                       |
| Statele Unite ale Americii · (vezi și : §10)                                         | Președinte                                                              | Joe Biden                                                                                               | 20 ianuarie 2021                    |
| Sudan                                                                                | Președinte al Consiliului de Tranziție al Suveranității                 | Abdel Fattah al-Burhan                                                                                  | 11 noiembrie 2019                   |
| Sudan                                                                                | Prim-ministru                                                           | Osman Hussein (interimar)                                                                               | 19 ianuarie 2022                    |
| Sudanul de Sud                                                                       | Președinte al Republicii                                                | Salva Kir Mayardit                                                                                      | 9 iulie 2011                        |
| Suedia                                                                               | Rege                                                                    | Carl al XVI-lea Gustaf                                                                                  | 19 septembrie 1973                  |
| Suedia                                                                               | Prim-ministru (ministru de stat)                                        | Ulf Kristersson                                                                                         | 17 octombrie 2022                   |
| Surinam                                                                              | Președinte                                                              | Chan Santokhi                                                                                           | 16 iulie 2020                       |
| Surinam                                                                              | Vicepreședinte                                                          | Ronnie Brunswijk                                                                                        | 16 iulie 2020                       |
| Tadjikistan · (Vezi și: §12)                                                         | Președinte al Republicii                                                | Emomali Rahmon                                                                                          | 19 noiembrie 1992                   |
| Tadjikistan · (Vezi și: §12)                                                         | Prim-ministru                                                           | Kokhir Rasulzoda                                                                                        | 23 noiembrie 2013                   |
| Tanzania · (vezi și : §12)                                                           | Președintǎ a Republicii                                                 | Samia Suluhu                                                                                            | 17 martie 2021                      |
| Tanzania · (vezi și : §12)                                                           | Prim-ministru                                                           | Majaliwa K. Majaliwa                                                                                    | 20 noiembrie 2015                   |
| Thailanda                                                                            | Rege                                                                    | Vajiralongkorn Bodindradebayavarangkun                                                                  | 1 decembrie 2016                    |
| Thailanda                                                                            | Prim-miniștri (miniștri de stat șefi) (succesivi)                       | Srettha Thavisin                                                                                        | 5 septembrie 2023                   |
| Thailanda                                                                            | Prim-miniștri (miniștri de stat șefi) (succesivi)                       | gen. Prayuth Chan-ocha ,                                                                                | 22 mai 2014                         |
| Timorul de Est                                                                       | Președinte al Republicii                                                | José Ramos-Horta                                                                                        | 20 mai 2022                         |
| Timorul de Est                                                                       | Prim-miniștri (succesivi)                                               | Xanana Gusmão                                                                                           | 1 iulie 2023                        |
| Timorul de Est                                                                       | Prim-miniștri (succesivi)                                               | Taur Matan Ruak                                                                                         | 22 iunie 2018                       |
| Togo                                                                                 | Președinte al Republicii                                                | Faure Eyadéma ,                                                                                         | 4 mai 2005                          |
| Togo                                                                                 | Prim-ministru                                                           | Victoire Tomegah Dogbé                                                                                  | 28 septembrie 2020                  |
| Tonga                                                                                | Rege                                                                    | Tupou al VI-lea                                                                                         | 18 martie 2012                      |
| Tonga                                                                                | Prim-ministru (premier)                                                 | Siaosi Sovaleni                                                                                         | 27 decembrie 2021                   |
| Trinidad și Tobago (vezi și : §12)                                                   | Președinte ale Republicii (succesive)                                   | Christine Kangaloo                                                                                      | 20 martie 2023                      |
| Trinidad și Tobago (vezi și : §12)                                                   | Președinte ale Republicii (succesive)                                   | Paula-Mae Weekes                                                                                        | 19 martie 2018                      |
| Trinidad și Tobago (vezi și : §12)                                                   | Prim-ministru                                                           | Keith Rowley                                                                                            | 9 septembrie 2015                   |
| Tunisia                                                                              | Președinte al Republicii                                                | Kais Saied                                                                                              | 23 octombrie 2019                   |
| Tunisia                                                                              | Șefi ai guvernului (succesivi)                                          | Ahmed Hachani                                                                                           | 1 august 2023                       |
| Tunisia                                                                              | Șefi ai guvernului (succesivi)                                          | Najla Bouden                                                                                            | 11 octombrie 2021                   |
| Turcia                                                                               | Președinte al Republicii                                                | Recep Tayyip Erdoğan                                                                                    | 28 august 2014                      |
| Turkmenistan                                                                         | Președinte                                                              | Serdar Berdimuhamedow                                                                                   | 19 martie 2022                      |
| Tuvalu                                                                               | Rege                                                                    | Charles al III-lea                                                                                      | 8 septembrie 2022                   |
| Tuvalu                                                                               | Guvernator general                                                      | sir Tofiga Vaevalu Falani                                                                               | 28 septembrie 2021                  |
| Tuvalu                                                                               | Prim-ministru (Ulu o te Malo)                                           | Kausea Natano                                                                                           | 18 septembrie 2019                  |
| Țările de Jos · (vezi și : §11)                                                      | Rege                                                                    | Willem-Alexander                                                                                        | 30 aprilie 2013                     |
| Țările de Jos · (vezi și : §11)                                                      | Prim-ministru (ministru președinte)                                     | Mark Rutte                                                                                              | 14 octombrie 2010                   |
| Ucraina · (vezi și: §14)                                                             | Președinte                                                              | Volodymyr Zelensky                                                                                      | 20 mai 2019                         |
| Ucraina · (vezi și: §14)                                                             | Prim-ministru                                                           | Denys Shmyhal                                                                                           | 4 februarie 2020                    |
| Uganda                                                                               | Președinte al Republicii                                                | Yoweri Museveni                                                                                         | 26 ianuarie 1986                    |
| Uganda                                                                               | Prim-ministru                                                           | Robinah Nabbanja                                                                                        | 21 iunie 2021                       |
| Ungaria                                                                              | Președintă a Republicii                                                 | Katalin Novák                                                                                           | 10 mai 2022                         |
| Ungaria                                                                              | Prim-ministru (ministru președinte)                                     | Viktor Orbán                                                                                            | 29 mai 2010                         |
| Uruguay                                                                              | Președinte al Republicii                                                | Luis Alberto Lacalle Pou                                                                                | 1 martie 2020                       |
| Uzbekistan · (vezi și : §12)                                                         | Președinte al Republicii                                                | Shavkat Mirziyoyev ,                                                                                    | 8 septembrie 2016                   |
| Uzbekistan · (vezi și : §12)                                                         | Prim-ministru                                                           | Abdulla Oripov                                                                                          | 14 decembrie 2016                   |
| Vanuatu                                                                              | Președinte al Republicii                                                | Nikenike Vurobaravu                                                                                     | 23 iulie 2022                       |
| Vanuatu                                                                              | Prim-miniștri (succesivi)                                               | Charlot Salwai                                                                                          | 6 octombrie 2023                    |
| Vanuatu                                                                              | Prim-miniștri (succesivi)                                               | Sato Kilman                                                                                             | 4 septembrie 2023                   |
| Vanuatu                                                                              | Prim-miniștri (succesivi)                                               | Ishmael Kalsakau                                                                                        | 4 noiembrie 2022                    |
| Vatican / Sfântul Scaun                                                              | Suveran / Papă                                                          | Francisc                                                                                                | 13 martie 2013                      |
| Vatican / Sfântul Scaun                                                              | Președinte al Guvernoratului (șef al guvernului Statului Oraș Vatican)  | cardinal Fernando Vérgez Alzaga                                                                         | 1 octombrie 2021                    |
| Vatican / Sfântul Scaun                                                              | Secretar de stat (prim-ministru al Sfântului Scaun)                     | cardinal Pietro Parolin                                                                                 | 15 octombrie 2013                   |
| Venezuela · (vezi și : §14)                                                          | Președinte al Republicii                                                | Nicolás Maduro , (corevendicator din 23 ianuarie 2019 până în 5 ianuarie 2023)                          | 5 martie 2013                       |
| Venezuela · (vezi și : §14)                                                          | Vicepreședintǎ executivǎ                                                | Delcy Rodríguez                                                                                         | 14 iunie 2018                       |
| Vietnam                                                                              | Secretar general al Partidului Comunist Vietnamez                       | Nguyen Phu Trong                                                                                        | 19 ianuarie 2011                    |
| Vietnam                                                                              | Președinți ai Republicii (succesivi)                                    | Võ Văn Thưởng                                                                                           | 2 martie 2023                       |
| Vietnam                                                                              | Președinți ai Republicii (succesivi)                                    | Vo Thi Anh Xuan (interimară)                                                                            | 18 ianuarie 2023                    |
| Vietnam                                                                              | Președinți ai Republicii (succesivi)                                    | Nguyễn Xuân Phúc                                                                                        | 5 aprilie 2021                      |
| Vietnam                                                                              | Prim-ministru (premier al Guvernului)                                   | Phạm Minh Chính                                                                                         | 5 aprilie 2021                      |
| Yemen · (vezi și : §14)                                                              | Președinte al Consilului Prezidențial de Conducere                      | Rashad al-Alimi (corevendicator ȋncepȃnd cu 19 aprilie 2022)                                            | 19 aprilie 2022                     |
| Yemen · (vezi și : §14)                                                              | Prim-ministru (ministru președinte)                                     | Maeen Abdul Malik (corevendicator ȋncepȃnd cu 18 octombrie 2018)                                        | 18 octombrie 2018                   |
| Zambia                                                                               | Președinte al Republicii                                                | Hakainde Hichilema                                                                                      | 24 august 2021                      |
| Zimbabwe                                                                             | Președinte al Republicii                                                | Emmerson Mnangagwa                                                                                      | 24 noiembrie 2017                   |

## State independente recunoscute parțial
| Statul și statutul                                                                                  | Separat din                                 | Funcția                                                                         | Numele                    | Începând cu       |
| --------------------------------------------------------------------------------------------------- | ------------------------------------------- | ------------------------------------------------------------------------------- | ------------------------- | ----------------- |
| Abhazia (Stat secesionist prorus, fostă republică autonomă) (vezi și : §14)                         | Georgia                                     | Președinte                                                                      | Aslan Bzhania             | 23 aprilie 2020   |
| Abhazia (Stat secesionist prorus, fostă republică autonomă) (vezi și : §14)                         | Georgia                                     | Prim-ministru                                                                   | Aleksandr Ankvab          | 24 aprilie 2020   |
| Azad Cașmir , (Stat constituit în zona ocupată de Pakistan a Cașmirului)                            | India · Jammu și Cașmir                     | Președinte                                                                      | Sultan Mahmood Chaudhry   | 25 august 2021    |
| Azad Cașmir , (Stat constituit în zona ocupată de Pakistan a Cașmirului)                            | India · Jammu și Cașmir                     | Prim-miniștri (succesivi)                                                       | Chaudhry Anwar-ul-Haq     | 20 aprilie 2023   |
| Azad Cașmir , (Stat constituit în zona ocupată de Pakistan a Cașmirului)                            | Khawaja Farooq Ahmad (interimar)            | Prim-miniștri (succesivi)                                                       | 11 aprilie 2023           |                   |
| Azad Cașmir , (Stat constituit în zona ocupată de Pakistan a Cașmirului)                            | Sardar Tanveer Ilyas                        | Prim-miniștri (succesivi)                                                       | 18 aprilie 2022           |                   |
| Ciprul de Nord (Stat secesionist proturc al minorității turce)                                      | Cipru                                       | Președinte                                                                      | Ersin Tatar               | 23 octombrie 2020 |
| Ciprul de Nord (Stat secesionist proturc al minorității turce)                                      | Cipru                                       | Prim-ministru                                                                   | Ünal Üstel                | 12 mai 2022       |
| Kosovo (Regiune apoi republică autonomă auto proclamată independentă) (vezi și : §14)               | Serbia                                      | Președintǎ a Republicii                                                         | Vjosa Osmani              | 4 aprlie 2021     |
| Kosovo (Regiune apoi republică autonomă auto proclamată independentă) (vezi și : §14)               | Serbia                                      | Prim-ministru                                                                   | Albin Kurti               | 22 martie 2021    |
| Kosovo (Regiune apoi republică autonomă auto proclamată independentă) (vezi și : §14)               | Serbia                                      | Reprezentantǎ Specialǎ a Secretarului General al ONU prntru Kosovo (SRSG)       | Caroline Ziadeh (Liban)   | 19 ianuarie 2022  |
| Osetia de Sud-Alania , (Stat secesionist prorus, fostă republică autonomă) (vezi și : §14)          | Georgia                                     | Președinte                                                                      | Alan Gagloyev             | 24 mai 2022       |
| Osetia de Sud-Alania , (Stat secesionist prorus, fostă republică autonomă) (vezi și : §14)          | Georgia                                     | Președinte al Guvernului                                                        | Konstantin Dzhussoyev     | 20 iunie 2022     |
| Statul Palestina (Stat proclamat în numele poporului palestinian, practic inoperant) (vezi și : §5) | Israel · Autoritatea Națională Palestiniană | Președinte                                                                      | Mahmoud Abbas ,           | 8 mai 2005        |
| Statul Palestina (Stat proclamat în numele poporului palestinian, practic inoperant) (vezi și : §5) | Israel · Autoritatea Națională Palestiniană | Președinte al Consiliului Executiv al Organizației pentru Eliberarea Palestinei | Mahmoud Abbas ,           | 29 octombrie      |
| Sahara occidentală (Stat format în cadrul fostei Sahare Spaniole)                                   | Maroc                                       | Președinte                                                                      | Brahim Ghali              | 12 iulie 2016     |
| Sahara occidentală (Stat format în cadrul fostei Sahare Spaniole)                                   | Maroc                                       | Prim-ministru                                                                   | Bouchraya Hammoudi Bayoun | 13 ianuarie 2020  |
| Taiwan (Stat constituit în insula Taiwan)                                                           | China                                       | Președintǎ a Republicii                                                         | Tsai Ing-wen              | 20 mai 2016       |
| Taiwan (Stat constituit în insula Taiwan)                                                           | China                                       | Președinți ai Yuan-ului executiv (prim-miniștri) (succesivi)                    | Chen Chien-jen            | 31 ianuarie 2023  |
| Taiwan (Stat constituit în insula Taiwan)                                                           | China                                       | Președinți ai Yuan-ului executiv (prim-miniștri) (succesivi)                    | Su Tseng-chang            | 14 ianuarie 2019  |

## State independente nerecunoscute
| Statul și statutul                                                        | Separat din        | Funcția                      | Numele                       | Începând cu        |
| ------------------------------------------------------------------------- | ------------------ | ---------------------------- | ---------------------------- | ------------------ |
| Artsakh, Republica , (Stat secesionist proarmean, fostă regiune autonomă) | Azerbaidjan        | Președinți (succesivi)       | Samvel Shahramanyan          | 10 septembrie 2023 |
| Artsakh, Republica , (Stat secesionist proarmean, fostă regiune autonomă) | Azerbaidjan        | Președinți (succesivi)       | Davit Ishkhanyan (interimar) | 4 septembrie 2023  |
| Artsakh, Republica , (Stat secesionist proarmean, fostă regiune autonomă) | Azerbaidjan        | Președinți (succesivi)       | Arayik Harutyunyan           | 21 mai 2020        |
| Artsakh, Republica , (Stat secesionist proarmean, fostă regiune autonomă) | Azerbaidjan        | Miniștri de Stat (succesivi) | Artur Arutyunyan             | 18 septembrie 2023 |
| Artsakh, Republica , (Stat secesionist proarmean, fostă regiune autonomă) | Azerbaidjan        | Miniștri de Stat (succesivi) | Samvel Shahramanyan          | 31 august 2023     |
| Artsakh, Republica , (Stat secesionist proarmean, fostă regiune autonomă) | Azerbaidjan        | Miniștri de Stat (succesivi) | Gurgen Nersisyan             | 23 februarie 2023  |
| Artsakh, Republica , (Stat secesionist proarmean, fostă regiune autonomă) | Azerbaidjan        | Miniștri de Stat (succesivi) | Ruben Vardanyan              | 4 noiembrie 2022   |
| Somaliland (Stat secesionist, fostă regiune autonomă) (vezi și : §14)     | Somalia            | Președinte                   | Muse Bihi Abdi               | 13 decembrie 2017  |
| Transnistria (Stat secesionist prorus, fostă regiune autonomă)            | Moldova, Republica | Președinte                   | Vadim Krasnoselski           | 16 decembrie 2016  |
| Transnistria (Stat secesionist prorus, fostă regiune autonomă)            | Moldova, Republica | Președinte al Guvernului     | Aleksandr Rozenberg          | 30 mai 2022        |

## Entități cu statut apropiat de cel de stat
| Entitate                                                 | Funcție                                          | Nume                          | Începând cu       |
| -------------------------------------------------------- | ------------------------------------------------ | ----------------------------- | ----------------- |
| Ordinul de Malta                                         | Mare Maestru                                     | John T. Dunlap                | 14 aprile 2022    |
| Ordinul de Malta                                         | Mare Cancelar                                    | Riccardo Paternò di Montecupo | 1 septembrie 2022 |
| Autoritatea Națională Palestiniană (vezi și : §2 și §14) | Președinte al Autorității Naționale Palestiniene | Mahmoud Abbas ,               | 15 ianuarie 2005  |
| Autoritatea Națională Palestiniană (vezi și : §2 și §14) | Prim-ministru                                    | Mohammad Shtayyeh             | 13 aprilie 2019   |
| Uniunea Europeană                                        | Președinte al Consiliului European               | Charles Michel                | 1 decembrie 2019  |
| Uniunea Europeană                                        | Președintă a Comisiei Europene                   | Ursula von der Leyen          | 1 decembrie 2019  |

## Teritorii exterioare și asociate ale Australiei
| Teritoriu                          | Suveranitate și statut                                                                              | Funcția                                                                           | Numele                         | Începând cu                   |
| ---------------------------------- | --------------------------------------------------------------------------------------------------- | --------------------------------------------------------------------------------- | ------------------------------ | ----------------------------- |
| Ashmore și Cartier, Insulele       | Australia · (Teritoriu exterior nelocuit)                                                           | Rege al Australiei                                                                | Charles al III-lea             | 8 septembrie 2022             |
| Ashmore și Cartier, Insulele       | Australia · (Teritoriu exterior nelocuit)                                                           | Guvernator general al Australiei                                                  | David Hurley                   | 1 iulie 2019                  |
| Ashmore și Cartier, Insulele       | Australia · (Teritoriu exterior nelocuit)                                                           | Ministru pentru Dezvoltare Regională, Guvernare Locală și Teritorii al Australiei | Kristy McBain                  | 1 iunie 2022                  |
| Christmas, Insula                  | Australia · (Teritoriu exterior)                                                                    | Rege al Australiei                                                                | Charles al III-lea             | 8 septembrie 2022             |
| Christmas, Insula                  | Australia · (Teritoriu exterior)                                                                    | Guvernator general al Australiei                                                  | David Hurley                   | 1 iulie 2019                  |
| Christmas, Insula                  | Australia · (Teritoriu exterior)                                                                    | Administratoare (succesive)                                                       | Farzian Zainal                 | 19 iunie 2023                 |
| Christmas, Insula                  | Australia · (Teritoriu exterior)                                                                    | Administratoare (succesive)                                                       | Sarah Vandenbroek (interimară) | 4 octombrie 2022              |
| Christmas, Insula                  | Australia · (Teritoriu exterior)                                                                    | Președinte al Shire                                                               | Gordon Thomson                 | 21 octombrie 2013             |
| Cocos (Keeling), Insulele          | Australia · (Teritoriu exterior)                                                                    | Rege al Australiei                                                                | Charles al III-lea             | 8 septembrie 2022             |
| Cocos (Keeling), Insulele          | Australia · (Teritoriu exterior)                                                                    | Guvernator general al Australiei                                                  | David Hurley                   | 1 iulie 2019                  |
| Cocos (Keeling), Insulele          | Australia · (Teritoriu exterior)                                                                    | Administratoare (succesive)                                                       | Farzian Zainal                 | 19 iunie 2023                 |
| Cocos (Keeling), Insulele          | Australia · (Teritoriu exterior)                                                                    | Administratoare (succesive)                                                       | Sarah Vandenbroek (interimară) | 4 octombrie 2022              |
| Cocos (Keeling), Insulele          | Australia · (Teritoriu exterior)                                                                    | Președinte al Shire                                                               | Aindil Minkom                  | 23 octombrie 2019             |
| Heard și McDonald, Insulele (HIMI) | Australia · (Teritoriu exterior nelocuit)                                                           | Rege al Australiei                                                                | Charles al III-lea             | 8 septembrie 2022             |
| Heard și McDonald, Insulele (HIMI) | Australia · (Teritoriu exterior nelocuit)                                                           | Guvernator general al Australiei                                                  | David Hurley                   | 1 iulie 2019                  |
| Heard și McDonald, Insulele (HIMI) | Australia · (Teritoriu exterior nelocuit)                                                           | Directoare ale Departamentului Australian al Antarcticii (succesive)              | Ema Campbell                   | 13 aprilie 2023               |
| Heard și McDonald, Insulele (HIMI) | Australia · (Teritoriu exterior nelocuit)                                                           | Directoare ale Departamentului Australian al Antarcticii (succesive)              | funcție vacantă                | 6 martie 2023                 |
| Heard și McDonald, Insulele (HIMI) | Australia · (Teritoriu exterior nelocuit)                                                           | Directoare ale Departamentului Australian al Antarcticii (succesive)              | Kim Ellis                      | 6 februarie 2019              |
| Lord Howe, Insula                  | Noul Wales de Sud (Zonă neîncorporată cu autoguvernare din cadrul statului Noul Wales de Sud)       | Guvernatoare a Noului Wales de Sud                                                | Margaret Beazley               | 2 mai 2019                    |
| Lord Howe, Insula                  | Noul Wales de Sud (Zonă neîncorporată cu autoguvernare din cadrul statului Noul Wales de Sud)       | Premieri ai Noului Wales de Sud (succesivi)                                       | Chris Minns                    | 28 martie 2023                |
| Lord Howe, Insula                  | Noul Wales de Sud (Zonă neîncorporată cu autoguvernare din cadrul statului Noul Wales de Sud)       | Premieri ai Noului Wales de Sud (succesivi)                                       | Dominic Perrottet              | 5 octombrie 2021              |
| Lord Howe, Insula                  | Noul Wales de Sud (Zonă neîncorporată cu autoguvernare din cadrul statului Noul Wales de Sud)       | Președinte al Consiliului Insulei Lord Howe                                       | Atticus Fleming                | 1 ianuarie 2021               |
| Lord Howe, Insula                  | Noul Wales de Sud (Zonă neîncorporată cu autoguvernare din cadrul statului Noul Wales de Sud)       | Directoare executivă a Consiliului Insulei Lord Howe                              | Suzie Christensen              | decembrie 2021                |
| Macquarie, Insula                  | Tasmania (Insuliță nelocuită și izolată atașată Consiliul Huon Valley din cadrul statului Tasmania) | Guvernatoare a Tasmaniei                                                          | Barbara Baker                  | 16 iunie 2021                 |
| Macquarie, Insula                  | Tasmania (Insuliță nelocuită și izolată atașată Consiliul Huon Valley din cadrul statului Tasmania) | Premier al Tasmaniei                                                              | Jeremy Rockliff                | 8 aprilie 2022                |
| Macquarie, Insula                  | Tasmania (Insuliță nelocuită și izolată atașată Consiliul Huon Valley din cadrul statului Tasmania) | Primar al Consiliului Huon Valley                                                 | Sally Doyle                    | 18 martie 2022                |
| Macquarie, Insula                  | Tasmania (Insuliță nelocuită și izolată atașată Consiliul Huon Valley din cadrul statului Tasmania) | Directori executivi ai Consiliului Huon Valley (succesivi)                        | Lachlan Kranz                  | 3 octombrie 2023              |
| Macquarie, Insula                  | Tasmania (Insuliță nelocuită și izolată atașată Consiliul Huon Valley din cadrul statului Tasmania) | Directori executivi ai Consiliului Huon Valley (succesivi)                        | Jason Browne                   | 15 septembrie 2021            |
| Macquarie, Insula                  | Tasmania (Insuliță nelocuită și izolată atașată Consiliul Huon Valley din cadrul statului Tasmania) | Secretari adjuncți pentru Parcuri și Faună ai Tasmaniei (succesivi)               | William Joscelyne (interimar)  | 14 ianuarie 2023              |
| Macquarie, Insula                  | Tasmania (Insuliță nelocuită și izolată atașată Consiliul Huon Valley din cadrul statului Tasmania) | Secretari adjuncți pentru Parcuri și Faună ai Tasmaniei (succesivi)               | Jason Jacobi                   | 9 ianuarie 2017 - 14 mai 2023 |
| Mării de Coral, Insulele           | Australia · (Teritoriu exterior nelocuit)                                                           | Rege al Australiei                                                                | Charles al III-lea             | 8 septembrie 2022             |
| Mării de Coral, Insulele           | Australia · (Teritoriu exterior nelocuit)                                                           | Guvernator general al Australiei                                                  | David Hurley                   | 1 iulie 2019                  |
| Mării de Coral, Insulele           | Australia · (Teritoriu exterior nelocuit)                                                           | Ministru pentru Dezvoltare Regională, Guvernare Locală și Teritorii al Australiei | Kristy McBain                  | 1 iunie 2022                  |
| Norfolk, Insula                    | Australia · (Teritoriu asociat cu autoguvernare)                                                    | Rege al Australiei                                                                | Charles al III-lea             | 8 septembrie 2022             |
| Norfolk, Insula                    | Australia · (Teritoriu asociat cu autoguvernare)                                                    | Guvernator general al Australiei                                                  | David Hurley                   | 1 iulie 2019                  |
| Norfolk, Insula                    | Australia · (Teritoriu asociat cu autoguvernare)                                                    | Administratori (succesivi)                                                        | George Plant                   | 1 iunie 2023                  |
| Norfolk, Insula                    | Australia · (Teritoriu asociat cu autoguvernare)                                                    | Administratori (succesivi)                                                        | Eric Hutchinson                | 1 aprilie 2017                |
| Norfolk, Insula                    | Australia · (Teritoriu asociat cu autoguvernare)                                                    | Director general al Consiliului Regional Norfolk                                  | Andrew Roach                   | 6 ianuarie 2020               |
| Norfolk, Insula                    | Australia · (Teritoriu asociat cu autoguvernare)                                                    | Administrator al Consiliului Regional                                             | Michael Colreavy               | 5 februarie 2021              |
| Strâmtorii Torres, Insulele        | Queensland (Teritoriu cu un statut special aparținând statului Queensland)                          | Guvernatoare a statului Queensland                                                | Jeannette Young                | 1 noiembrie 2021              |
| Strâmtorii Torres, Insulele        | Queensland (Teritoriu cu un statut special aparținând statului Queensland)                          | Premieri ai statului Queensland (succesivi)                                       | Steven Miles                   | 15 decembeie 2023             |
| Strâmtorii Torres, Insulele        | Queensland (Teritoriu cu un statut special aparținând statului Queensland)                          | Premieri ai statului Queensland (succesivi)                                       | Annastacia Palaszczuk          | 15 februarie 2015             |
| Strâmtorii Torres, Insulele        | Queensland (Teritoriu cu un statut special aparținând statului Queensland)                          | Președinte al Autorității Regionale a Strâmtorii Torres                           | Pedro Stephen Napau            | octombrie 2016                |
| Zona Antarctică Australiană        | Australia · (Teritoriu exterior)                                                                    | Rege al Australiei                                                                | Charles al III-lea             | 8 septembrie 2022             |
| Zona Antarctică Australiană        | Australia · (Teritoriu exterior)                                                                    | Guvernator general al Australiei                                                  | David Hurley                   | 1 iulie 2019                  |
| Zona Antarctică Australiană        | Australia · (Teritoriu exterior)                                                                    | Directoare ale Departamentului Australian al Antarcticii (succesive)              | Ema Campbell                   | 13 aprilie 2023               |
| Zona Antarctică Australiană        | Australia · (Teritoriu exterior)                                                                    | Directoare ale Departamentului Australian al Antarcticii (succesive)              | funcție vacantă                | 6 martie 2023                 |
| Zona Antarctică Australiană        | Australia · (Teritoriu exterior)                                                                    | Directoare ale Departamentului Australian al Antarcticii (succesive)              | Kim Ellis                      | 6 februarie 2019              |

## Teritorii britanice de peste mări și dependențe ale coroanei britanice
| Teritoriu                                                                                  | Suveranitate și statut                                                                                              | Funcția | Numele                              | Începând cu                         |
| ------------------------------------------------------------------------------------------ | --- | --- | ----------------------------------- | ----------------------------------- |
| Akrotiri și Dhekelia, Zonele Bazelor Suverane                                              | Regatul Unit (Baze militare suverane)                                                                               | Rege al Regatului Unit                                                                                      | Charles al III-lea                  | 8 septembrie 2022                   |
| Akrotiri și Dhekelia, Zonele Bazelor Suverane                                              | Regatul Unit (Baze militare suverane)                                                                               | Administrator                                                                                               | Peter J. M. Squires                 | 1 septembrie 2022                   |
| Alderney                                                                                   | Guernsey (Dependență a bailiwick-ului Guernsey)                                                                     | Locotenent guvernator al bailiwick-ului Guernsey                                                            | Richard Cripwell                    | 15 februarie 2022                   |
| Alderney                                                                                   | Guernsey (Dependență a bailiwick-ului Guernsey)                                                                     | Bailiff de Guernsey                                                                                         | sir Richard McMahon ,               | 9 mai 2020                          |
| Alderney                                                                                   | Guernsey (Dependență a bailiwick-ului Guernsey)                                                                     | Președinți ai Comitetului pentru Politici și Resurse ai bailiwick-ului Guernsey (miniștri șefi) (succesivi) | Lyndon Trott                        | 14 decembrie 2023                   |
| Alderney                                                                                   | Guernsey (Dependență a bailiwick-ului Guernsey)                                                                     | Președinți ai Comitetului pentru Politici și Resurse ai bailiwick-ului Guernsey (miniștri șefi) (succesivi) | Peter Ferbrache                     | 16 octombrie 2020                   |
| Alderney                                                                                   | Guernsey (Dependență a bailiwick-ului Guernsey)                                                                     | Președinte al Statelor                                                                                      | William Tate                        | 21 iunie 2019                       |
| Anguilla                                                                                   | Regatul Unit (Teritoriu de peste mări)                                                                              | Rege al Regatului Unit                                                                                      | Charles al III-lea                  | 8 septembrie 2022                   |
| Anguilla                                                                                   | Regatul Unit (Teritoriu de peste mări)                                                                              | Guvernatori (succesivi)                                                                                     | Julia Crouch                        | 11 septembrie 2023                  |
| Anguilla                                                                                   | Regatul Unit (Teritoriu de peste mări)                                                                              | Guvernatori (succesivi)                                                                                     | Paul Candler (interimar)            | 26 iunie 2023                       |
| Anguilla                                                                                   | Regatul Unit (Teritoriu de peste mări)                                                                              | Guvernatori (succesivi)                                                                                     | Perin Bradley (interimar)           | 1 iunie 2023                        |
| Anguilla                                                                                   | Regatul Unit (Teritoriu de peste mări)                                                                              | Guvernatori (succesivi)                                                                                     | Dileeni Daniel-Selvaratnam          | 18 ianuarie 2021                    |
| Anguilla                                                                                   | Regatul Unit (Teritoriu de peste mări)                                                                              | Premier | Ellis Webster                       | 30 iunie 2020                       |
| Ascensión. Insula                                                                          | Sfânta Elena, Ascension și Tristan da Cunha (Componentă a teritoriului Sfânta Elena, Ascensión și Tristan da Cunha) | Guvernator al teritoriului Sfânta Elena, Ascensión și Tristan da Cunha                                      | Nigel Phillips                      | 13 august 2022                      |
| Ascensión. Insula                                                                          | Sfânta Elena, Ascension și Tristan da Cunha (Componentă a teritoriului Sfânta Elena, Ascensión și Tristan da Cunha) | Administratori                                                                                              | Carl Mackerras (interimar)          | 10 septembrie 2023 - octombrie 2023 |
| Ascensión. Insula                                                                          | Sfânta Elena, Ascension și Tristan da Cunha (Componentă a teritoriului Sfânta Elena, Ascensión și Tristan da Cunha) | Administratori                                                                                              | Simon Minshull                      | 2 octombrie 2022                    |
| Ascensión, Insula                                                                          | Sfânta Elena, Ascension și Tristan da Cunha (Dependență a teritoriului Sfânta Elena, Ascensión și Tristan da Cunha) | Guvernator al teritoriului Sfânta Elena, Ascensión și Tristan da Cunha                                      | Nigel Phillips                      | 13 august 2022                      |
| Ascensión, Insula                                                                          | Sfânta Elena, Ascension și Tristan da Cunha (Dependență a teritoriului Sfânta Elena, Ascensión și Tristan da Cunha) | Administratori                                                                                              | Carl Mackerras (interimar)          | 10 septembrie 2023 - octombrie 2023 |
| Ascensión, Insula                                                                          | Sfânta Elena, Ascension și Tristan da Cunha (Dependență a teritoriului Sfânta Elena, Ascensión și Tristan da Cunha) | Administratori                                                                                              | Simon Minshull                      | 2 octombrie 2022                    |
| Bermude, Insulele                                                                          | Regatul Unit (Teritoriu de peste mări)                                                                              | Rege al Regatului Unit                                                                                      | Charles al III-lea                  | 8 septembrie 2022                   |
| Bermude, Insulele                                                                          | Regatul Unit (Teritoriu de peste mări)                                                                              | Guvernatoare                                                                                                | Rena Lalgie                         | 14 decembrie 2020                   |
| Bermude, Insulele                                                                          | Regatul Unit (Teritoriu de peste mări)                                                                              | Premier | David Burt                          | 17 iulie 2017                       |
| Brecqhou                                                                                   | Sark (Insulă proprietate privată, componentă a senioriei Sark) (statut în dispută)                                  | Locotenent guvernator al bailiwick-ului Guernsey                                                            | Richard Cripwell                    | 15 februarie 2022                   |
| Brecqhou                                                                                   | Sark (Insulă proprietate privată, componentă a senioriei Sark) (statut în dispută)                                  | Bailiff de Guernsey                                                                                         | sir Richard McMahon ,               | 9 mai 2020                          |
| Brecqhou                                                                                   | Sark (Insulă proprietate privată, componentă a senioriei Sark) (statut în dispută)                                  | Președinți ai Comitetului pentru Politici și Resurse ai bailiwick-ului Guernsey (miniștri șefi) (succesivi) | Lyndon Trott                        | 14 decembrie 2023                   |
| Brecqhou                                                                                   | Sark (Insulă proprietate privată, componentă a senioriei Sark) (statut în dispută)                                  | Președinți ai Comitetului pentru Politici și Resurse ai bailiwick-ului Guernsey (miniștri șefi) (succesivi) | Peter Ferbrache                     | 16 octombrie 2020                   |
| Brecqhou                                                                                   | Sark (Insulă proprietate privată, componentă a senioriei Sark) (statut în dispută)                                  | Senior de Sark                                                                                              | Christopher Beaumont                | 3 iulie 2016                        |
| Brecqhou                                                                                   | Sark (Insulă proprietate privată, componentă a senioriei Sark) (statut în dispută)                                  | Tenant | sir Frederick Barclay               | 10 ianuarie 2021                    |
| Cayman, Insulele                                                                           | Regatul Unit (Teritoriu de peste mări)                                                                              | Rege al Regatului Unit                                                                                      | Charles al III-lea                  | 8 septembrie 2022                   |
| Cayman, Insulele                                                                           | Regatul Unit (Teritoriu de peste mări)                                                                              | Guvernatori (succesivi)                                                                                     | Jane Owen                           | 23 aprilie 2023                     |
| Cayman, Insulele                                                                           | Regatul Unit (Teritoriu de peste mări)                                                                              | Guvernatori (succesivi)                                                                                     | Franz Manderson (interimar)         | 29 martie 2023                      |
| Cayman, Insulele                                                                           | Regatul Unit (Teritoriu de peste mări)                                                                              | Guvernatori (succesivi)                                                                                     | Martyn Roper                        | 29 octombrie 2018                   |
| Cayman, Insulele                                                                           | Regatul Unit (Teritoriu de peste mări)                                                                              | Premieri (succesivi)                                                                                        | Julianna O'Connor-Connolly          | 15 noiembrie 2023                   |
| Cayman, Insulele                                                                           | Regatul Unit (Teritoriu de peste mări)                                                                              | Premieri (succesivi)                                                                                        | Wayne Panton                        | 21 aprilie 2021                     |
| Falkland, Insulele                                                                         | Regatul Unit (Teritoriu de peste mări),                                                                             | Rege al Regatului Unit                                                                                      | Charles al III-lea                  | 8 septembrie 2022                   |
| Falkland, Insulele                                                                         | Regatul Unit (Teritoriu de peste mări),                                                                             | Guvernatoare                                                                                                | Alison Blake                        | 23 iulie 2022                       |
| Falkland, Insulele                                                                         | Regatul Unit (Teritoriu de peste mări),                                                                             | Șef al executivului                                                                                         | Andy Keeling                        | 1 mai 2021                          |
| Georgia de Sud și Sandwich de Sud, Insulele (SGSSI)                                        | Regatul Unit (Teritoriu de peste mări),                                                                             | Rege al Regatului Unit                                                                                      | Charles al III-lea                  | 8 septembrie 2022                   |
| Georgia de Sud și Sandwich de Sud, Insulele (SGSSI)                                        | Regatul Unit (Teritoriu de peste mări),                                                                             | Comisar ,                                                                                                   | Alison Blake                        | 23 iulie 2022                       |
| Georgia de Sud și Sandwich de Sud, Insulele (SGSSI)                                        | Regatul Unit (Teritoriu de peste mări),                                                                             | Administratoare șefǎ                                                                                        | Laura Sinclair Willis               | iunie 2021                          |
| Gibraltar                                                                                  | Regatul Unit (Teritoriu de peste mări)                                                                              | Rege al Regatului Unit                                                                                      | Charles al III-lea                  | 8 septembrie 2022                   |
| Gibraltar                                                                                  | Regatul Unit (Teritoriu de peste mări)                                                                              | Guvernator                                                                                                  | sir David Steel                     | 11 iunie 2020                       |
| Gibraltar                                                                                  | Regatul Unit (Teritoriu de peste mări)                                                                              | Ministru Șef                                                                                                | Fabian Picardo                      | 9 decembrie 2011                    |
| Guernsey                                                                                   | Coroana briranică (Dependență a Coroanei Britanice)                                                                 | Rege al Regatului Unit, Duce de Normandia                                                                   | Charles al III-lea                  | 8 septembrie 2022                   |
| Guernsey                                                                                   | Coroana briranică (Dependență a Coroanei Britanice)                                                                 | Locotenent guvernator                                                                                       | Richard Cripwell                    | 15 februarie 2022                   |
| Guernsey                                                                                   | Coroana briranică (Dependență a Coroanei Britanice)                                                                 | Bailiff | sir Richard McMahon ,               | 9 mai 2020                          |
| Guernsey                                                                                   | Coroana briranică (Dependență a Coroanei Britanice)                                                                 | Președinți ai Comitetului pentru Politici și Resurse (miniștri șefi) (succesivi)                            | Lyndon Trott                        | 14 decembrie 2023                   |
| Guernsey                                                                                   | Coroana briranică (Dependență a Coroanei Britanice)                                                                 | Președinți ai Comitetului pentru Politici și Resurse (miniștri șefi) (succesivi)                            | Peter Ferbrache                     | 16 octombrie 2020                   |
| Herm                                                                                       | Guernsey (Dependență a bailiwick-ului Guernsey)                                                                     | Locotenent guvernator al bailiwick-ului Guernsey                                                            | Richard Cripwell                    | 15 februarie 2022                   |
| Herm                                                                                       | Guernsey (Dependență a bailiwick-ului Guernsey)                                                                     | Bailiff de Guernsey                                                                                         | sir Richard McMahon ,               | 9 mai 2020                          |
| Herm                                                                                       | Guernsey (Dependență a bailiwick-ului Guernsey)                                                                     | Președinți ai Comitetului pentru Politici și Resurse ai bailiwick-ului Guernsey (miniștri șefi) (succesivi) | Lyndon Trott                        | 14 decembrie 2023                   |
| Herm                                                                                       | Guernsey (Dependență a bailiwick-ului Guernsey)                                                                     | Președinți ai Comitetului pentru Politici și Resurse ai bailiwick-ului Guernsey (miniștri șefi) (succesivi) | Peter Ferbrache                     | 16 octombrie 2020                   |
| Herm                                                                                       | Guernsey (Dependență a bailiwick-ului Guernsey)                                                                     | Tenants | John Singer și Julia Singer         | 1 octombrie 2008                    |
| Jersey                                                                                     | Coroana briranică (Dependență a Coroanei Britanice)                                                                 | Rege al Regatului Unit, Duce de Normandia                                                                   | Charles al III-lea                  | 8 septembrie 2022                   |
| Jersey                                                                                     | Coroana briranică (Dependență a Coroanei Britanice)                                                                 | Locotenent guvernator                                                                                       | Jerry Kyd                           | 8 octombrie 2022                    |
| Jersey                                                                                     | Coroana briranică (Dependență a Coroanei Britanice)                                                                 | Bailiff | sir Tim Le Cocq ,                   | 12 octombrie 2019                   |
| Jersey                                                                                     | Coroana briranică (Dependență a Coroanei Britanice)                                                                 | Ministru Șef                                                                                                | Kristina Moore                      | 11 iulie 2022                       |
| Jethou                                                                                     | Guernsey (Dependență a bailiwick-ului Guernsey                                                                      | Locotenent guvernator al bailiwick-ului Guernsey                                                            | Richard Cripwell                    | 15 februarie 2022                   |
| Jethou                                                                                     | Guernsey (Dependență a bailiwick-ului Guernsey                                                                      | Bailiff de Guernsey                                                                                         | sir Richard McMahon ,               | 9 mai 2020                          |
| Jethou                                                                                     | Guernsey (Dependență a bailiwick-ului Guernsey                                                                      | Președinți ai Comitetului pentru Politici și Resurse ai bailiwick-ului Guernsey (miniștri șefi) (succesivi) | Lyndon Trott                        | 14 decembrie 2023                   |
| Jethou                                                                                     | Guernsey (Dependență a bailiwick-ului Guernsey                                                                      | Președinți ai Comitetului pentru Politici și Resurse ai bailiwick-ului Guernsey (miniștri șefi) (succesivi) | Peter Ferbrache                     | 16 octombrie 2020                   |
| Jethou                                                                                     | Guernsey (Dependență a bailiwick-ului Guernsey                                                                      | Subtenants                                                                                                  | sir Peter Ogden și sir Philip Hulme | 1995                                |
| Lihou                                                                                      | Guernsey (Dependență a bailiwick-ului Guernsey)                                                                     | Locotenent guvernator al bailiwick-ului Guernsey                                                            | Richard Cripwell                    | 15 februarie 2022                   |
| Lihou                                                                                      | Guernsey (Dependență a bailiwick-ului Guernsey)                                                                     | Bailiff de Guernsey                                                                                         | sir Richard McMahon ,               | 9 mai 2020                          |
| Lihou                                                                                      | Guernsey (Dependență a bailiwick-ului Guernsey)                                                                     | Președinți ai Comitetului pentru Politici și Resurse ai bailiwick-ului Guernsey (miniștri șefi) (succesivi) | Lyndon Trott                        | 14 decembrie 2023                   |
| Lihou                                                                                      | Guernsey (Dependență a bailiwick-ului Guernsey)                                                                     | Președinți ai Comitetului pentru Politici și Resurse ai bailiwick-ului Guernsey (miniștri șefi) (succesivi) | Peter Ferbrache                     | 16 octombrie 2020                   |
| Lihou                                                                                      | Guernsey (Dependență a bailiwick-ului Guernsey)                                                                     | Administrator                                                                                               | Steve Sarre                         | septembrie 2019                     |
| Man, Insula                                                                                | Coroana briranică (Dependență a Coroanei Britanice)                                                                 | Rege al Regatului Unit, Lord de Man                                                                         | Charles al III-lea                  | 8 septembrie 2022                   |
| Man, Insula                                                                                | Coroana briranică (Dependență a Coroanei Britanice)                                                                 | Locotenent guvernator                                                                                       | sir John Lorimer                    | 29 septembre 2021                   |
| Man, Insula                                                                                | Coroana briranică (Dependență a Coroanei Britanice)                                                                 | Prim deemster                                                                                               | Andrew Corlett                      | 10 iulie 2018                       |
| Man, Insula                                                                                | Coroana briranică (Dependență a Coroanei Britanice)                                                                 | Ministru Șef                                                                                                | Alfred Cannan                       | 12 octombrie 2021                   |
| Montserrat                                                                                 | Regatul Unit (Teritoriu de peste mări)                                                                              | Rege al Regatului Unit                                                                                      | Charles al III-lea                  | 8 septembrie 2022                   |
| Montserrat                                                                                 | Regatul Unit (Teritoriu de peste mări)                                                                              | Guvernatoare                                                                                                | Sarah Tucker                        | 6 aprilie 2022                      |
| Montserrat                                                                                 | Regatul Unit (Teritoriu de peste mări)                                                                              | Premier | Easton Taylor-Farrell               | 19 noiembrie 2019                   |
| Pitcairn, Insulele                                                                         | Regatul Unit (Teritoriu de peste mări)                                                                              | Rege al Regatului Unit                                                                                      | Charles al III-lea                  | 8 septembrie 2022                   |
| Pitcairn, Insulele                                                                         | Regatul Unit (Teritoriu de peste mări)                                                                              | Guvernatoare >                                                                                              | Iona Thomas                         | 9 august 2022                       |
| Pitcairn, Insulele                                                                         | Regatul Unit (Teritoriu de peste mări)                                                                              | Administratori                                                                                              | Steve Townsend și Fiona Kilpatrick  | 15 decembrie 2022                   |
| Pitcairn, Insulele                                                                         | Regatul Unit (Teritoriu de peste mări)                                                                              | Primar | Simon Young                         | 1 ianuarie 2023                     |
| Rockall                                                                                    | Scoția [Stâncă nelocuită și izolată atașată Consiliului Unitar Hebridele Exterioare (na h-Eileanan Siar)]           | Secretar de Stat pentru Scoția                                                                              | Alister Jack                        | 25 iulie 2020                       |
| Rockall                                                                                    | Scoția [Stâncă nelocuită și izolată atașată Consiliului Unitar Hebridele Exterioare (na h-Eileanan Siar)]           | Primi miniștri ai Scoției (succesivi)                                                                       | Humza Yousaf                        | 29 martie 2023                      |
| Rockall                                                                                    | Scoția [Stâncă nelocuită și izolată atașată Consiliului Unitar Hebridele Exterioare (na h-Eileanan Siar)]           | Primi miniștri ai Scoției (succesivi)                                                                       | Nicola Sturgeon                     | 19 noiembrie 2014                   |
| Rockall                                                                                    | Scoția [Stâncă nelocuită și izolată atașată Consiliului Unitar Hebridele Exterioare (na h-Eileanan Siar)]           | Președinte al Consiliului Hebridelor Exterioare                                                             | Kenneth Macleod                     | 17 mai 2022                         |
| Rockall                                                                                    | Scoția [Stâncă nelocuită și izolată atașată Consiliului Unitar Hebridele Exterioare (na h-Eileanan Siar)]           | Lider al Consiliului Hebridelor Exterioare                                                                  | Paul Steele                         | 17 mai 2022                         |
| Rockall                                                                                    | Scoția [Stâncă nelocuită și izolată atașată Consiliului Unitar Hebridele Exterioare (na h-Eileanan Siar)]           | Director executiv al Consiliului Hebridelor Exterioare                                                      | Malcolm Burr                        | octombrie 2005                      |
| Sark                                                                                       | Guernsey (Dependență a bailiwick-ului Guernsey)                                                                     | Locotenent guvernator al bailiwick-ului Guernsey                                                            | Richard Cripwell                    | 15 februarie 2022                   |
| Sark                                                                                       | Guernsey (Dependență a bailiwick-ului Guernsey)                                                                     | Bailiff de Guernsey                                                                                         | sir Richard McMahon ,               | 9 mai 2020                          |
| Sark                                                                                       | Guernsey (Dependență a bailiwick-ului Guernsey)                                                                     | Președinți ai Comitetului pentru Politici și Resurse ai bailiwick-ului Guernsey (miniștri șefi) (succesivi) | Lyndon Trott                        | 14 decembrie 2023                   |
| Sark                                                                                       | Guernsey (Dependență a bailiwick-ului Guernsey)                                                                     | Președinți ai Comitetului pentru Politici și Resurse ai bailiwick-ului Guernsey (miniștri șefi) (succesivi) | Peter Ferbrache                     | 16 octombrie 2020                   |
| Sark                                                                                       | Guernsey (Dependență a bailiwick-ului Guernsey)                                                                     | Senior | Christopher Beaumont                | 3 iulie 2016                        |
| Sfânta Elena, Ascension și Tristan da Cunha (Saint Helena, Ascension and Tristan da Cunha) | Regatul Unit (Teritoriu de peste mări)                                                                              | Rege al Regatului Unit                                                                                      | Charles al III-lea                  | 8 septembrie 2022                   |
| Sfânta Elena, Ascension și Tristan da Cunha (Saint Helena, Ascension and Tristan da Cunha) | Regatul Unit (Teritoriu de peste mări)                                                                              | Guvernator                                                                                                  | Nigel Phillips                      | 13 august 2022                      |
| Sfânta Elena, Ascension și Tristan da Cunha (Saint Helena, Ascension and Tristan da Cunha) | Regatul Unit (Teritoriu de peste mări)                                                                              | Ministru Șef                                                                                                | Julie Dorne Thomas                  | 25 octombrie 2021                   |
| Teritoriul Arctic Britanic (BAT)                                                           | Regatul Unit (Teritoriu de peste mări)                                                                              | Rege al Regatului Unit                                                                                      | Charles al III-lea                  | 8 septembrie 2022                   |
| Teritoriul Arctic Britanic (BAT)                                                           | Regatul Unit (Teritoriu de peste mări)                                                                              | Comisari (succesivi)                                                                                        | Natalie Allen                       | 30 octombrie 2023                   |
| Teritoriul Arctic Britanic (BAT)                                                           | Regatul Unit (Teritoriu de peste mări)                                                                              | Comisari (succesivi)                                                                                        | Paul Candler                        | 1 iulie 2021                        |
| Teritoriul Arctic Britanic (BAT)                                                           | Regatul Unit (Teritoriu de peste mări)                                                                              | Administrator                                                                                               | George Clarkson                     | 1 octombrie 2020                    |
| Teritoriul Britanic din Oceanul Indian (BIOT)                                              | Regatul Unit (Teritoriu de peste mări)                                                                              | Rege al Regatului Unit                                                                                      | Charles al III-lea                  | 8 septembrie 2022                   |
| Teritoriul Britanic din Oceanul Indian (BIOT)                                              | Regatul Unit (Teritoriu de peste mări)                                                                              | Comisar | Paul Candler                        | 1 iulie 2021                        |
| Teritoriul Britanic din Oceanul Indian (BIOT)                                              | Regatul Unit (Teritoriu de peste mări)                                                                              | Administrator                                                                                               | Balraj Dhanda                       | aprilie 2022                        |
| Teritoriul Britanic din Oceanul Indian (BIOT)                                              | Regatul Unit (Teritoriu de peste mări)                                                                              | Reprezentant al comisarului                                                                                 | Colvin Osborn                       | 2022                                |
| Tristan da Cunha                                                                           | Sfânta Elena, Ascension și Tristan da Cunha (Componenră a teritoriului Sfânta Elena, Ascensión și Tristan da Cunha) | Guvernator al teritoriului Sfânta Elena, Ascensión și Tristan da Cunha                                      | Nigel Phillips                      | 22 noiembrie 2022                   |
| Tristan da Cunha                                                                           | Sfânta Elena, Ascension și Tristan da Cunha (Componenră a teritoriului Sfânta Elena, Ascensión și Tristan da Cunha) | Administratori (succesivi)                                                                                  | Philip Kendall                      | 26 septembrie 2023                  |
| Tristan da Cunha                                                                           | Sfânta Elena, Ascension și Tristan da Cunha (Componenră a teritoriului Sfânta Elena, Ascensión și Tristan da Cunha) | Administratori (succesivi)                                                                                  | James Patrick Glass (interimar)     | 4 iulie 2023                        |
| Tristan da Cunha                                                                           | Sfânta Elena, Ascension și Tristan da Cunha (Componenră a teritoriului Sfânta Elena, Ascensión și Tristan da Cunha) | Administratori (succesivi)                                                                                  | Lorraine Repetto (interimară)       | 22 martie 2023                      |
| Tristan da Cunha                                                                           | Sfânta Elena, Ascension și Tristan da Cunha (Componenră a teritoriului Sfânta Elena, Ascensión și Tristan da Cunha) | Administratori (succesivi)                                                                                  | James Patrick Glass (interimar)     | 14 martie 2023                      |
| Tristan da Cunha                                                                           | Sfânta Elena, Ascension și Tristan da Cunha (Componenră a teritoriului Sfânta Elena, Ascensión și Tristan da Cunha) | Administratori (succesivi)                                                                                  | Sean Burns ,                        | 22 noiembrie 2022                   |
| Turks și Caicos, Insulele                                                                  | Regatul Unit (Teritoriu de peste mări)                                                                              | Rege al Regatului Unit                                                                                      | Charles al III-lea                  | 8 septembrie 2022                   |
| Turks și Caicos, Insulele                                                                  | Regatul Unit (Teritoriu de peste mări)                                                                              | Guvernatori (succesivi)                                                                                     | Dileeni Daniel-Selvaratnam          | 29 iunie 2023                       |
| Turks și Caicos, Insulele                                                                  | Regatul Unit (Teritoriu de peste mări)                                                                              | Guvernatori (succesivi)                                                                                     | Anya Kashora Williams (interimară)  | 15 iulie 2019                       |
| Turks și Caicos, Insulele                                                                  | Regatul Unit (Teritoriu de peste mări)                                                                              | Guvernatori (succesivi)                                                                                     | Nigel Dakin                         | 15 iulie 2019                       |
| Turks și Caicos, Insulele                                                                  | Regatul Unit (Teritoriu de peste mări)                                                                              | Premier | Washington Misick                   | 20 februarie 2021                   |
| Virgine Britanice, Insulele (BVI)                                                          | Regatul Unit (Teritoriu de peste mări)                                                                              | Rege al Regatului Unit                                                                                      | Charles al III-lea                  | 8 septembrie 2022                   |
| Virgine Britanice, Insulele (BVI)                                                          | Regatul Unit (Teritoriu de peste mări)                                                                              | Guvernator                                                                                                  | John Rankin                         | 29 ianuarie 2021                    |
| Virgine Britanice, Insulele (BVI)                                                          | Regatul Unit (Teritoriu de peste mări)                                                                              | Premier | Natalio Wheatley                    | 28 aprilie 2022                     |

## Departamente și colectivități de peste mări și teritorii cu statut special franceze
| Teritoriu                                                                                       | Suveranitate și statut                                        | Funcția                                                                                        | Numele                        | Începând cu        |
| ----------------------------------------------------------------------------------------------- | ------------------------------------------------------------- | ---------------------------------------------------------------------------------------------- | ----------------------------- | ------------------ |
| Clipperton, Insula                                                                              | Franța · (Domeniu public maritim al statului nelocuit)        | Președinte al Republicii Franceze                                                              | Emmanuel Macron               | 14 mai 2017        |
| Clipperton, Insula                                                                              | Franța · (Domeniu public maritim al statului nelocuit)        | Administratori (succesivi)                                                                     | Philippe Vigier               | 20 iulie 2023      |
| Clipperton, Insula                                                                              | Franța · (Domeniu public maritim al statului nelocuit)        | Administratori (succesivi)                                                                     | Jean-François Carenco         | 4 iulie 2022       |
| Clipperton, Insula                                                                              | Franța · (Domeniu public maritim al statului nelocuit)        | Administrator delegat ,                                                                        | Éric Spitz                    | 26 septembrie 2022 |
| Domeniile franceze din Israel (Domeniul Național Francez din Țara Sfântă)                       | Franța · (Posesiuni ale statului)                             | Președinte al Republicii Franceze                                                              | Emmanuel Macron               | 14 mai 2017        |
| Domeniile franceze din Israel (Domeniul Național Francez din Țara Sfântă)                       | Franța · (Posesiuni ale statului)                             | Ministru al Europei și al Afacerilor Externe ai Republicii Franceze                            | Catherine Colonna             | 20 mai 2022        |
| Domeniile franceze din Israel (Domeniul Național Francez din Țara Sfântă)                       | Franța · (Posesiuni ale statului)                             | Administratori (succesivi)                                                                     | Nicolas Kassianides           | 25 august 2023     |
| Domeniile franceze din Israel (Domeniul Național Francez din Țara Sfântă)                       | Franța · (Posesiuni ale statului)                             | Administratori (succesivi)                                                                     | René Troccaz                  | 30 iulie 2019      |
| Domeniile franceze din insula Sfânta Elena                                                      | Franța · (Posesiuni ale statului)                             | Președinte al Republicii Franceze                                                              | Emmanuel Macron               | 14 mai 2017        |
| Domeniile franceze din insula Sfânta Elena                                                      | Franța · (Posesiuni ale statului)                             | Ministru al Europei și al Afacerilor Externe al Republicii Franceze                            | Catherine Colonna             | 20 mai 2022        |
| Domeniile franceze din insula Sfânta Elena                                                      | Franța · (Posesiuni ale statului)                             | Consul onorar al Franței la Jamestown (Sfânta Elena)                                           | Michel Dancoisne-Martineau    | 1 decembrie 1987   |
| Domeniile franceze din insula Sfânta Elena                                                      | Franța · (Posesiuni ale statului)                             | Conservator                                                                                    | Michel Dancoisne-Martineau    | 5 august 1991      |
| Domeniile franceze la Vatican (Fundația Așezămintelor Pioase ale Franței la Roma și la Lorette) | Franța · (Posesiuni ale statului)                             | Președinte al Republicii Franceze                                                              | Emmanuel Macron               | 14 mai 2017        |
| Domeniile franceze la Vatican (Fundația Așezămintelor Pioase ale Franței la Roma și la Lorette) | Franța · (Posesiuni ale statului)                             | Ministru al Europei și al Afacerilor Externe al Republicii Franceze                            | Catherine Colonna             | 20 mai 2022        |
| Domeniile franceze la Vatican (Fundația Așezămintelor Pioase ale Franței la Roma și la Lorette) | Franța · (Posesiuni ale statului)                             | Președintǎ a Congregației Generale                                                             | Florence Mangin               | 28 martie 2022     |
| Domeniile franceze la Vatican (Fundația Așezămintelor Pioase ale Franței la Roma și la Lorette) | Franța · (Posesiuni ale statului)                             | Administratori ai Fundației Așezămintelor Pioase ale Franței la Roma și la Lorette (succesivi) | părintele Renaud Escande      | 15 februarie 2023  |
| Domeniile franceze la Vatican (Fundația Așezămintelor Pioase ale Franței la Roma și la Lorette) | Franța · (Posesiuni ale statului)                             | Administratori ai Fundației Așezămintelor Pioase ale Franței la Roma și la Lorette (succesivi) | monseniorul Philippe Bordeyne | 17 iunie 2021      |
| Guadelupa                                                                                       | Franța · (Departament de peste mări)                          | Președinte al Republicii Franceze                                                              | Emmanuel Macron               | 14 mai 2017        |
| Guadelupa                                                                                       | Franța · (Departament de peste mări)                          | Prefecți (succesivi)                                                                           | Xavier Lefort                 | 6 februarie 2023   |
| Guadelupa                                                                                       | Franța · (Departament de peste mări)                          | Prefecți (succesivi)                                                                           | Maurice Tubul (interimar)     | 11 ianuarie 2023   |
| Guadelupa                                                                                       | Franța · (Departament de peste mări)                          | Prefecți (succesivi)                                                                           | Alexandre Rochatte            | 10 august 2020     |
| Guadelupa                                                                                       | Franța · (Departament de peste mări)                          | Președinte al Consilului Regional                                                              | Ary Chalus                    | 18 decembrie 2015  |
| Guadelupa                                                                                       | Franța · (Departament de peste mări)                          | Președinte al Consililui Departamental                                                         | Guy Losbar                    | 1 iulie 2021       |
| Guyana Franceză                                                                                 | Franța · (Departament de peste mări)                          | Președinte al Republicii Franceze                                                              | Emmanuel Macron               | 14 mai 2017        |
| Guyana Franceză                                                                                 | Franța · (Departament de peste mări)                          | Prefecțȋ (succesivi)                                                                           | Antoine Poussier              | 21 august 2023     |
| Guyana Franceză                                                                                 | Franța · (Departament de peste mări)                          | Prefecțȋ (succesivi)                                                                           | Mathieu Gatineau? (interimar) | 20? august 2023    |
| Guyana Franceză                                                                                 | Franța · (Departament de peste mări)                          | Prefecțȋ (succesivi)                                                                           | Thierry Queffelec             | 28 decembrie 2020  |
| Guyana Franceză                                                                                 | Franța · (Departament de peste mări)                          | Președinte al Adunării                                                                         | Gabriel Serville              | 2 iulie 2021       |
| Casa Hauteville (Hauteville House)                                                              | Paris (proprietate a primăriei Parisului în Insula Guernesey) | Președinte al Republicii Franceze                                                              | Emmanuel Macron               | 14 mai 2017        |
| Casa Hauteville (Hauteville House)                                                              | Paris (proprietate a primăriei Parisului în Insula Guernesey) | Ministru al Europei și al Afacerilor Externe al Republicii Franceze                            | Catherine Colonna             | 20 mai 2022        |
| Casa Hauteville (Hauteville House)                                                              | Paris (proprietate a primăriei Parisului în Insula Guernesey) | Primar al Parisului                                                                            | Anne Hidalgo                  | 5 aprilie 2014     |
| Casa Hauteville (Hauteville House)                                                              | Paris (proprietate a primăriei Parisului în Insula Guernesey) | Consul onorar al Franței la Saint Peter Port (Guernsey)                                        | Odile Blanchette              | ianuarie 2003      |
| Casa Hauteville (Hauteville House)                                                              | Paris (proprietate a primăriei Parisului în Insula Guernesey) | Conservatoare                                                                                  | Odile Blanchette              | ianuarie 2003      |
| Martinica                                                                                       | Franța · (Departament de peste mări)                          | Președinte al Republicii Franceze                                                              | Emmanuel Macron               | 14 mai 2017        |
| Martinica                                                                                       | Franța · (Departament de peste mări)                          | Prefect                                                                                        | Jean Christophe Bouvier       | 23 august 2022     |
| Martinica                                                                                       | Franța · (Departament de peste mări)                          | Președinte al Consiliului Executiv                                                             | Serge Letchimy                | 2 iulie 2021       |
| Mayotte                                                                                         | Franța · (Departament de peste mări)                          | Președinte al Republicii Franceze                                                              | Emmanuel Macron               | 14 mai 2017        |
| Mayotte                                                                                         | Franța · (Departament de peste mări)                          | Prefect                                                                                        | Thierry Suquet                | 12 iulie 2021      |
| Mayotte                                                                                         | Franța · (Departament de peste mări)                          | Președinte al Consililui Departamental                                                         | Ben Issa Ousseni              | 1 iulie 2021       |
| Noua Caledonie                                                                                  | Franța · (Colectivitate de peste mări sui generis)            | Președinte al Republicii Franceze                                                              | Emmanuel Macron               | 14 mai 2017        |
| Noua Caledonie                                                                                  | Franța · (Colectivitate de peste mări sui generis)            | Înalți Comisari ai Republicii (succesivi)                                                      | Louis Le Franc                | 6 februarie 2023   |
| Noua Caledonie                                                                                  | Franța · (Colectivitate de peste mări sui generis)            | Înalți Comisari ai Republicii (succesivi)                                                      | Rémi Bastille (interimar)     | 1? februarie 2023  |
| Noua Caledonie                                                                                  | Franța · (Colectivitate de peste mări sui generis)            | Înalți Comisari ai Republicii (succesivi)                                                      | Patrice Faure                 | 12 iunie 2021      |
| Noua Caledonie                                                                                  | Franța · (Colectivitate de peste mări sui generis)            | Președinte al Guvernului                                                                       | Louis Mapou                   | 7 iulie 2021       |
| Polinezia Franceză                                                                              | Franța · (colectivitate de peste mări franceză)               | Președinte al Republicii Franceze                                                              | Emmanuel Macron               | 14 mai 2017        |
| Polinezia Franceză                                                                              | Franța · (colectivitate de peste mări franceză)               | Înalt Comisar al Republicii                                                                    | Éric Spitz                    | 26 septembrie 2022 |
| Polinezia Franceză                                                                              | Franța · (colectivitate de peste mări franceză)               | Președinți (succesivi)                                                                         | Moetai Brotherson             | 12 mai 2023        |
| Polinezia Franceză                                                                              | Franța · (colectivitate de peste mări franceză)               | Președinți (succesivi)                                                                         | Édouard Fritch                | 12 septembrie 2014 |
| Réunion                                                                                         | Franța · (Departament de peste mări)                          | Președinte al Republicii Franceze                                                              | Emmanuel Macron               | 14 mai 2017        |
| Réunion                                                                                         | Franța · (Departament de peste mări)                          | Prefect                                                                                        | Jérôme Filippini              | 23 august 2022     |
| Réunion                                                                                         | Franța · (Departament de peste mări)                          | Președintă a Consiliului Regional                                                              | Huguette Bello                | 2 iulie 2021       |
| Réunion                                                                                         | Franța · (Departament de peste mări)                          | Președinte al Consililui Departamental                                                         | Cyrille Melchior              | 18 decembrie 2017  |
| Sfântul Bartolomeu (Saint Barthélemy)                                                           | Franța · (Colectivitate de peste mări)                        | Președinte al Republicii Franceze                                                              | Emmanuel Macron               | 14 mai 2017        |
| Sfântul Bartolomeu (Saint Barthélemy)                                                           | Franța · (Colectivitate de peste mări)                        | Prefecți (succesivi)                                                                           | Xavier Lefort                 | 6 februarie 2023   |
| Sfântul Bartolomeu (Saint Barthélemy)                                                           | Franța · (Colectivitate de peste mări)                        | Prefecți (succesivi)                                                                           | Maurice Tubul (interimar)     | 11 ianuarie 2023   |
| Sfântul Bartolomeu (Saint Barthélemy)                                                           | Franța · (Colectivitate de peste mări)                        | Prefecți (succesivi)                                                                           | Alexandre Rochatte            | 10 august 2020     |
| Sfântul Bartolomeu (Saint Barthélemy)                                                           | Franța · (Colectivitate de peste mări)                        | Prefect delegat                                                                                | Vincent Berton                | 28 martie 2022     |
| Sfântul Bartolomeu (Saint Barthélemy)                                                           | Franța · (Colectivitate de peste mări)                        | Președinte al Consililui Teritorial                                                            | Xavier Lédée                  | 3 avril 2022       |
| Sfântul Martin [Saint Martin (France)]                                                          | Franța · (Colectivitate de peste mări)                        | Președinte al Republicii Franceze                                                              | Emmanuel Macron               | 14 mai 2017        |
| Sfântul Martin [Saint Martin (France)]                                                          | Franța · (Colectivitate de peste mări)                        | Prefecți (succesivi)                                                                           | Xavier Lefort                 | 6 februarie 2023   |
| Sfântul Martin [Saint Martin (France)]                                                          | Franța · (Colectivitate de peste mări)                        | Prefecți (succesivi)                                                                           | Maurice Tubul (interimar)     | 11 ianuarie 2023   |
| Sfântul Martin [Saint Martin (France)]                                                          | Franța · (Colectivitate de peste mări)                        | Prefecți (succesivi)                                                                           | Alexandre Rochatte            | 10 august 2020     |
| Sfântul Martin [Saint Martin (France)]                                                          | Franța · (Colectivitate de peste mări)                        | Prefect delegat                                                                                | Vincent Berton                | 28 martie 2022     |
| Sfântul Martin [Saint Martin (France)]                                                          | Franța · (Colectivitate de peste mări)                        | Președinte al Consililui Teritorial                                                            | Louis Mussington              | 3 aprilie 2022     |
| Sfântul Petru și Miquelon (Saint Pierre et Miquelon)                                            | Franța · (Colectivitate de peste mări)                        | Președinte al Republicii Franceze                                                              | Emmanuel Macron               | 14 mai 2017        |
| Sfântul Petru și Miquelon (Saint Pierre et Miquelon)                                            | Franța · (Colectivitate de peste mări)                        | Prefecțȋ (succesivi)                                                                           | Bruno André                   | 21 august 2023     |
| Sfântul Petru și Miquelon (Saint Pierre et Miquelon)                                            | Franța · (Colectivitate de peste mări)                        | Prefecțȋ (succesivi)                                                                           | Christian Pouget              | 30 ianuarie 2021   |
| Sfântul Petru și Miquelon (Saint Pierre et Miquelon)                                            | Franța · (Colectivitate de peste mări)                        | Președinte al Consililui Teritorial                                                            | Bernard Briand                | 13 octombrie 2020  |
| Teritoriile australe și antarctice franceze (TAAF)                                              | Franța · (Teritoriu de peste mări)                            | Președinte al Republicii Franceze                                                              | Emmanuel Macron               | 14 mai 2017        |
| Teritoriile australe și antarctice franceze (TAAF)                                              | Franța · (Teritoriu de peste mări)                            | Prefect administratoare superioară                                                             | Florence Jeanblanc-Risler     | 27 octombrie 2022  |
| Wallis și Futuna (vezi și : §12)                                                                | Franța · (Colectivitate de peste mări)                        | Președinte al Republicii Franceze                                                              | Emmanuel Macron               | 14 mai 2017        |
| Wallis și Futuna (vezi și : §12)                                                                | Franța · (Colectivitate de peste mări)                        | Administratori superiori (succesivi)                                                           | Blaise Gourtay                | 21 august 2023     |
| Wallis și Futuna (vezi și : §12)                                                                | Franța · (Colectivitate de peste mări)                        | Administratori superiori (succesivi)                                                           | Marc Coutel (interimar)       | 18? august 2023    |
| Wallis și Futuna (vezi și : §12)                                                                | Franța · (Colectivitate de peste mări)                        | Administratori superiori (succesivi)                                                           | Hervé Jonathan                | 11 ianuarie 2021   |
| Wallis și Futuna (vezi și : §12)                                                                | Franța · (Colectivitate de peste mări)                        | Președinte al Adunării Teritoriale                                                             | Munipoese Muli'aka'aka        | 25 martie 2022     |

## Dependințe și teritorii speciale ale Norvegiei
| Teritoriu         | Suveranitate și statut                          | Funcția                                               | Numele            | Începând cu       |
| ----------------- | ----------------------------------------------- | ----------------------------------------------------- | ----------------- | ----------------- |
| Bouvet, Insula    | Norvegia · (Dependență nelocuită)               | Rege al Norvegiei                                     | Harald al V-lea , | 17 ianuarie 1991  |
| Bouvet, Insula    | Norvegia · (Dependență nelocuită)               | Director general al Departamentului Afacerilor Polare | Øystein Mortensen | 2 octombrie 2015  |
| Bouvet, Insula    | Norvegia · (Dependență nelocuită)               | Directori ai Institutului Polar Norvegian (succesivi) | Camilla Brekke    | septembrie 2023   |
| Bouvet, Insula    | Norvegia · (Dependență nelocuită)               | Directori ai Institutului Polar Norvegian (succesivi) | Ole Arve Misund   | 1 septembrie 2017 |
| Jan Mayen, Insula | Norvegia · (Componentă a Regatului Norvegiei)   | Rege al Norvegiei                                     | Harald al V-lea , | 17 ianuarie 1991  |
| Jan Mayen, Insula | Norvegia · (Componentă a Regatului Norvegiei)   | Administrator                                         | Tom Cato Karlsen  | 1 ianuarie 2019   |
| Petru I, Insula   | Norvegia · (Dependență nelocuită)               | Rege al Norvegiei                                     | Harald al V-lea , | 17 ianuarie 1991  |
| Petru I, Insula   | Norvegia · (Dependență nelocuită)               | Director general al Departamentului Afacerilor Polare | Øystein Mortensen | 2 octombrie 2015  |
| Petru I, Insula   | Norvegia · (Dependență nelocuită)               | Directori ai Institutului Polar Norvegian (succesivi) | Camilla Brekke    | septembrie 2023   |
| Petru I, Insula   | Norvegia · (Dependență nelocuită)               | Directori ai Institutului Polar Norvegian (succesivi) | Ole Arve Misund   | 1 septembrie 2017 |
| Svalbard          | Norvegia · (Teritoriu cu suveranitate specială) | Rege al Norvegiei                                     | Harald al V-lea , | 17 ianuarie 1991  |
| Svalbard          | Norvegia · (Teritoriu cu suveranitate specială) | Guvernator (Sysselmester)                             | Lars Fause        | 24 iunie 2021     |
| Țara Reginei Maud | Norvegia · (Dependență nelocuită)               | Rege al Norvegiei                                     | Harald al V-lea , | 17 ianuarie 1991  |
| Țara Reginei Maud | Norvegia · (Dependență nelocuită)               | Director general al Departamentului Afacerilor Polare | Øystein Mortensen | 2 octombrie 2015  |
| Țara Reginei Maud | Norvegia · (Dependență nelocuită)               | Directori ai Institutului Polar Norvegian (succesivi) | Camilla Brekke    | septembrie 2023   |
| Țara Reginei Maud | Norvegia · (Dependență nelocuită)               | Directori ai Institutului Polar Norvegian (succesivi) | Ole Arve Misund   | 1 septembrie 2017 |

## Dependințe și teritorii speciale ale Noii-Zeelande
| Teritoriu        | Suveranitate și statut                                 | Funcția                                         | Numele                    | Începând cu         |
| ---------------- | ------------------------------------------------------ | ----------------------------------------------- | ------------------------- | ------------------- |
| Cook, Insulele   | Noua Zeelandă · (Stat independent în liberă asociere)  | Rege al Noii Zeelende                           | Charles al III-lea        | 8 septembrie 2022   |
| Cook, Insulele   | Noua Zeelandă · (Stat independent în liberă asociere)  | Reprezentant al regelui                         | sir Tom Marsters          | 27 iulie 2013       |
| Cook, Insulele   | Noua Zeelandă · (Stat independent în liberă asociere)  | Înalt Comisar al Noii Zeelande                  | Tui Dewes                 | 21? septembrie 2020 |
| Cook, Insulele   | Noua Zeelandă · (Stat independent în liberă asociere)  | Prim-ministru                                   | Mark Brown                | 30 septembrie 2020  |
| Niue, Insule     | Noua Zeelandă · (Teritoriu autonom în liberă asociere) | Rege al Noii Zeelende                           | Charles al III-lea        | 8 septembrie 2022   |
| Niue, Insule     | Noua Zeelandă · (Teritoriu autonom în liberă asociere) | Guvernatoare generalǎ                           | dame Cindy Kiro           | 21 octombrie 2021   |
| Niue, Insule     | Noua Zeelandă · (Teritoriu autonom în liberă asociere) | Înalți Comisari ale Noii Zeelande (succesive)   | Tara D'Sousa (interimară) | 15 decembris 2023   |
| Niue, Insule     | Noua Zeelandă · (Teritoriu autonom în liberă asociere) | Înalți Comisari ale Noii Zeelande (succesive)   | Helen Tunnah              | 27 iulie 2020       |
| Niue, Insule     | Noua Zeelandă · (Teritoriu autonom în liberă asociere) | Premier                                         | Dalton Tagelagi           | 10 iunie 2020       |
| Ross, Dependența | Noua Zeelandă · (Dependență nelocuită)                 | Rege al Noii Zeelende                           | Charles al III-lea        | 8 septembrie 2022   |
| Ross, Dependența | Noua Zeelandă · (Dependență nelocuită)                 | Guvernatoare generalǎ a Noii Zeelende           | dame Cindy Kiro           | 21 octombrie 2021   |
| Ross, Dependența | Noua Zeelandă · (Dependență nelocuită)                 | Directoare generalǎ a Antarcticii Noii Zeelende | Sarah Williamson          | iunie 2019          |
| Tokelau          | Noua Zeelandă · Teritoriu autonom în liberă asociere)  | Rege al Noii Zeelende                           | Charles al III-lea        | 8 septembrie 2022   |
| Tokelau          | Noua Zeelandă · Teritoriu autonom în liberă asociere)  | Guvernatoare generală a Noii Zeelende           | dame Cindy Kiro           | 21 octombrie 2021   |
| Tokelau          | Noua Zeelandă · Teritoriu autonom în liberă asociere)  | Administrator                                   | Don Higgins               | 2022                |
| Tokelau          | Noua Zeelandă · Teritoriu autonom în liberă asociere)  | Șefi ai Guvernului (Ulu o Tokelau) (succesivi)  | Kelihiano Kalolo          | 6 martie 2023       |
| Tokelau          | Noua Zeelandă · Teritoriu autonom în liberă asociere)  | Șefi ai Guvernului (Ulu o Tokelau) (succesivi)  | Siopili Perez             | 19 mai 2022         |

## Teritorii speciale ale Statelor Unite ale Americii
| Teritoriu                                         | Suveranitate și statut                                                                                             | Funcția                                                                        | Numele              | Începând cu       |
| ------------------------------------------------- | --- | ------------------------------------------------------------------------------ | ------------------- | ----------------- |
| Baker, Insula                                     | Statele Unite ale Americii · (Teritoriu neîncorporat, neorganizat, nelocuit)                                       | Președinte al Statelor Unite ale Americii                                      | Joe Biden           | 20 ianuarie 2021  |
| Baker, Insula                                     | Statele Unite ale Americii · (Teritoriu neîncorporat, neorganizat, nelocuit)                                       | Directoare ale Servicului Pescuitului și Faunei al Statelor Unite ale Americii | Martha Williams     | 20 ianuarie 2021  |
| Guam                                              | Statele Unite ale Americii · (Teritoriu neîncorporat, organizat)                                                   | Președinte al Statelor Unite ale Americii                                      | Joe Biden           | 20 ianuarie 2021  |
| Guam                                              | Statele Unite ale Americii · (Teritoriu neîncorporat, organizat)                                                   | Guvernator                                                                     | Lou Leon Guerrero   | 7 ianuarie 2019   |
| Guantanamo, Stația Navală Golful (Gitmo sau GTMO) | Statele Unite ale Americii · (Bază navală închiriată)                                                              | Președinte al Statelor Unite ale Americii                                      | Joe Biden           | 20 ianuarie 2021  |
| Guantanamo, Stația Navală Golful (Gitmo sau GTMO) | Statele Unite ale Americii · (Bază navală închiriată)                                                              | Comandant al bazei                                                             | Samuel White        | 17 iunie 2021     |
| Howland, Insula                                   | Statele Unite ale Americii · (Teritoriu neîncorporat, neorganizat, nelocuit)                                       | Președinte al Statelor Unite ale Americii                                      | Joe Biden           | 20 ianuarie 2021  |
| Howland, Insula                                   | Statele Unite ale Americii · (Teritoriu neîncorporat, neorganizat, nelocuit)                                       | Directoare a Servicului Pescuitului și Faunei al Statelor Unite                | Martha Williams     | 20 ianuarie 2021  |
| Jarvis, Insula                                    | Statele Unite ale Americii · (Teritoriu neîncorporat, neorganizat, nelocuit)                                       | Președinte al Statelor Unite ale Americii                                      | Joe Biden           | 20 ianuarie 2021  |
| Jarvis, Insula                                    | Statele Unite ale Americii · (Teritoriu neîncorporat, neorganizat, nelocuit)                                       | Directoare a Servicului Pescuitului și Faunei al Statelor Unite                | Martha Williams     | 20 ianuarie 2021  |
| Johnston, Atolul                                  | Statele Unite ale Americii · (Teritoriu neîncorporat, neorganizat, nelocuit)                                       | Președinte al Statelor Unite ale Americii                                      | Joe Biden           | 20 ianuarie 2021  |
| Johnston, Atolul                                  | Statele Unite ale Americii · (Teritoriu neîncorporat, neorganizat, nelocuit)                                       | Directoare a Servicului Pescuitului și Faunei al Statelor Unite                | Martha Williams     | 20 ianuarie 2021  |
| Kingman Reciful                                   | Statele Unite ale Americii · (Teritoriu neîncorporat, neorganizat, nelocuit)                                       | Președinte al Statelor Unite ale Americii                                      | Joe Biden           | 20 ianuarie 2021  |
| Kingman Reciful                                   | Statele Unite ale Americii · (Teritoriu neîncorporat, neorganizat, nelocuit)                                       | Directoare a Servicului Pescuitului și Faunei al Statelor Unite                | Martha Williams     | 20 ianuarie 2021  |
| Mariane de Nord, Insulele                         | Statele Unite ale Americii · (Stat liber asociat cu Statele Unite ale Americii, teritoriu neîncorporat, organizat) | Președinte al Statelor Unite ale Americii                                      | Joe Biden           | 20 ianuarie 2021  |
| Mariane de Nord, Insulele                         | Statele Unite ale Americii · (Stat liber asociat cu Statele Unite ale Americii, teritoriu neîncorporat, organizat) | Guvernatori (succesivi)                                                        | Arnold Palacios     | 9 ianuarie 2023   |
| Mariane de Nord, Insulele                         | Statele Unite ale Americii · (Stat liber asociat cu Statele Unite ale Americii, teritoriu neîncorporat, organizat) | Guvernatori (succesivi)                                                        | Ralph Torres        | 29 decembrie 2015 |
| Midway, Atolul                                    | Statele Unite ale Americii · (Teritoriu neîncorporat, neorganizat, nelocuit)                                       | Președinte al Statelor Unite ale Americii                                      | Joe Biden           | 20 ianuarie 2021  |
| Midway, Atolul                                    | Statele Unite ale Americii · (Teritoriu neîncorporat, neorganizat, nelocuit)                                       | Directoare a Servicului Pescuitului și Faunei al Statelor Unite                | Martha Williams     | 20 ianuarie 2021  |
| Navasa, Insula                                    | Statele Unite ale Americii · (Teritoriu neîncorporat, neorganizat, nelocuit)                                       | Președinte al Statelor Unite ale Americii                                      | Joe Biden           | 20 ianuarie 2021  |
| Navasa, Insula                                    | Statele Unite ale Americii · (Teritoriu neîncorporat, neorganizat, nelocuit)                                       | Directoare a Servicului Pescuitului și Faunei al Statelor Unite                | Martha Williams     | 20 ianuarie 2021  |
| Palmyra, Atolul                                   | Statele Unite ale Americii · (Teritoriu neîncorporat, neorganizat, nelocuit)                                       | Președinte al Statelor Unite ale Americii                                      | Joe Biden           | 20 ianuarie 2021  |
| Palmyra, Atolul                                   | Statele Unite ale Americii · (Teritoriu neîncorporat, neorganizat, nelocuit)                                       | Directoare a Servicului Pescuitului și Faunei al Statelor Unite                | Martha Williams     | 20 ianuarie 2021  |
| Palmyra, Atolul                                   | Statele Unite ale Americii · (Teritoriu neîncorporat, neorganizat, nelocuit)                                       | Subsecretar pentru Afacerile Insulare a Statelor Unite ale Americii ,          | Carmen G. Cantor    | 4 august 2022     |
| Palmyra, Atolul                                   | Statele Unite ale Americii · (Teritoriu neîncorporat, neorganizat, nelocuit)                                       | Gestionari (succesivi)                                                         | Ryan Wagner         | 20 decembrie 2023 |
| Palmyra, Atolul                                   | Statele Unite ale Americii · (Teritoriu neîncorporat, neorganizat, nelocuit)                                       | Gestionari (succesivi)                                                         | funcție vacantă     | iunie 2023        |
| Palmyra, Atolul                                   | Statele Unite ale Americii · (Teritoriu neîncorporat, neorganizat, nelocuit)                                       | Gestionari (succesivi)                                                         | Chad Wiggins        | 4 iunie 2019      |
| Porto Rico                                        | Statele Unite ale Americii · (Stat liber asociat cu Statele Unite ale Americii, teritoriu neîncorporat, organizat) | Președinte al Statelor Unite ale Americii                                      | Joe Biden           | 20 ianuarie 2021  |
| Porto Rico                                        | Statele Unite ale Americii · (Stat liber asociat cu Statele Unite ale Americii, teritoriu neîncorporat, organizat) | Guvernator                                                                     | Pedro Pierluisi     | 2 ianuarie 2021   |
| Samoa Americană                                   | Statele Unite ale Americii · (Teritoriu neîncorporat, organizat)                                                   | Președinte al Statelor Unite ale Americii                                      | Joe Biden           | 20 ianuarie 2021  |
| Samoa Americană                                   | Statele Unite ale Americii · (Teritoriu neîncorporat, organizat)                                                   | Guvernator                                                                     | Lemanu Peleti Mauga | 3 ianuarie 2021   |
| Virgine Americane, Insulele                       | Statele Unite ale Americii · (Teritoriu neîncorporat, organizat)                                                   | Președinte al Statelor Unite ale Americii                                      | Joe Biden           | 20 ianuarie 2021  |
| Virgine Americane, Insulele                       | Statele Unite ale Americii · (Teritoriu neîncorporat, organizat)                                                   | Guvernator                                                                     | Albert Bryan        | 7 ianuarie 2019   |
| Wake, Insula sau Atolul Wake                      | Statele Unite ale Americii · (Teritoriu neîncorporat, neorganizat, nelocuit)                                       | Președinte al Statelor Unite ale Americii                                      | Joe Biden           | 20 ianuarie 2021  |
| Wake, Insula sau Atolul Wake                      | Statele Unite ale Americii · (Teritoriu neîncorporat, neorganizat, nelocuit)                                       | Administratoare                                                                | Carmen G. Cantor    | 4 august 2022     |
| Wake, Insula sau Atolul Wake                      | Statele Unite ale Americii · (Teritoriu neîncorporat, neorganizat, nelocuit)                                       | Guvernator                                                                     | Peter Beshar        | 18 martie 2022    |

## Teritorii speciale ale Regatului Țărilor de Jos
| Teritoriu                                 | Suveranitate și statut                                                                                     | Funcția                                                                           | Numele                   | Începând cu       |
| ----------------------------------------- | --- | --------------------------------------------------------------------------------- | ------------------------ | ----------------- |
| Aruba                                     | Țările de Jos · (Stat constitutiv al Regatului Țărilor de Jos)                                             | Rege al Țărilor de Jos                                                            | Willem-Alexander         | 30 aprilie 2013   |
| Aruba                                     | Țările de Jos · (Stat constitutiv al Regatului Țărilor de Jos)                                             | Guvernator                                                                        | Alfonso Boekhoudt        | 1 ianuarie 2017   |
| Aruba                                     | Țările de Jos · (Stat constitutiv al Regatului Țărilor de Jos)                                             | Prim-ministru (ministru președintǎ)                                               | Evelyn Wever-Croes       | 17 noiembrie 2017 |
| Bonaire                                   | Țările de Jos · [Municipalitate specială (entitate publlică caraibiană) în cadrul statului Țările de Jos.] | Rege al Țărilor de Jos                                                            | Willem-Alexander         | 30 aprilie 2013   |
| Bonaire                                   | Țările de Jos · [Municipalitate specială (entitate publlică caraibiană) în cadrul statului Țările de Jos.] | Prim-ministru al Țărilor de Jos                                                   | Mark Rutte               | 14 octombrie 2010 |
| Bonaire                                   | Țările de Jos · [Municipalitate specială (entitate publlică caraibiană) în cadrul statului Țările de Jos.] | Reprezentant național pentru entitățile publice Bonaire, Saba și Sfântul Eustatie | Jan Helmond (interimar)  | 1 ianuarie 2018   |
| Bonaire                                   | Țările de Jos · [Municipalitate specială (entitate publlică caraibiană) în cadrul statului Țările de Jos.] | Locotenenți guvernatori (gezaghebber) (succesivi)                                 | Nolly Oleana (interimar) | 18 aprilie 2023   |
| Bonaire                                   | Țările de Jos · [Municipalitate specială (entitate publlică caraibiană) în cadrul statului Țările de Jos.] | Locotenenți guvernatori (gezaghebber) (succesivi)                                 | Edison Rijna             | 1 martie 2014     |
| Curaçao                                   | Țările de Jos · (Stat constitutiv al Regatului Țărilor de Jos)                                             | Rege al Țărilor de Jos                                                            | Willem-Alexander         | 30 aprilie 2013   |
| Curaçao                                   | Țările de Jos · (Stat constitutiv al Regatului Țărilor de Jos)                                             | Guvernatoare                                                                      | Lucille George-Wout      | 4 noiembrie 2013  |
| Curaçao                                   | Țările de Jos · (Stat constitutiv al Regatului Țărilor de Jos)                                             | Prim-ministru (ministru președinte)                                               | Gilmar Pisas             | 14 iunie 2021     |
| Saba                                      | Țările de Jos · [Municipalitate specială (entitate publlică caraibiană) în cadrul statului Țările de Jos]  | Rege al Țărilor de Jos                                                            | Willem-Alexander         | 30 aprilie 2013   |
| Saba                                      | Țările de Jos · [Municipalitate specială (entitate publlică caraibiană) în cadrul statului Țările de Jos]  | Prim-ministru al Țărilor de Jos                                                   | Mark Rutte               | 14 octombrie 2010 |
| Saba                                      | Țările de Jos · [Municipalitate specială (entitate publlică caraibiană) în cadrul statului Țările de Jos]  | Reprezentant național pentru entitățile publice Bonaire, Saba și Sfântul Eustatie | Jan Helmond (interimar)  | 1 ianuarie 2018   |
| Saba                                      | Țările de Jos · [Municipalitate specială (entitate publlică caraibiană) în cadrul statului Țările de Jos]  | Locotenent guvernator (gezaghebber)                                               | Jonathan G.A. Johnson    | 2 iulie 2008      |
| Sfântul Eustatie (Sint Eustatius)         | Țările de Jos · [Municipalitate specială (entitate publlică caraibiană) în cadrul statului Țările de Jos]  | Rege al Țărilor de Jos                                                            | Willem-Alexander         | 30 aprilie 2013   |
| Sfântul Eustatie (Sint Eustatius)         | Țările de Jos · [Municipalitate specială (entitate publlică caraibiană) în cadrul statului Țările de Jos]  | Prim-ministru al Țărilor de Jos                                                   | Mark Rutte               | 14 octombrie 2010 |
| Sfântul Eustatie (Sint Eustatius)         | Țările de Jos · [Municipalitate specială (entitate publlică caraibiană) în cadrul statului Țările de Jos]  | Reprezentant național pentru entitățile publice Bonaire, Saba și Sfântul Eustatie | Jan Helmond (interimar)  | 1 ianuarie 2018   |
| Sfântul Eustatie (Sint Eustatius)         | Țările de Jos · [Municipalitate specială (entitate publlică caraibiană) în cadrul statului Țările de Jos]  | Comisar guvernamental                                                             | Alida Francis            | 18 aprilie 2021   |
| Sfântul Martin [Sint Maarten (Nederland)] | Țările de Jos · (Stat constitutiv al Regatului Țărilor de Jos)                                             | Rege al Țărilor de Jos                                                            | Willem-Alexander         | 30 aprilie 2013   |
| Sfântul Martin [Sint Maarten (Nederland)] | Țările de Jos · (Stat constitutiv al Regatului Țărilor de Jos)                                             | Guvernator                                                                        | Ajamu G. Baly            | 10 octombrie 2022 |
| Sfântul Martin [Sint Maarten (Nederland)] | Țările de Jos · (Stat constitutiv al Regatului Țărilor de Jos)                                             | Prim-ministru (ministru președinte)                                               | Silveria Jacobs          | 19 noiembrie 2019 |

## Alte teritorii nesuverane
| Teritoriu                                                                     | Suveranitate și statut                                                           | Funcția                                                                                            | Numele                                                   | Începând cu                         |
| ----------------------------------------------------------------------------- | -------------------------------------------------------------------------------- | -------------------------------------------------------------------------------------------------- | -------------------------------------------------------- | ----------------------------------- |
| Adjaria (Acaristan)                                                           | Georgia · (Republică autonomă)                                                   | Președintǎ a Georgiei                                                                              | Salome Zurabishvili                                      | 16 decembrie 2018                   |
| Adjaria (Acaristan)                                                           | Georgia · (Republică autonomă)                                                   | Președinte al Consiliului Suprem                                                                   | Davit Gabaidze                                           | 28 octombrie 2016                   |
| Adjaria (Acaristan)                                                           | Georgia · (Republică autonomă)                                                   | Președinte al guvernului                                                                           | Tornike Rizhvadze                                        | 21 iulie 2018                       |
| Alo                                                                           | Wallis și Futuna (Regat tradițional)                                             | Administratori superiori ai Wallis și Futuna (succesivi)                                           | Blaise Gourtay                                           | 21 august 2023                      |
| Alo                                                                           | Wallis și Futuna (Regat tradițional)                                             | Administratori superiori ai Wallis și Futuna (succesivi)                                           | Marc Coutel (interimar)                                  | 18? august 2023                     |
| Alo                                                                           | Wallis și Futuna (Regat tradițional)                                             | Administratori superiori ai Wallis și Futuna (succesivi)                                           | Hervé Jonathan                                           | 11 ianuarie 2021                    |
| Alo                                                                           | Wallis și Futuna (Regat tradițional)                                             | Rege (Tu`i Agaifo)                                                                                 | Lino Leleivai                                            | 29 noiembrie 2018                   |
| Alo                                                                           | Wallis și Futuna (Regat tradițional)                                             | Prim-ministru (Tiafo)                                                                              | Petelo Ekeni Vaitanaki                                   | 25 ianuarie 2019                    |
| Antarctica                                                                    | Statele semnatare ale Tratatului Antarcticii (Teritoriu cu statut intrenational) | Secretar Executiv al Secretariatului Tratatului Antarctic                                          | Albert Lluberas Bonaba (Uruguay)                         | 1 septembrie 2017                   |
| Antarctica Argentiniană                                                       | Argentina · (Teritoriu revendicat)                                               | Președinți ai Națiunii Argentiniene (succesivi)                                                    | Javier Milei                                             | 10 decembrie 2023                   |
| Antarctica Argentiniană                                                       | Argentina · (Teritoriu revendicat)                                               | Președinți ai Națiunii Argentiniene (succesivi)                                                    | Alberto Fernández                                        | 10 decembrie 2019                   |
| Antarctica Argentiniană                                                       | Argentina · (Teritoriu revendicat)                                               | Guvernator al provinciei argentiniene Tierra del Fuego, Antarctica și Insulele Atlanticului de Sud | Juan Carlos Arcando                                      | 9 decembrie 2019                    |
| Antarctica Braziliană                                                         | Brazilia · (Teritoriu revendicat informal)                                       | Președinte al Republicii Federale Brazilia                                                         | Luiz Inácio Lula da Silva                                | 1 ianuarie 2023                     |
| Antarctica Braziliană                                                         | Brazilia · (Teritoriu revendicat informal)                                       | Coordonatori ai Comisiei Interministeriale Braziliene pentru Resurse Maritime (succesivi)          | Marcos Sampaio Olsen                                     | 5 ianuarie 2023                     |
| Antarctica Braziliană                                                         | Brazilia · (Teritoriu revendicat informal)                                       | Coordonatori ai Comisiei Interministeriale Braziliene pentru Resurse Maritime (succesivi)          | Almir Garnier Santos                                     | 31 martie 2021                      |
| Antarctica Chiliană                                                           | Chile · (Teritoriu revendicat)                                                   | Președinte al Republicii Chile                                                                     | Gabriel Boric                                            | 11 martie 2022                      |
| Antarctica Chiliană                                                           | Chile · (Teritoriu revendicat)                                                   | Delegatǎ prezidențialǎ provincialǎ                                                                 | Luz Bermúdez Sandoval                                    | 11 martie 2022                      |
| Athos, Statul Teocratic al Sfîntului Munte                                    | Grecia · (Republică monastică autonomă)                                          | Șefi ai statului (succesivi)                                                                       | Giorgos Gerapetritis                                     | 28 iunie 2023                       |
| Athos, Statul Teocratic al Sfîntului Munte                                    | Grecia · (Republică monastică autonomă)                                          | Șefi ai statului (succesivi)                                                                       | Vasilis Kaskarelis                                       | 21 mai 2023                         |
| Athos, Statul Teocratic al Sfîntului Munte                                    | Grecia · (Republică monastică autonomă)                                          | Șefi ai statului (succesivi)                                                                       | Nikos Dendias                                            | 9 iulie 2019                        |
| Athos, Statul Teocratic al Sfîntului Munte                                    | Grecia · (Republică monastică autonomă)                                          | Administrator laic                                                                                 | Athanásios Martínos                                      | 8 octombrie 2019                    |
| Athos, Statul Teocratic al Sfîntului Munte                                    | Grecia · (Republică monastică autonomă)                                          | Lider spiritual                                                                                    | Bartolomeu I                                             | 22 octombrie 1991                   |
| Athos, Statul Teocratic al Sfîntului Munte                                    | Grecia · (Republică monastică autonomă)                                          | Protoi (succesivi)                                                                                 | ieromónah Stéfanos (Mănăstirea Hilandar)                 | 14 iunie 2023                       |
| Athos, Statul Teocratic al Sfîntului Munte                                    | Grecia · (Republică monastică autonomă)                                          | Protoi (succesivi)                                                                                 | géron Christoforos (Mănăstirea Iviru)                    | 14 iunie 2022                       |
| Azore, Insulele                                                               | Portugalia · (Regiune autonomă)                                                  | Președinte al Republicii Portugheze                                                                | Marcelo Rebelo de Sousa                                  | 9 martie 2016                       |
| Azore, Insulele                                                               | Portugalia · (Regiune autonomă)                                                  | Reprezentant al Republicii Portugheze                                                              | Pedro Manuel dos Reis Alves Catarino                     | 11 aprilie 2011                     |
| Azore, Insulele                                                               | Portugalia · (Regiune autonomă)                                                  | Președinte al Guvernului                                                                           | José Manuel Bolieiro                                     | 24 noiembrie 2020                   |
| Åland, Insulele (sau Insulele Aaland)                                         | Finlanda · (Regiune autonomă)                                                    | Președinte al Republicii Finlanda                                                                  | Sauli Niinistö                                           | 1 martie 2012                       |
| Åland, Insulele (sau Insulele Aaland)                                         | Finlanda · (Regiune autonomă)                                                    | Guvernatori (Landshövding) (succesivi)                                                             | Marine Holm-Johansson                                    | 1 aprilie 2023                      |
| Åland, Insulele (sau Insulele Aaland)                                         | Finlanda · (Regiune autonomă)                                                    | Guvernatori (Landshövding) (succesivi)                                                             | Peter Lindbäck                                           | 5 martie 1999                       |
| Åland, Insulele (sau Insulele Aaland)                                         | Finlanda · (Regiune autonomă)                                                    | Prim-miniștri (lantråd) (succesive)                                                                | Katrin Sjögren                                           | 11 decembrie 2023                   |
| Åland, Insulele (sau Insulele Aaland)                                         | Finlanda · (Regiune autonomă)                                                    | Prim-miniștri (lantråd) (succesive)                                                                | Veronica Thörnroos                                       | 10 decembrie 2019                   |
| Badahșanul de Munte (sau Gorno Badahșan, GBAO)                                | Tadjikistan · (Provincie autonomă)                                               | Președinte al Republicii Tadjikistan                                                               | Emomali Rahmon                                           | 19 noiembrie 1992                   |
| Badahșanul de Munte (sau Gorno Badahșan, GBAO)                                | Tadjikistan · (Provincie autonomă)                                               | Președinte al Hukumat                                                                              | Alisher Khudoyberdi                                      | 5 noiembrie 2021                    |
| Bajo Nuevo, Bancul (sau Insula Petrel)                                        | Columbia · (Insulǎ nelocuitǎ)                                                    | Președinte al Republicii Columbia                                                                  | Gustavo Petro                                            | 7 august 2022                       |
| Bajo Nuevo, Bancul (sau Insula Petrel)                                        | Columbia · (Insulǎ nelocuitǎ)                                                    | Guvernator al departamentului San Andrés y Providencia                                             | Everth Julio Hawkins Sjogreen                            | 22 aprilie 2022                     |
| Banaadir                                                                      | Somalia · Stat regional în cadrul Somaliei                                       | Președinte al Republicii Federale Somalia                                                          | Hassan Sheikh Mohamud                                    | 15 mai 2022                         |
| Banaadir                                                                      | Somalia · Stat regional în cadrul Somaliei                                       | Guvernator                                                                                         | Yusuf Hussein Jimale “Madaale”                           | 7 septembrie 2022                   |
| Bangsamoro                                                                    | Filipine · (Regiune autonomă)                                                    | Președinte al Republicii Filipine                                                                  | Bongbong Marcos                                          | 30 iunie 2022                       |
| Bangsamoro                                                                    | Filipine · (Regiune autonomă)                                                    | Wali (Guvernatori) (succesivi)                                                                     | Omarkhalid A. Ampatuan (interimar) (oficial responsabil) | 1 martie 2023                       |
| Bangsamoro                                                                    | Filipine · (Regiune autonomă)                                                    | Wali (Guvernatori) (succesivi)                                                                     | funcție vacantă                                          | 5 februarie 2023                    |
| Bangsamoro                                                                    | Filipine · (Regiune autonomă)                                                    | Wali (Guvernatori) (succesivi)                                                                     | Khalifa Usman Nando                                      | 30 martie 2019                      |
| Bangsamoro                                                                    | Filipine · (Regiune autonomă)                                                    | Ministru Șef                                                                                       | Murad Ebrahim                                            | 23 februarie 2019                   |
| Barbuda                                                                       | Antigua și Barbuda · (Depedență autonomă)                                        | Rege al Antiguei și Barbudei                                                                       | Charles al III-lea                                       | 8 septembrie 2022                   |
| Barbuda                                                                       | Antigua și Barbuda · (Depedență autonomă)                                        | Guvernator general                                                                                 | sir Rodney Williams                                      | 14 august 2014                      |
| Barbuda                                                                       | Antigua și Barbuda · (Depedență autonomă)                                        | Președinte al Consiliului Barbudei                                                                 | McKenzie Morris Frank                                    | ianuarie 2022                       |
| Bougainville, Insulele                                                        | Papua Noua Guinee · (Regiune autonomă)                                           | Rege al Papua Noua Guinee                                                                          | Charles al III-lea                                       | 8 septembrie 2022                   |
| Bougainville, Insulele                                                        | Papua Noua Guinee · (Regiune autonomă)                                           | Guvernatori generali ai Papua Noua Guinee (succesivi)                                              | sir Bob Dadae                                            | 15 martie 2023                      |
| Bougainville, Insulele                                                        | Papua Noua Guinee · (Regiune autonomă)                                           | Guvernatori generali ai Papua Noua Guinee (succesivi)                                              | Job Pomat (interimar)                                    | 28 februarie 2023                   |
| Bougainville, Insulele                                                        | Papua Noua Guinee · (Regiune autonomă)                                           | Guvernatori generali ai Papua Noua Guinee (succesivi)                                              | sir Bob Dadae                                            | 28 februarie 2017                   |
| Bougainville, Insulele                                                        | Papua Noua Guinee · (Regiune autonomă)                                           | Președinte                                                                                         | Ishmael Toroama                                          | 25 septembrie 2020                  |
| Canare, Insulele                                                              | Spania · (Comunitate autonomă a Spaniei)                                         | Rege al Spaniei                                                                                    | Felipe al VI-lea                                         | 17 iunie 2014                       |
| Canare, Insulele                                                              | Spania · (Comunitate autonomă a Spaniei)                                         | Delegat al guvernului spaniol                                                                      | Anselmo Pestana Padrón                                   | 20 februarie 2020                   |
| Canare, Insulele                                                              | Spania · (Comunitate autonomă a Spaniei)                                         | Președinți ai Guvernului (succesivi)                                                               | Fernando Clavijo Batlle                                  | 14 iulie 2023                       |
| Canare, Insulele                                                              | Spania · (Comunitate autonomă a Spaniei)                                         | Președinți ai Guvernului (succesivi)                                                               | Ángel Víctor Torres                                      | 16 iulie 2019                       |
| Carriacou și Petite Martinique                                                | Grenada · (Dependență de jure autonomă)                                          | Rege al Grenadei                                                                                   | Charles al III-lea                                       | 8 septembrie 2022                   |
| Carriacou și Petite Martinique                                                | Grenada · (Dependență de jure autonomă)                                          | Guvernatoare generală a Grenadei                                                                   | dame Cécile La Grenade                                   | 7 aprilie 2013                      |
| Carriacou și Petite Martinique                                                | Grenada · (Dependență de jure autonomă)                                          | Ministru însărcinat cu Carriacou și Petite Martinique                                              | Tevin Andrews                                            | 30 iunie 2022                       |
| Ceuta                                                                         | Spania · (Oraș autonom al Spaniei)                                               | Rege al Spaniei                                                                                    | Felipe al VI-lea                                         | 17 iunie 2014                       |
| Ceuta                                                                         | Spania · (Oraș autonom al Spaniei)                                               | Delegați ai Guvernului spaniol spaniol (succesivi)                                                 | Cristina Pérez Valero                                    | 12 decembrie 2023                   |
| Ceuta                                                                         | Spania · (Oraș autonom al Spaniei)                                               | Delegați ai Guvernului spaniol spaniol (succesivi)                                                 | Rafael García Rodríguez                                  | 31 octombrie 2022                   |
| Ceuta                                                                         | Spania · (Oraș autonom al Spaniei)                                               | Primar președinte                                                                                  | Juan Jesús Vivas Lara                                    | 7 februarie 2001                    |
| Feroe, Insulele (sau Insulele Færøerne)                                       | Danemarca · (Regiune autonomă)                                                   | Monarhi ai Danemarcei                                                                              | Frederic (regent)                                        | 21 februarie 2023 - 15 aprilie 2023 |
| Feroe, Insulele (sau Insulele Færøerne)                                       | Danemarca · (Regiune autonomă)                                                   | Monarhi ai Danemarcei                                                                              | Margareta a II-a (regină)                                | 14 ianuarie 1972                    |
| Feroe, Insulele (sau Insulele Færøerne)                                       | Danemarca · (Regiune autonomă)                                                   | Înalt comisar (Rigsombudsmand)                                                                     | Lene Moyell Johansen                                     | 15 mai 2017                         |
| Feroe, Insulele (sau Insulele Færøerne)                                       | Danemarca · (Regiune autonomă)                                                   | Prim-ministru (Løgmað)                                                                             | Aksel V. Johannesen                                      | 22 decembrie 2022                   |
| Galapagos, Insulele (sau Arhipelagul Colón)                                   | Ecuador · (Provincie)                                                            | Președinți ai Republicii Ecuador (succesivi)                                                       | Daniel Noboa                                             | 23 noiembrie 2023                   |
| Galapagos, Insulele (sau Arhipelagul Colón)                                   | Ecuador · (Provincie)                                                            | Președinți ai Republicii Ecuador (succesivi)                                                       | Guillermo Lasso                                          | 24 mai 2021                         |
| Galapagos, Insulele (sau Arhipelagul Colón)                                   | Ecuador · (Provincie)                                                            | Guvernatori și președinți ai consiliului de guvernare cu regim special (succesivi)                 | Edwin Byron Altamirano Trujillo                          | 4 decembrie 2023                    |
| Galapagos, Insulele (sau Arhipelagul Colón)                                   | Ecuador · (Provincie)                                                            | Guvernatori și președinți ai consiliului de guvernare cu regim special (succesivi)                 | funcție vacantă                                          | 23 noiembrie 2023                   |
| Galapagos, Insulele (sau Arhipelagul Colón)                                   | Ecuador · (Provincie)                                                            | Guvernatori și președinți ai consiliului de guvernare cu regim special (succesivi)                 | Schubert Stalin Lombeida Manjarrez                       | 1 iunie 2023                        |
| Galapagos, Insulele (sau Arhipelagul Colón)                                   | Ecuador · (Provincie)                                                            | Guvernatori și președinți ai consiliului de guvernare cu regim special (succesivi)                 | Marlene Calderón                                         | 15 mai 2023                         |
| Galapagos, Insulele (sau Arhipelagul Colón)                                   | Ecuador · (Provincie)                                                            | Guvernatori și președinți ai consiliului de guvernare cu regim special (succesivi)                 | Katherine Llerena                                        | 18 ianuarie 2022                    |
| Galmudug                                                                      | Somalia · (Stat autonom în cadrul Somaliei)                                      | Președinte al Republicii Federale Somalia                                                          | Hassan Sheikh Mohamud                                    | 15 mai 2022                         |
| Galmudug                                                                      | Somalia · (Stat autonom în cadrul Somaliei)                                      | Președinte                                                                                         | Ahmed Abdi Kariye                                        | 2 februarie 2020                    |
| Găgăuzia (sau Gagauz-Yeri)                                                    | Moldova, Republica (District autonom)                                            | Președintǎ a Republicii Moldova                                                                    | Maia Sandu                                               | 24 decembrie 2020                   |
| Găgăuzia (sau Gagauz-Yeri)                                                    | Moldova, Republica (District autonom)                                            | Guvernatoare (bașkan) (succesive)                                                                  | Evghenia Guțul                                           | 19 iulie 2023                       |
| Găgăuzia (sau Gagauz-Yeri)                                                    | Moldova, Republica (District autonom)                                            | Guvernatoare (bașkan) (succesive)                                                                  | Irina Vlah                                               | 15 aprilie 2015                     |
| Gilgit-Baltistan                                                              | Pakistan · (Provincie autonomâ)                                                  | Președinte al Republicii Pakistan                                                                  | Arif Alvi                                                | 9 septembrie 2018                   |
| Gilgit-Baltistan                                                              | Pakistan · (Provincie autonomâ)                                                  | Guvernator                                                                                         | Syed Mehdi Shah                                          | 18 august 2022                      |
| Gilgit-Baltistan                                                              | Pakistan · (Provincie autonomâ)                                                  | Miniștri Șefi (succesivi)                                                                          | Haji Gulbar Khan                                         | 13 iulie 2023                       |
| Gilgit-Baltistan                                                              | Pakistan · (Provincie autonomâ)                                                  | Miniștri Șefi (succesivi)                                                                          | funcție vacantă                                          | 4 iulie 2023                        |
| Gilgit-Baltistan                                                              | Pakistan · (Provincie autonomâ)                                                  | Miniștri Șefi (succesivi)                                                                          | Khalid Khurshid Khan                                     | 1 decembrie 2020                    |
| Groenlanda                                                                    | Danemarca · (Regiune autonomă)                                                   | Monarhi ai Danemarcei                                                                              | Frederic (regent)                                        | 21 februarie 2023 - 15 aprilie 2023 |
| Groenlanda                                                                    | Danemarca · (Regiune autonomă)                                                   | Monarhi ai Danemarcei                                                                              | Margareta a II-a (regină)                                | 14 ianuarie 1972                    |
| Groenlanda                                                                    | Danemarca · (Regiune autonomă)                                                   | Înalt comisar (Rigsombudsmandur)                                                                   | Julie Præst Wilche                                       | 1 mai 2022                          |
| Groenlanda                                                                    | Danemarca · (Regiune autonomă)                                                   | Premier (conducător al Guvernului Landsstyreformanden)                                             | Múte B. Egede                                            | 23 aprilie 2021                     |
| Hirshabeelle                                                                  | Somalia · (Stat autonom în cadrul Somaliei)                                      | Președinte al Republicii Federale Somalia                                                          | Hassan Sheikh Mohamud                                    | 15 mai 2022                         |
| Hirshabeelle                                                                  | Somalia · (Stat autonom în cadrul Somaliei)                                      | Președinte                                                                                         | Ali Abdullahi Hussein                                    | 2 noiembrie 2020                    |
| Hong Kong (sau Xianggang)                                                     | China (Regiune administrativă specială)                                          | Președinte al Republicii Populare Chineze                                                          | Xi Jinping                                               | 14 martie 2013                      |
| Hong Kong (sau Xianggang)                                                     | China (Regiune administrativă specială)                                          | Șef al executivului                                                                                | John Lee                                                 | 1 iulie 2022                        |
| Jubaland                                                                      | Somalia · (Stat autonom în cadrul Somaliei)                                      | Președinte al Republicii Federale Somalia                                                          | Hassan Sheikh Mohamud                                    | 15 mai 2022                         |
| Jubaland                                                                      | Somalia · (Stat autonom în cadrul Somaliei)                                      | Președinte                                                                                         | Sheikh Ahmed Mohamed Islam "Madobe" ,                    | 20 ianuarie 2014                    |
| Karakalpakstan                                                                | Uzbekistan · (Republică autonomă)                                                | Președinte al Republicii Uzbekistan                                                                | Shavkat Mirziyoyev ,                                     | 8 septembrie 2016                   |
| Karakalpakstan                                                                | Uzbekistan · (Republică autonomă)                                                | Președinte al Jokargy Kenes                                                                        | Amanbay Orynbayev                                        | 26 august 2022                      |
| Karakalpakstan                                                                | Uzbekistan · (Republică autonomă)                                                | Președinte al Consiliului de Miniștri                                                              | Amanbai Orynbayev                                        | 26 august 2022                      |
| Khatumo (Administrația Centralǎ Sool, Sanaag și Cayn-Khatumo) (vezi și : §14) | Somalia · (Provincii administrate separat în cadrul Somaliei)                    | Președinte al Somaliei                                                                             | Hassan Sheikh Mohamud                                    | 15 mai 2022                         |
| Khatumo (Administrația Centralǎ Sool, Sanaag și Cayn-Khatumo) (vezi și : §14) | Somalia · (Provincii administrate separat în cadrul Somaliei)                    | Președinte al Comitetului Central Administrativ al Sool, Sanaag și Cayn-Khatumo                    | Abdikhadir Ahmed Aw Ali                                  | 5 august 2023                       |
| Kurdistanul Irakian                                                           | Irak · (Regiune autonomă)                                                        | Președinte al Republicii Irak                                                                      | Abdul Latif Rașid                                        | 13 octombrie 2022                   |
| Kurdistanul Irakian                                                           | Irak · (Regiune autonomă)                                                        | Președinte                                                                                         | Nechervan Barzani ,                                      | 10 iunie 2019                       |
| Kurdistanul Irakian                                                           | Irak · (Regiune autonomă)                                                        | Prim-ministru                                                                                      | Masrour Barzani                                          | 10 iulie 2019                       |
| Macao (sau Àomén)                                                             | China (Regiune administrativă specială)                                          | Președinte al Republicii Populare Chineze                                                          | Xi Jinping                                               | 14 martie 2013                      |
| Macao (sau Àomén)                                                             | China (Regiune administrativă specială)                                          | Șef al executivului                                                                                | Ho Iat Seng                                              | 20 decembrie 2019                   |
| Madeira, Insulele                                                             | Portugalia · (Regiune autonomă)                                                  | Președinte al Republicii Portugheze                                                                | Marcelo Rebelo de Sousa                                  | 9 martie 2016                       |
| Madeira, Insulele                                                             | Portugalia · (Regiune autonomă)                                                  | Reprezentant al Republicii Portugheze                                                              | Irineu Cabral Barreto                                    | 11 aprilie 2011                     |
| Madeira, Insulele                                                             | Portugalia · (Regiune autonomă)                                                  | Președinte al Guvernului                                                                           | Miguel Albuquerque                                       | 20 aprilie 2015                     |
| Melilla                                                                       | Spania · (Oraș autonom al Spaniei)                                               | Rege al Spaniei                                                                                    | Felipe al VI-lea                                         | 17 iunie 2014                       |
| Melilla                                                                       | Spania · (Oraș autonom al Spaniei)                                               | Delegatǎ a Guvernului spaniol                                                                      | Sabrina Moh Abdelkader                                   | 19 iunie 2018                       |
| Melilla                                                                       | Spania · (Oraș autonom al Spaniei)                                               | Primari președinți (succesivi)                                                                     | Juan José Imbroda Ortiz                                  | 11 iulie 2023                       |
| Melilla                                                                       | Spania · (Oraș autonom al Spaniei)                                               | Primari președinți (succesivi)                                                                     | Eduardo de Castro González                               | 15 iunie 2019                       |
| Nahicivan                                                                     | Azerbaidjan · (Republică autonomă)                                               | Președinte al Republicii Azerbaidjan                                                               | Ilham Aliyev ,                                           | 15 octombrie 2003                   |
| Nahicivan                                                                     | Azerbaidjan · (Republică autonomă)                                               | Reprezentant al președintelui Republicii Azerbaidjan                                               | Fuad Nacafli                                             | 22 decembrie 2022                   |
| Nahicivan                                                                     | Azerbaidjan · (Republică autonomă)                                               | Președinți ai Consiliului Suprem (succesivi)                                                       | Anar Ibrahimov (interimar)                               | 5 octombrie 2023                    |
| Nahicivan                                                                     | Azerbaidjan · (Republică autonomă)                                               | Președinți ai Consiliului Suprem (succesivi)                                                       | Azer Zeynalov (interimar)                                | 21 decembrie 2022                   |
| Nahicivan                                                                     | Azerbaidjan · (Republică autonomă)                                               | Prim-ministru                                                                                      | Sabuhi Mammadov                                          | 23 mai 2020                         |
| Nevis, Insula                                                                 | Sfântul Cristofor și Nevis · (Insulă autonomă)                                   | Rege al Sfântului Cristofor și Nevisului                                                           | Charles al III-lea                                       | 8 septembrie 2022                   |
| Nevis, Insula                                                                 | Sfântul Cristofor și Nevis · (Insulă autonomă)                                   | Guvernatori generali ai Sfântului Cristofor și Nevisului (succesivi)                               | dame Marcella Liburd                                     | 2 februarie 2023                    |
| Nevis, Insula                                                                 | Sfântul Cristofor și Nevis · (Insulă autonomă)                                   | Guvernatori generali ai Sfântului Cristofor și Nevisului (succesivi)                               | sir Samuel Weymouth Tapley Seaton                        | 19 mai 2015                         |
| Nevis, Insula                                                                 | Sfântul Cristofor și Nevis · (Insulă autonomă)                                   | Viceguvernatoare generalǎ                                                                          | Hyleta Liburd                                            | 31 august 2018                      |
| Nevis, Insula                                                                 | Sfântul Cristofor și Nevis · (Insulă autonomă)                                   | Prim-ministru                                                                                      | Mark Brantley                                            | 19 decembrie 2017                   |
| Paștelui, Insula                                                              | Chile · (Provincie)                                                              | Președinte al Republicii Chile                                                                     | Gabriel Boric                                            | 11 martie 2022                      |
| Paștelui, Insula                                                              | Chile · (Provincie)                                                              | Delegatǎ prezidențialǎ provincialǎ                                                                 | Juliette Hotus Paoa                                      | 11 martie 2022                      |
| Paștelui, Insula                                                              | Chile · (Provincie)                                                              | Primar                                                                                             | Pedro Edmunds Paoa                                       | noiembrie 2012                      |
| Principe, Insula                                                              | São Tomé și Príncipe · (Provincie cu autoguvernare)                              | Președinte al Republicii Sao Tome și Principe                                                      | Carlos Vila Nova                                         | 2 octombrie 2021                    |
| Principe, Insula                                                              | São Tomé și Príncipe · (Provincie cu autoguvernare)                              | Președinte al guvernului regional                                                                  | Filipe Nascimento                                        | 18 august 2020                      |
| Prințul Eduard, Insulele                                                      | Africa de Sud · (Insule izolate și nelocuite atașate orașului Cape Town)         | Președinte al Republicii Africa de Sud                                                             | Cyril Ramaphosa                                          | 14 februarie 2018                   |
| Prințul Eduard, Insulele                                                      | Africa de Sud · (Insule izolate și nelocuite atașate orașului Cape Town)         | Primar al orașului Cape Town                                                                       | Geordin Hill-Lewis                                       | 18 noiembrie 2021                   |
| Prințul Eduard, Insulele                                                      | Africa de Sud · (Insule izolate și nelocuite atașate orașului Cape Town)         | Directoare a Infrastructurii de Cercetare Polară a Africii de Sud (SAPRI)                          | Juliet Hermes                                            | 2022                                |
| Puntland (vezi și : §14)                                                      | Somalia · (Stat autonom în cadrul Somaliei                                       | Președinte al Republicii Federale Somalia                                                          | Hassan Sheikh Mohamud                                    | 15 mai 2022                         |
| Puntland (vezi și : §14)                                                      | Somalia · (Stat autonom în cadrul Somaliei                                       | Președinte                                                                                         | Said Abdullahi Deni                                      | 8 ianuarie 2019                     |
| Rodrigues, Insula                                                             | Mauritius · (Insulă autonomă)                                                    | Președinte al Republicii Mauritius                                                                 | Pritvirajsing Roopun                                     | 2 decembrie 2019                    |
| Rodrigues, Insula                                                             | Mauritius · (Insulă autonomă)                                                    | Comisar Șef                                                                                        | Johnson Roussety                                         | 5 martie 2022                       |
| Rodrigues, Insula                                                             | Mauritius · (Insulă autonomă)                                                    | Director General                                                                                   | Jean-Claude Pierre-Louis                                 | 21 martie 2022                      |
| Rosalind, Bancul (sau Bancul Rosalinda sau Rosa Linda)                        | Columbia · (Atol submers nelocuit)                                               | Președinte al Republicii Columbia                                                                  | Gustavo Petro                                            | 7 august 2022                       |
| Rosalind, Bancul (sau Bancul Rosalinda sau Rosa Linda)                        | Columbia · (Atol submers nelocuit)                                               | Guvernator al departamentului San Andrés y Providencia                                             | Everth Julio Hawkins Sjogreen                            | 22 aprilie 2022                     |
| Serranilla, Bancul                                                            | Columbia · (Insulǎ nelocuitǎ)                                                    | Președinte al Republicii Columbia                                                                  | Gustavo Petro                                            | 7 august 2022                       |
| Serranilla, Bancul                                                            | Columbia · (Insulǎ nelocuitǎ)                                                    | Guvernator al departamentului San Andrés y Providencia                                             | Everth Julio Hawkins Sjogreen                            | 22 aprilie 2022                     |
| Sigavé                                                                        | Wallis și Futuna (Regat tradițional)                                             | Administratori superiori ai Wallis și Futuna (succesivi)                                           | Blaise Gourtay                                           | 21 august 2023                      |
| Sigavé                                                                        | Wallis și Futuna (Regat tradițional)                                             | Administratori superiori ai Wallis și Futuna (succesivi)                                           | Marc Coutel (interimar)                                  | 18? august 2023                     |
| Sigavé                                                                        | Wallis și Futuna (Regat tradițional)                                             | Administratori superiori ai Wallis și Futuna (succesivi)                                           | Hervé Jonathan                                           | 11 ianuarie 2021                    |
| Sigavé                                                                        | Wallis și Futuna (Regat tradițional)                                             | Rege (Sau)                                                                                         | Eufenio Takala                                           | 5 martie 2016                       |
| Sigavé                                                                        | Wallis și Futuna (Regat tradițional)                                             | Prim-ministru (Kaifakaului)                                                                        | Emiliano Keletaona                                       | 30 ianuarie 2019                    |
| Somalia de Sud-Vest                                                           | Somalia · (Stat autonom în cadrul Somaliei)                                      | Președinte al Republicii Federale Somalia                                                          | Hassan Sheikh Mohamud                                    | 15 mai 2022                         |
| Președinte                                                                    | Somalia · (Stat autonom în cadrul Somaliei)                                      | Abdiaziz Hassan Mohamed                                                                            | 19 decembrie 2018                                        |                                     |
| Tobago, Insula                                                                | Trinidad și Tobago (Regiune autonomă)                                            | Președinte ale Republicii Trinidad și Tobago (succesive)                                           | Christine Kangaloo                                       | 20 martie 2023                      |
| Tobago, Insula                                                                | Trinidad și Tobago (Regiune autonomă)                                            | Președinte ale Republicii Trinidad și Tobago (succesive)                                           | Paula-Mae Weekes                                         | 19 martie 2018                      |
| Tobago, Insula                                                                | Trinidad și Tobago (Regiune autonomă)                                            | Secretar șef al Camerii Adunării                                                                   | Farley Chavez Augustine                                  | 9 decembrie 2021                    |
| Uvea (vezi și : §14)                                                          | Wallis și Futuna (Regat tradițional)                                             | Administratori superiori ai Wallis și Futuna (succesivi)                                           | Blaise Gourtay                                           | 21 august 2023                      |
| Uvea (vezi și : §14)                                                          | Wallis și Futuna (Regat tradițional)                                             | Administratori superiori ai Wallis și Futuna (succesivi)                                           | Marc Coutel (interimar)                                  | 18? august 2023                     |
| Uvea (vezi și : §14)                                                          | Wallis și Futuna (Regat tradițional)                                             | Administratori superiori ai Wallis și Futuna (succesivi)                                           | Hervé Jonathan                                           | 11 ianuarie 2021                    |
| Uvea (vezi și : §14)                                                          | Wallis și Futuna (Regat tradițional)                                             | Rege (Lavelua)                                                                                     | Patalione Kanimoa                                        | 17 aprilie 2016                     |
| Uvea (vezi și : §14)                                                          | Wallis și Futuna (Regat tradițional)                                             | Prim-ministru (Kalae Kivalu)                                                                       | Mikaele Halagahu                                         | 17 aprilie 2016                     |
| Voivodina                                                                     | Serbia · (Provincie autonomă)                                                    | Președinte al Republicii Serbia                                                                    | Aleksandar Vučić                                         | 31 mai 2017                         |
| Voivodina                                                                     | Serbia · (Provincie autonomă)                                                    | Președinți ai Adunǎrii (succesivi)                                                                 | Momo Čolaković                                           | 6 noiembrie 2023                    |
| Voivodina                                                                     | Serbia · (Provincie autonomă)                                                    | Președinți ai Adunǎrii (succesivi)                                                                 | Dejan Čapo (interimar)                                   | 30 octombrie 2023                   |
| Voivodina                                                                     | Serbia · (Provincie autonomă)                                                    | Președinți ai Adunǎrii (succesivi)                                                                 | Ištvan Pastor                                            | 22 iunie 2012                       |
| Voivodina                                                                     | Serbia · (Provincie autonomă)                                                    | Președinte al Guvernului                                                                           | Igor Mirović                                             | 20 iunie 2016                       |
| Zanzibar, Arhipelagul                                                         | Tanzania · (Entitate administrativă autonomă)                                    | Președintă a Republicii Tanzania                                                                   | Samia Suluhu                                             | 17 martie 2021                      |
| Zanzibar, Arhipelagul                                                         | Tanzania · (Entitate administrativă autonomă)                                    | Președinte                                                                                         | Hussein Mwinyi                                           | 3 noiembrie 2020                    |

## Teritorii nesuverane neutre sau cu statut contestat
| Teritoriu         | Suveranitate și statut |
| ----------------- | --- |
| Paracel, Insulele | Arhipelag ocupat de facto de Republica Populară Chineză. Revendicat de Taiwan și de Vietnam. |
| Spratly, Insulele | Arhipelag revendicat integral de Republica Populară Chineză, Taiwan și Vietnam. Porțiuni revendicate de Filipine și Malaezia. Brunei revendică o zonă de pescuit care se suprapune peste insulele de sud dar nu a formulat revendicări formale. 45 de insule sunt ocupate de mici forțe militare ale Republicii Populare Chineze, Taiwanului, Filipinelor și Malaeziei. |
| Țara Marie Byrd   | Teritoriu nerevendicat, considerat ca aparținând Statelor Unite ale Americii, deși nu există o revendicare formală. |

## Guverne în exil și / sau alterantive
| Entitate                                          | Suveranitate recunoscută Internațional În concurență cu (Statut) | Funcția                                                                              | Numele                                                                                               | Începând cu        |
| ------------------------------------------------- | --- | ------------------------------------------------------------------------------------ | --- | ------------------ |
| Republica Islamică Afganistan                     | Emiratul Islamic Afganistan Guvernul Emiratului Islamic Afganistan (Guvernul în exil al Republicii Islamice Afganistan)                                                                          | Președinte                                                                           | Amrullah Saleh (interimar)                                                                           | 6 septembrie 2021  |
| Republica Autonemă Abhazia (vezi și : §2)         | Georgia · Guvernul Republicii independente Abhazia · (Guvernul Republicii Autoneme Abhazia) | Președinte al Consliului Suprem                                                      | Jemal Gamakharia                                                                                     | 8 aprilie 2019     |
| Republica Autonemă Abhazia (vezi și : §2)         | Georgia · Guvernul Republicii independente Abhazia · (Guvernul Republicii Autoneme Abhazia) | Președinte al Guvernului                                                             | Ruslan Abashidze                                                                                     | 1 mai 2019         |
| Belarus                                           | Belarus · Guvernul Republicii Belarus · Republica Populară Belarus · (Guvern în exil) | Președintă a Radei                                                                   | Ivonka Survilla                                                                                      | 1997               |
| Belarus                                           | Belarus · Guvernul Republicii Belarus · Administrația Popularǎ Anticrizǎ · (Organizație de tip guvern din umbrǎ.)                                                                                | Președintă a Consiliului de coordonare                                               | Svetlana Tihanovskaia                                                                                | 14 august 2020     |
| Belarus                                           | Belarus · Guvernul Republicii Belarus · Administrația Popularǎ Anticrizǎ · (Organizație de tip guvern din umbrǎ.)                                                                                | Șef al Administrației Populare Anticrizǎ                                             | Pavel Latușko                                                                                        | 26 octombrie 2020  |
| Belarus                                           | Belarus · Guvernul Republicii Belarus · Cabinetul Unit de Tranziție · (Guvern alteranativ în exil)                                                                                               | Președintă a Consiliului de coordonare                                               | Svetlana Tihanovskaia                                                                                | 14 august 2020     |
| Belarus                                           | Belarus · Guvernul Republicii Belarus · Cabinetul Unit de Tranziție · (Guvern alteranativ în exil)                                                                                               | Șefǎ a Cabinetului Unit de Tranziție                                                 | Svetlana Tihanovskaia                                                                                | 9 august 2022      |
| Guvernul de Unitate Națională al Birmaniei        | Birmania · Guvernul interimar al Republicii Uniunii Birmania · (Guvern alternatv provizoriu) | Președinți                                                                           | Win Myint , (corevendicator ȋncepȃnd cu 2 martie 2021)                                               | 16 aprilie 2021    |
| Guvernul de Unitate Națională al Birmaniei        | Birmania · Guvernul interimar al Republicii Uniunii Birmania · (Guvern alternatv provizoriu) | Președinți                                                                           | Duwa Lashi La (interimar) (corevendicator ȋncepȃnd cu 16 aprilie 2021)                               | 16 aprilie 2021    |
| Guvernul de Unitate Națională al Birmaniei        | Birmania · Guvernul interimar al Republicii Uniunii Birmania · (Guvern alternatv provizoriu) | Șefi ai guvernului                                                                   | Aung San Suu Kyi , (consilierǎ de Stat - prim-ministru) (corevendicatoare ȋncepȃnd cu 2 martie 2021) | 16 aprilie 2021    |
| Guvernul de Unitate Națională al Birmaniei        | Birmania · Guvernul interimar al Republicii Uniunii Birmania · (Guvern alternatv provizoriu) | Șefi ai guvernului                                                                   | Mahn Win Khaing Than , (prim-ministru) (corevendicator ȋncepȃnd cu 16 aprilie 2021)                  | 16 aprilie 2021    |
| Crimeea                                           | Ucraina · Guvernul Federației Ruse · Republica Crimeea din cadrul Frderației Ruse · (Administrația în exil a Republicii Autonome Crimea)                                                         | Președinte al Ucrainei                                                               | Volodymyr Zelensky                                                                                   | 20 mai 2019        |
| Crimeea                                           | Ucraina · Guvernul Federației Ruse · Republica Crimeea din cadrul Frderației Ruse · (Administrația în exil a Republicii Autonome Crimea)                                                         | Reprezentantǎ a președintelui Ucrainei                                               | Tamila Tasheva                                                                                       | 25 aprilie 2022    |
| Guvernul Alternativ al Estoniei                   | Estonia · Guvernul Republicii Estonia · (Guvern succesor al guvernului în exil din timpul ocupației sovietice)                                                                                   | Președinte                                                                           | Kalev Ots                                                                                            | 28 noiembrie 2003  |
| Guvernul Alternativ al Estoniei                   | Estonia · Guvernul Republicii Estonia · (Guvern succesor al guvernului în exil din timpul ocupației sovietice)                                                                                   | Prim-ministru                                                                        | Edgar Salin (prim ministru adjunct)                                                                  | 8 iulie 2019       |
| Gaza, Fȃșia (vezi și : §6)                        | Autoritatea Națională Palestiniană Guvernul Autoritǎții Naționale Palestiniene (Guvern al Hamas ȋn Fâșia Gaza)                                                                                   | Președinte al Comitetului guvernamental pentru gestionarea problemelor din Gaza      | Issam al-Da’alis                                                                                     | 15 iunie 2021      |
| Hiiraan                                           | Somalia · Somalia, Hirshabeelle · (Stat autonom nerecunoscut în cadrul Somaliei) | administrație desființatǎ                                                            | | 25 septembrie 2023 |
| Hiiraan                                           | Somalia · Somalia, Hirshabeelle · (Stat autonom nerecunoscut în cadrul Somaliei) | Președinte                                                                           | Ali Jeyte Osman (interimar)                                                                          | 25 iunie 2023      |
| Khatumo (vezi și : §12)                           | Somalia · Guvernul Republicii Somalia · Somaliland · Puntland · (Guvernul statului autonom Khatumo)                                                                                              |                                                                                      | Recunoscut de guvernul Somaliei ca provincii administrate separat pe 19 octombrie 2023               |                    |
| Khatumo (vezi și : §12)                           | Somalia · Guvernul Republicii Somalia · Somaliland · Puntland · (Guvernul statului autonom Khatumo)                                                                                              | Președinte al Comitetului Central Administrativ al Sool, Sanaag și Cayn-Khatumo      | Abdikhadir Ahmed Aw Ali                                                                              | 5 august 2023      |
| Khatumo (vezi și : §12)                           | Somalia · Guvernul Republicii Somalia · Somaliland · Puntland · (Guvernul statului autonom Khatumo)                                                                                              | Președinte                                                                           | funcție ȋnlocuitǎ                                                                                    | 5 august 2023      |
| Khatumo (vezi și : §12)                           | Somalia · Guvernul Republicii Somalia · Somaliland · Puntland · (Guvernul statului autonom Khatumo)                                                                                              | Președinte                                                                           | Abdallah Haybe Agalule                                                                               | 7 august 2017      |
| Administrația sârbă a Kosovo                      | Serbia sau Kosovo · Guvernul Kosovo · (Provincia Autonomă Kosovo și Metohia din cadrul Republicii Serbia)                                                                                        | Director al Biroului pentru Kosovo și Metohia                                        | Petar Petković                                                                                       | 9 octombrie 2020   |
| Administrația sârbă a Kosovo                      | Serbia sau Kosovo · Guvernul Kosovo · (Provincia Autonomă Kosovo și Metohia din cadrul Republicii Serbia)                                                                                        | Prefect al distrctului Kosovo                                                        | Srđan Popović                                                                                        | 18 noiembrie 2021  |
| Administrația sârbă a Kosovo                      | Serbia sau Kosovo · Guvernul Kosovo · (Provincia Autonomă Kosovo și Metohia din cadrul Republicii Serbia)                                                                                        | Prefect al distrctului Kosovo-Pomoravlje                                             | Davor Petković                                                                                       | 26 august 2021     |
| Administrația sârbă a Kosovo                      | Serbia sau Kosovo · Guvernul Kosovo · (Provincia Autonomă Kosovo și Metohia din cadrul Republicii Serbia)                                                                                        | Prefect al distrctului Kosovska Mitrovica                                            | Vučina Janković                                                                                      | 16 august 2021     |
| Administrația sârbă a Kosovo                      | Serbia sau Kosovo · Guvernul Kosovo · (Provincia Autonomă Kosovo și Metohia din cadrul Republicii Serbia)                                                                                        | Prefect al distrctului Peć                                                           | Milo Stevanović                                                                                      | 21 martie 2020     |
| Administrația sârbă a Kosovo                      | Serbia sau Kosovo · Guvernul Kosovo · (Provincia Autonomă Kosovo și Metohia din cadrul Republicii Serbia)                                                                                        | Prefect al distrctului Prizren                                                       | Saško Petković (interimar)                                                                           | 14 noiembrie 2023  |
| Administrația sârbă a Kosovo                      | Serbia sau Kosovo · Guvernul Kosovo · (Provincia Autonomă Kosovo și Metohia din cadrul Republicii Serbia)                                                                                        | Prefect al distrctului Prizren                                                       | funcție vacantă                                                                                      | 2020               |
| Administrația Autonomă a Siriei de Nord și Est ,  | Siria · Guvernul Republicii Arabe Siriene · Administrațiile unor guvernorate ale Republicii Siria · (Regiune autonomă autoproclamată)                                                            | Copreședinți ai Consiliului Executiv                                                 | Berivan Xalid și Abdul Hamid Mahbash                                                                 | 6 septembrie 2018  |
| Guvernul Stabilității Naționale al Libiei         | Libia · Guvernul de Unitate Națională al Libiei · (Guvern alternativ aprobat de Camera Reprezentanților din Libia și susținut de Armata Națională Libiană)                                       | Prim-miniștri (succesivi)                                                            | Osama Saad Hammad Saleh (interimar) (corevendicator ȋncepȃnd cu 16 mai 2023)                         | 16 mai 2023        |
| Guvernul Stabilității Naționale al Libiei         | Libia · Guvernul de Unitate Națională al Libiei · (Guvern alternativ aprobat de Camera Reprezentanților din Libia și susținut de Armata Națională Libiană)                                       | Prim-miniștri (succesivi)                                                            | Fathi Bashagha (corevendicator din 3 martie 2022 pȃnǎ ȋn 16 mai 2023)                                | 3 martie 2022      |
| Maluku (Insulelor Moluce) de Sud, Republica       | Indonezia · Guvernul Republicii Indonezia · Administrația provinciei Maluku din cadrul Republicii Indonezia · (Guvernul în exil al Republicii Maluku Selantan)                                   | Președinte                                                                           | John Wattilete                                                                                       | 17 aprilie 2010    |
| Entitatea Provizorie Osetia de Sud (vezi și : §2) | Georgia · Guvernul Republicii independente Osetia de Sud-Alania · (Guvernul Entității Provizorii Osetia de Sud)                                                                                  | Șef al Administrației Provizorii                                                     | Tamaz Bestaev                                                                                        | 4 noiembrie 2022   |
| Opoziția siriană                                  | Siria · Guvernul Republicii Arabe Siriene · Guvernul de Salvare · Guvernul Interimar al Siriei · (Guvern alternativ al opoziției siriene)                                                        | Președinți ai Coaliției Naționale a Forțelor de Opoziție și a Revoluției (succesivi) | Hadi Al Bahra                                                                                        | 14 septembrie 2023 |
| Opoziția siriană                                  | Siria · Guvernul Republicii Arabe Siriene · Guvernul de Salvare · Guvernul Interimar al Siriei · (Guvern alternativ al opoziției siriene)                                                        | Președinți ai Coaliției Naționale a Forțelor de Opoziție și a Revoluției (succesivi) | Salem al-Meslet                                                                                      | 12 iulie 2021      |
| Opoziția siriană                                  | Siria · Guvernul Republicii Arabe Siriene · Guvernul de Salvare · Guvernul Interimar al Siriei · (Guvern alternativ al opoziției siriene)                                                        | Prim-ministru                                                                        | Abdurrahman Mustafa , (interimar) (corevendicator ȋncepȃnd cu 30 iunie 2019)                         | 30 iunie 2019      |
| Opoziția siriană                                  | Siria · Guvernul Republicii Arabe Siriene · Guvernul Interimar al Siriei · Guvernul de Salvare · (Guvern alternativ al opoziției siriene)                                                        | Președinre al Consilului General al Shura                                            | Mustafa al-Mousa                                                                                     | 24 aprilie 2020    |
| Opoziția siriană                                  | Siria · Guvernul Republicii Arabe Siriene · Guvernul Interimar al Siriei · Guvernul de Salvare · (Guvern alternativ al opoziției siriene)                                                        | Prim ministru                                                                        | Ali Keddah (corevendicator ȋncepȃnd cu 16 decembrie 2019)                                            | 16 decembrie 2019  |
| Administrația Centrală Tibetană                   | China Guvernul Republicii Populare Chineze Administeația Regiunii autonome Xizang din cadrul Republicii Populare Chineze (Guvern în exil)                                                        | Dalai Lama                                                                           | Tenzin Gyatso                                                                                        | 25 august 1939     |
| Administrația Centrală Tibetană                   | China Guvernul Republicii Populare Chineze Administeația Regiunii autonome Xizang din cadrul Republicii Populare Chineze (Guvern în exil)                                                        | Președinte al Administrației Centrale (Sikyong)                                      | Penpa Tsering                                                                                        | 27 mai 2021        |
| Guvernul Opoziției din Venezuela                  | Venezuela · Guvernul președintelui Nicolás Maduro · (Guvern alternativ) | Președinte interimar                                                                 | guvern dizolvat                                                                                      | 5 ianuarie 2023    |
| Guvernul Opoziției din Venezuela                  | Venezuela · Guvernul președintelui Nicolás Maduro · (Guvern alternativ) | Președinte interimar                                                                 | Juan Guaidó , (interimar) (corevendicator din din 23 ianuarie 2019 până în 5 ianuarie 2023)          | 23 ianuarie 2019   |
| Guvernul Salvǎrii Naționale al Yemenului          | Yemen Guvernul Republicii Yemen (Guvern alternativ instituit de Consiliul Politic Suprem al Yemenului)                                                                                           | Președinte al Consiliului Politic Suprem                                             | Mahdi al-Mushat , (corevendicator ȋncepȃnd cu 23 aprilie 2018)                                       | 23 aprilie 2018    |
| Guvernul Salvǎrii Naționale al Yemenului          | Yemen Guvernul Republicii Yemen (Guvern alternativ instituit de Consiliul Politic Suprem al Yemenului)                                                                                           | Prim-ministru                                                                        | Abdel-Aziz bin Habtour (corevendicator ȋncepȃnd cu 28 noiembrie 2016)                                | 28 noiembrie 2016  |
| Consiliul de Tranziție al Sudului Yemenului       | Yemen · Guvernul Republicii Yemen · Guvernul Salvǎrii Naționale al Yemenului · Administrațiile unor guvernorate ale Republicii Yemen · (Guvernul Consiliului de Tranaziție al Sudului Yemenului) | Președinte al Comisiei Prezidențiale                                                 | Aidarus al-Zoubaidi                                                                                  | 11 mai 2017        |